# Невский проспект
Не́вский проспе́кт — главная улица Санкт-Петербурга, протянувшаяся на 4,5 км от Адмиралтейства до Александро-Невской лавры. Пересекает Мойку (Зелёный мост), канал Грибоедова (Казанский мост) и Фонтанку (Аничков мост). Наибольшая ширина составляет 60 м (у Гостиного двора), наименьшая — 25 м (у Мойки). Нечётная сторона неофициально называется «теневой», чётная — «солнечной» (популярное место для прогулок).
На современном Невском проспекте расположены многочисленные памятники архитектуры, музеи, театры, другие учреждения культуры. Проспект относится к исторической части Санкт-Петербурга и вместе с находящимся здесь комплексом памятников входит в список объектов всемирного наследия ЮНЕСКО; это один из центров притяжения туристов. Среди наиболее значимых культурно-туристических объектов: Адмиралтейство, Строгановский дворец, Казанский собор, Дом книги, Гостиный двор, Российская национальная библиотека, Александринский театр, Театр комедии имени Н. П. Акимова, Елисеевский магазин, Аничков дворец и Аничков мост, Московский вокзал, Александро-Невская лавра.

## История названия
Первоначально магистраль, соединявшая Адмиралтейство и Александро-Невскую лавру называлась: дорога к Невскому монастырю (1718 год), першпективная дорога к Невскому монастырю (1733 — середина XVIII века), Невская дорога (1774 год), параллельно с этим существовали названия: Большая перспективная (1730-е −1784 годы), Большая дорога (1736 год), Большая першпективная дорога (1735—1751 годы), Перспективная улица (1736—1737 годы), Большая улица (1769—1773 годы), Большой проспект (1782—1820 годы)., Большая Невская першпектива, Невская першпектива (с 1768 года). Но все они были неофициальными.
Первое официальное название Невская Проспективная улица было дано 20 апреля 1738 года (от Дворцовой площади до реки Мойки), по Александро-Невскому монастырю. 20 августа 1739 года наименование продлили до современной площади Восстания. В 1740-е годы официальное название продлилось на весь проезд. Параллельно употреблялись Невская перспектива (1739—1802 годы) и Большая Невская перспектива (1741—1798 годы).
Часть проспекта от площади Восстания до Александро-Невской лавры хотели отправить по новому направлению (по современной Гончарной улице), в соответствии с планами 1753 года. Поэтому непродолжительное время старый маршрут носил имя Старая Невская Першпективная улица, Старая Невская перспектива. План не был осуществлён, но в народе для этой части магистрали осталось название Старо-Невский проспект.
Современная форма наименования появилась в 1776 году. С 1781 года название Невский проспект стало официальным, хотя в 1783—1820 годах существовало имя Большой Невский проспект.

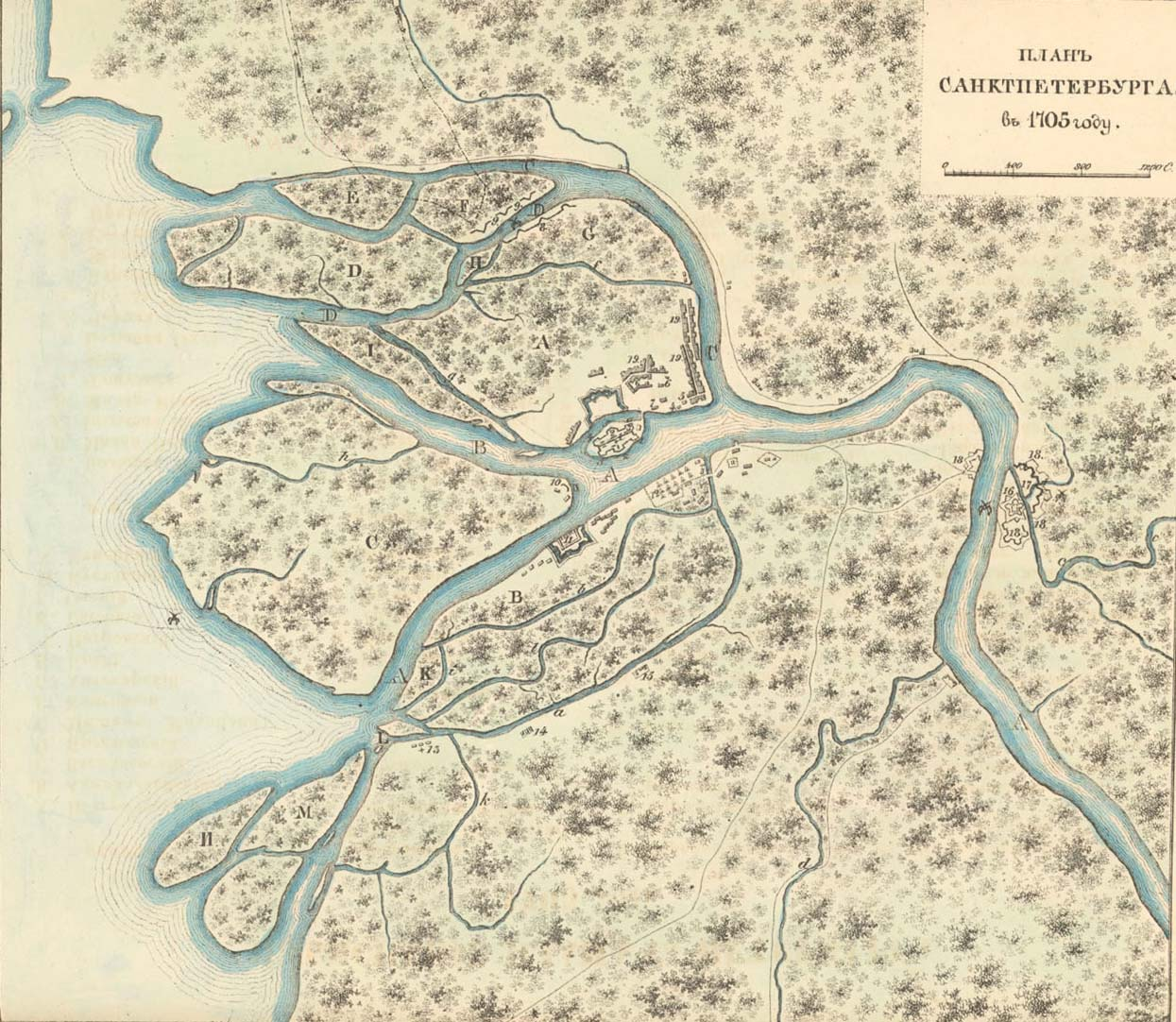
План Санкт-Петербурга, 1705 год.
Невского проспекта ещё нет, но первые городские постройки уже нанесены на карту. Также есть Новгородский тракт и пути к Зимнему дворцу и Адмиралтейству по берегу Невы

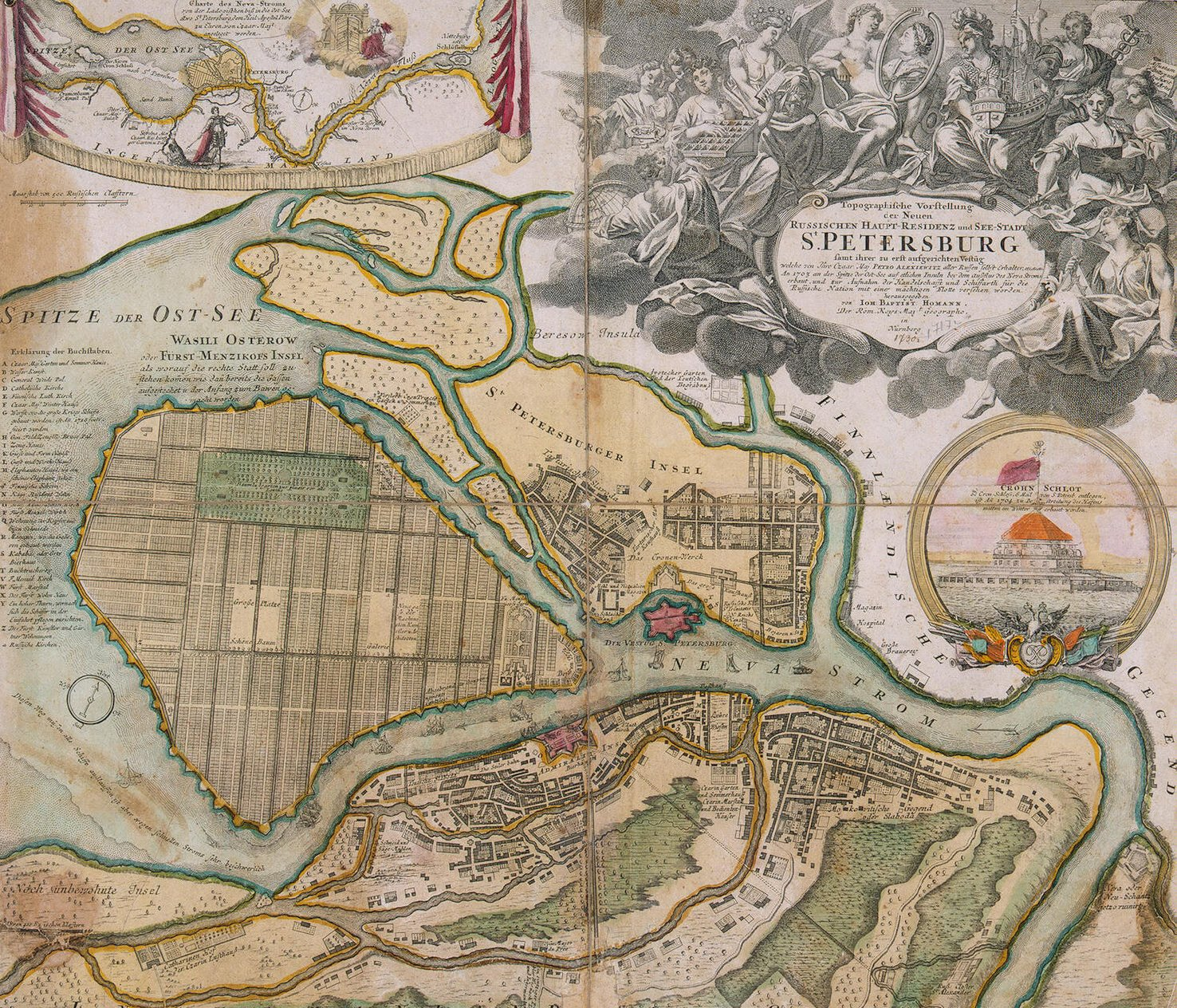
План Санкт-Петербурга И. Хоманна. 1720-е (до 1724).
Изображены леса и болота, через которые шла прокладка Невского проспекта

В октябре 1918 года к первой годовщине Октябрьской революции магистраль получила название проспект 25-го Октября, которое просуществовало чуть более четверти века, после чего в блокадном Ленинграде проспекту было решено вернуть историческое наименование. С 13 января 1944 года магистраль снова называется Невским проспектом.

## История

### XVIII век
5 сентября 1704 года на левом берегу реки Невы была заложена Адмиралтейская крепость-верфь. Начала застраиваться местность, примыкающая к крепости. В районе современных Большой и Малой Морских улиц появились слободы корабельных мастеров, представлявших собой деревянные домики и мазанки с палисадниками. На месте Дворцовой площади возник «Морской» рынок, с шалашами и ларями, стояли возы с дровами и сеном. Район вблизи Адмиралтейства стал одной из густонаселённых частей города. В начале 1710-х годов на левом берегу Невы у места впадения Чёрной речки (теперь это река Монастырка) появился монастырь (будущая Александро-Невская лавра). В те времена предполагалось, что на этом месте в 1240 году произошла знаменитая Невская битва, где русская дружина во главе с новгородским князем Александром Невским одержала победу над шведами. Рядом с монастырём возникла целая слобода с деревянными домами для работников и слуг, а также сад и огород с многочисленными хозяйственными постройками: столярным, кузнечным и скотным дворами, пильной мельницей, погребом, торговыми лавками.
Появилась необходимость связать два городских центра со старым Новгородским трактом (проходившим примерно по трассе современного Лиговского проспекта), который вёл внутрь страны. По высочайшему повелению началось сооружение просек, которые шли через болотистый лес. Наиболее заболоченными были участки в районе современных Казанского собора, Михайловской улицы, особенно на участке между Лиговским проспектом и Александро-Невской лаврой, представлявших собой непрерывную цепь болот. В 1712 году монахи монастыря начали прокладывать дорогу от монастыря к Новгородскому тракту, к 1718 году она была завершена («…проложена и управлена»). Для преодоления болотных топей использовалась достаточно простая технология: валили лес, корчевали пни. Для отвода излишней воды и осушения болот рыли дренажные канавы. По трассе дороги укладывали фашины, засыпая их песком. Есть мнение, что более трудный участок («монастырский») был пройден первым.
А. И. Богданов пишет по этому поводу:

перспективы... начинающейся от самого Адмиралтейства и продолжается до Александроневского монастыря, зделана... в 1713 году
— Историческое, географическое и топографическое описание Санкт-Петербурга от начала заведения его, с 1703, по 1751 год. 10. Адмиралтейский остров
Первый отрезок магистрали от Мойки до Фонтанки прокладывался с 1710 по 1715 годы, затем работы продолжились на участке от Мойки до Адмиралтейства. Вдоль Глухого протока (нынешний канал Грибоедова) и далее до современной Садовой улицы возникли так называемые Переселенческие слободы, в которых селили «мастеровых людей» с семьями, переведённых из Центральной России в строящийся Петербург по указу 1710 года. Между слободами и Невской просекой тянулась полоса заболоченного леса, запрещённого к порубке под страхом жестокого наказания и даже для прогулок. Левую сторону от проспекта от Мойки до Фонтанки, занимаемую садами императрицы Екатерины Алексеевны, охраняли караульные. Периодически проводились повальные обыски, тех, у кого находили срубленные деревья, били батогами на «Большой перспективе». В 1721—1723 годах на берегу Фонтанки возвели каменный дворец для императрицы Екатерины Алексеевны, а при нём разбили регулярный сад, получивший название «Итальянский». Сад занимал огромное пространство вдоль трассы современного Невского проспекта от Фонтанки до современной улицы Восстания.
Так или иначе, Невский проспект возник во второй половине 1710-х годов. Просеки от Адмиралтейства и от лавры вместе образовали будущий Невский проспект. Именно тем, что две дороги прокладывались независимо друг от друга, и объясняется излом магистрали в районе современной площади Восстания.
Проспект сразу стал крупной востребованной магистралью и, после наведения мостов через водные преграды, полностью заменил старую тропу. Большая першпектива получилась протяжённостью около 4 вёрст (4,5 километра), шириной 9 саженей (около 20 метров). Деревянный подъёмный Зелёный мост через Мойку был наведён в 1720 году. Переправа являлась городской границей в 1703—1726 годах, здесь собирались подати, для этого стоял Мытный двор, рядом с которым находился Гостиный двор. Ещё раньше был построен мост через Фонтанку, в 1715 году император Пётр I издал указ: «За Большою Невой на Фонтанной реке по першпективе зделать мост». К маю 1716 года работы были закончены, и деревянный балочный многопролётный мост на свайных опорах перекрыл как сам проток, так и заболоченную пойму. В 1726 году была поставлена караульная будка и сюда перенесена городская граница.
Большая перспектива становилась главной дорогой: именно по ней, как говорилось в сенатском указе 1726 года, «всегда как приезд, так и выезд чужеземным и российским подданным отовсюду в Санкт-Петербург имеется». Правительство вкладывало деньги в благоустройство и чистоту магистрали. В 1720-х годах начальный участок дороги, проходящий по Адмиралтейскому лугу, был благоустроен: по сторонам высажены четыре ряда берёз, которые регулярно подстригались, дорогу замостили камнем. С 1723 года проспект первым в России получил уличное освещение: были установлены масляные фонари, позже под ними появились скамейки для отдыха прохожих.
Сохранилось описание этой аллеи, выполненное в 1721 году камер-юнкером в свите герцога Карла-Фридриха Гольштейн-Готторпского:

Около шести вечера прибыли мы благополучно в Петербург, который со времени моего отъезда оттуда так изменился, что я вовсе не узнал его. С самого начала мы въехали в длинную и широкую аллею, вымощенную камнем, и по справедливости названную проспектом, потому что конца её почти не видно. Она проложена только за несколько лет и исключительно руками пленных шведов. Несмотря на то, что деревья, посаженные по обеим её сторонам в три или четыре ряда, ещё невелики, она необыкновенно красива по своему огромному протяжению и чистоте, в которой её содержат (пленные шведы должны каждую субботу чистить её), и она делает чудесный вид, какого я нигде не встречал. На Адмиралтействе, красивом и огромном здании, находящемся в конце этой дороги, устроен прекрасный и довольно высокий шпиц, который выходит прямо против проспекта
— Фридрих-Вильгельм фон Берхгольц. Запись в дневнике от 23 июня (4 июля) 1721 года
К концу первой четверти XVIII века строения Большой першпективы были немногочисленными. В начале стояло несколько небольших домов, по правой стороне на углу Мойки был выстроен Мытный двор, за Мойкой — соляные амбары. На месте современного Гостиного двора зеленела берёзовая роща, далее тянулись «переведенские слободы», состоящие из деревянных домиков. Обширная территория по левой стороне дороги от Мойки до Фонтанки находилась в собственности императрицы Екатерины I, была низкой, заболоченной и незастроенной. За Фонтанкой начиналось предместье Санкт-Петербурга. По правой стороне находились дома Аничковой слободы, где жили солдаты Адмиралтейского работного батальона под командованием подполковника М. О. Аничкова. Этот батальон в 1715 году построил деревянный мост через Фонтанку, получивший название Аничков мост. За этим узким подъездным мостом с 1726 года стоял деревянный караульный дом, проверяли документы и поднимали шлагбаум. По трассе нынешнего Лиговского проспекта проложен канал, питавший водой фонтаны Летнего сада. Дальше территория была покрыта лесом и почти не освоена. Постройки появлялись только ближе к монастырю, где отводили землю «в линию, что по першпективной дороге» для рабочих и служащих монастыря.
На этом строительство проспекта не закончилось. В 1723 году Пётр I приказал «проложить от соборной церкви к Адмиралтейству дорогу першпективно». Дорога должна была упираться в вертикальную доминанту — Троицкий собор Александро-Невского монастыря. По ряду причин не удалось реализовать эту идею — собор не стал доминантой и дорога не была спрямлена. К идее спрямления улицы вернулись в 1730-х годах и трассу провели по современным Гончарной и Тележной улицам. У первоначального участка проспекта появилось название Старо-Невский. Позже в 1760-х годах произошло объединение двух направлений и Невский проспект получил современный вид.

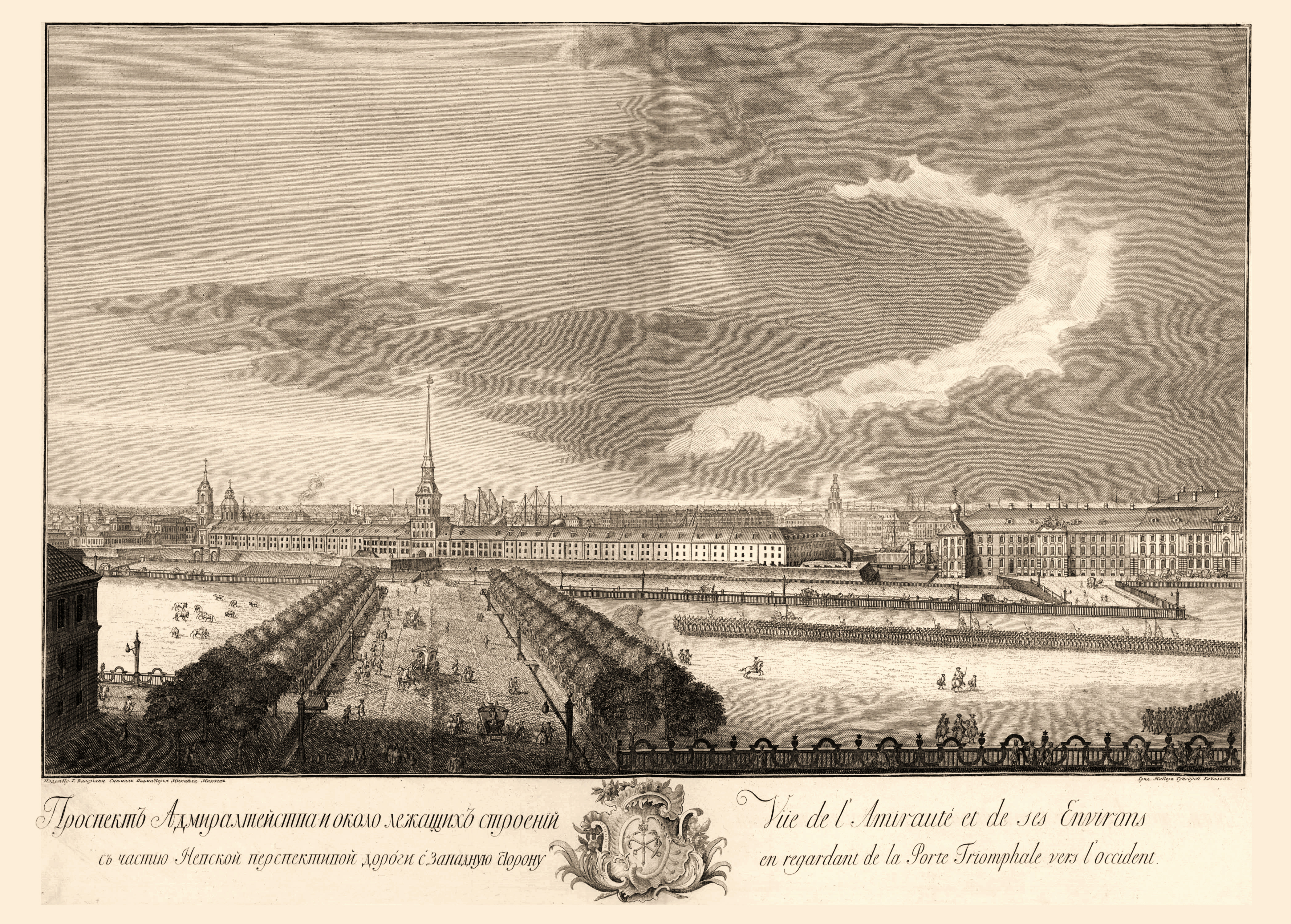
Невский проспект у Адмиралтейства в 1753 году. Гравюра Г. А. Качалова

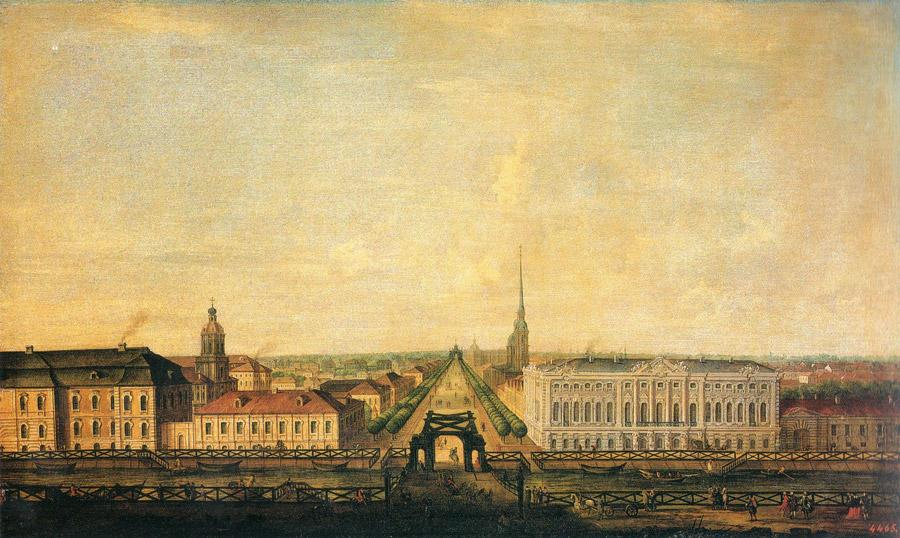
Вид на Невский проспект и Строгановский дворец, третья четверть XVIII века. Дальше справа видна церковь Рождества Богородицы, слева — лютеранская церковь Святого Петра

После четырёхлетнего пребывания в Москве, в 1732 году в Санкт-Петербург вернулся двор Анны Иоанновны. К этому событию проспект подновили и построили на нём две триумфальные арки (одну у Аничкового моста при въезде в город, другую — у моста через Мойку), само мероприятие было достаточно помпезным. Началось сооружение первых крупных каменных зданий. Самым значительным из них стала церковь Рождества Пресвятой Богородицы, возведённая в 1733—1737 годах по проекту М. Г. Земцова на месте сквера перед нынешним Казанским собором. Храм представлял собой прямоугольное в плане здание, вытянутое вдоль проспекта, по композиции похожее на Петропавловский собор. Не исключено, что автором храма был Доменико Трезини. На противоположной стороне в 1730 году появилась лютеранская церковь святого Петра, находившаяся в глубине участка. На проспект выходили два симметричных жилых дома (до наших дней не сохранились).
Вся застройка теневой стороны начала XVIII века была уничтожена пожаром 1736 года. Загорелся Мытный двор, затем пламя перекинулось на соседние деревянные строения. Пожар бушевал несколько часов, в результате сгорели несколько кварталов обывательских деревянных домов вблизи Адмиралтейства. Второй пожар случился через год, уничтожив большую часть застройки в центре Петербурга. После этого, согласно решениям комиссии о Санкт-Петербургском строении деревянных домов на Невском больше не строили. Невская перспектива стала важнейшим фактором, повлиявшим на изменение планировки всего поселения. Она вместе с Вознесенским проспектом и Гороховой улицей стала частью знаменитого адмиралтейского «трезубца», который был утверждён Комиссией о Санкт-Петербургском строении под руководством П. М. Еропкина. В результате на неупорядоченную планировку была наложена мощная организующая структура, а за адмиралтейской стороной окончательно закрепился статус центра города. Начиная с 1739 года основная каменная застройка велась на Невском проспекте. Она проходила по строгому плану, дома выводились главными фасадами на красную линию и строились по типовым «образцовым» чертежам, разработанным М. Г. Земцовым. Это были одноэтажные здания, построенные на высоком «погребном» полуэтаже, обработанном рустовкой. Центральная часть фасада подчёркнута аттиком, рядом находились ворота, служившие въездом во двор. Дома отличались разными фронтонами и аттиками, расположением окон, прорисовкой пилястров, наличников и декоративных деталей. Такие здания появлялись в конце 1730-х — начале 1740-х годов вдоль магистрали между Мойкой и Фонтанкой. Участки под строительство домов на проспекте приобретали статские советники, генеральши, богатые купцы, хозяева фабрик, придворные. Вскоре землю стали получать члены царской семьи и их приближённые, началось строительство дворцов. Первым таким сооружением стал Аничков дворец, предназначавшийся для Елизаветы Петровны, с целым дворцово-парковым ансамблем, возникшим на участке от Фонтанки до нынешней Садовой улицы, с огромным, обнесённым каменной стеной регулярным садом с фонтанами, беседками, оранжереями прудами и крытыми аллеями. Строительство дворца началось в 1741 году по чертежам Земцова, а завершено в 1750-х годах Ф. Б. Растрелли. Аничков дворец — самое старое сооружение Невского проспекта, сохранившееся до наших дней.
В 1740-х годах участок на углу с рекой Мойкой был занят двухэтажным домом баронов Строгановых. В 1752 году он сгорел и на его месте по проекту архитектора Ф. Б. Растрелли был построен Строгановский дворец с обширным внутренним двором. Рядом в 1755 году вырос большой деревянный Зимний дворец, построенный Растрелли для царской семьи. Дворец занимал территорию двух современных кварталов, главным фасадом выходя на Невский проспект от Мойки до нынешней Малой Морской улицы. Это было временное сооружение до завершения строительства каменного Зимнего дворца на берегу Невы, его разобрали после смерти Елизаветы Петровны. С появлением на проспекте царской резиденции и дворцов вельмож больше внимания стало уделяться благоустройству. Указом Елизаветы Петровны 1756 года запрещалось обывателям развешивать для просушки бельё на деревьях. Мостовая была уложена различными по форме, размеру и цвету камнями, составлявшими квадраты, треугольники и полоски. К концу XVIII века одели в гранит набережные Фонтанки и Екатерининского канала, через них перебросили каменные мосты Казанский и Аничков. Убрали берёзы, и Невская перспектива стала шире и просторнее.

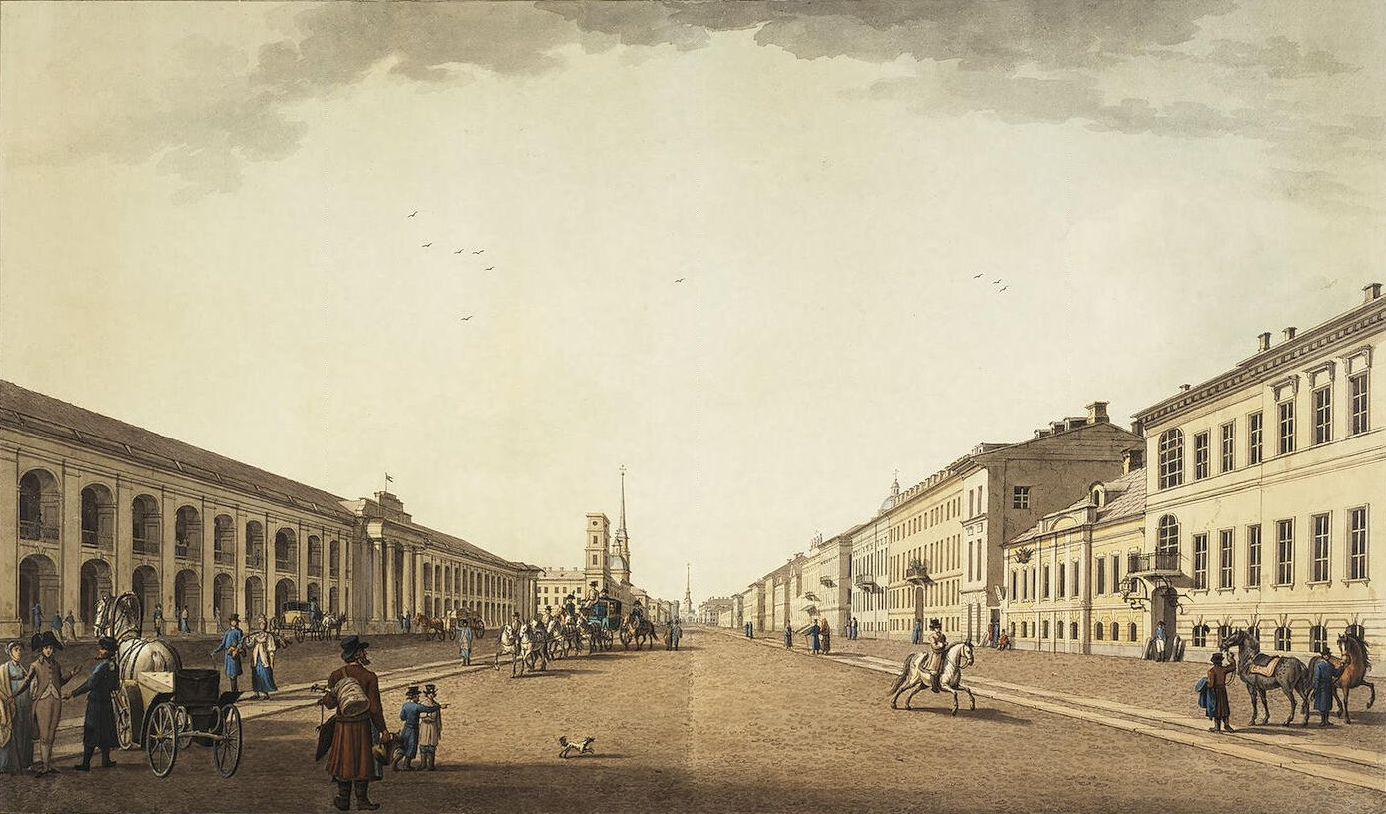
Б. Патерсен. Невский проспект у Гостиного двора.
1799 год

Новая градостроительная комиссия во главе с архитектором А. В. Квасовым, появившаяся в 1762 году, решила благоустроить центр столицы, упорядочить его застройку. Вдоль Невской перспективы надлежало возводить каменные дома высотой до 6 саженей (около 13 метров), в линию, «одною сплошною фасадою». Началось интенсивное строительство, прежде всего на ранее пустовавших участках и на месте снесённых деревянных домов. Высота зданий выросла до двух-трёх этажей, на смену барокко пришёл классицизм. Одним из первых таких образцов является дом генерал-полицмейстера Петербурга Н. И. Чичерина (сейчас дом № 15), построенный на месте снесённого деревянного Зимнего дворца Елизаветы, на углу Невского и Мойки у Полицейского моста. По левой стороне проспекта от Адмиралтейства до Большой Морской улицы и между нынешней Садовой улицей и Аничковым мостом ранее пустовавшие кварталы во второй половине XVIII века застраивались обывательскими домами по «образцовым» проектам, разработанным Квасовым. До наших дней дошли построенные в 1760-х годах два таких дома № 8 и № 10. Появляются разнообразные иноверческие церкви, строительство которых велось по левой стороне. В 1780 году появилась Армянская церковь святой Екатерины, по проекту архитектора Ю. М. Фельтена, а в 1783 году — католический костёл святой Екатерины по проекту Ж.-Б. Валлен-Деламота и А. Ринальди. Каждая из этих церквей стоит в глубине квартала, перед ними небольшие дворы, которые с обеих сторон обрамляются двумя жилыми домами, выходящими на красную линию. Во второй половине XVIII века на главной улице столицы начали появляться торговые предприятия. В 1730-х годах появился деревянный предшественник современного Гостиного двора. Вдоль проспекта вытянулись одноэтажные приземистые лавки под общей высокой крышей, с открытой галереей перед ними. Указом императрицы Елизаветы Петровны от 1748 года было решено заменить деревянное здание на каменное за счёт купцов по проекту архитектора Растрелли, который позже был заменён проектом Ж.-Б. Валлен-Деламота в стиле классицизм. Гостинный двор строился с 1761 по 1785 годы, заложенный с отступом от красной линии, что дало хороший обзор здания издали. Рядом появились другие каменные торговые сооружения, например, открывшиеся в 1787 году Серебряные ряды. Рядом в 1799—1803 годах по проекту архитектора Д. Феррари возвели здание Городской думы с башней на углу с Невским проспектом.
К концу XVIII века обе стороны магистрали за Фонтанкой оказались почти застроены. На месте, где сейчас находится станция метро «Площадь восстания», в 1765 году по проекту архитектора Ф. И. Демерцова появилась Знаменская церковь. На месте нынешней гостиницы «Октябрьская» с 1743 года располагался «Слоновий двор», где размещались слоны, подаренные персидским шахом царскому двору. Позже на этом месте был Егерский двор с деревянным домом обер-егермейстера. Далее по левой стороне расположился «новый каретный ряд» — каменные сараи, где можно было купить кареты, коляски, сани и другие экипажи. По правой стороне в так называемых «тележных лавках» продавали старые телеги, сбруи, а также прочие товары «простых потребностей для каждого хозяйства». В этой части и до лавры Невская перспектива не выглядела парадной. К концу XVIII века завершилось формирование ансамбля Александро-Невской лавры. В 1790 году построили Троицкий собор по проекту архитектора И. Е. Стасова. По его же проектам перед входом в Лавру создана круглая в плане площадь, ограниченная с южной стороны изогнутой дугой каменной оградой, с Надвратной церковью в центре. Въезд на площадь со стороны проспекта оформили два двухэтажных дома (сейчас № 179 и № 190).

### XIX и начало XX веков

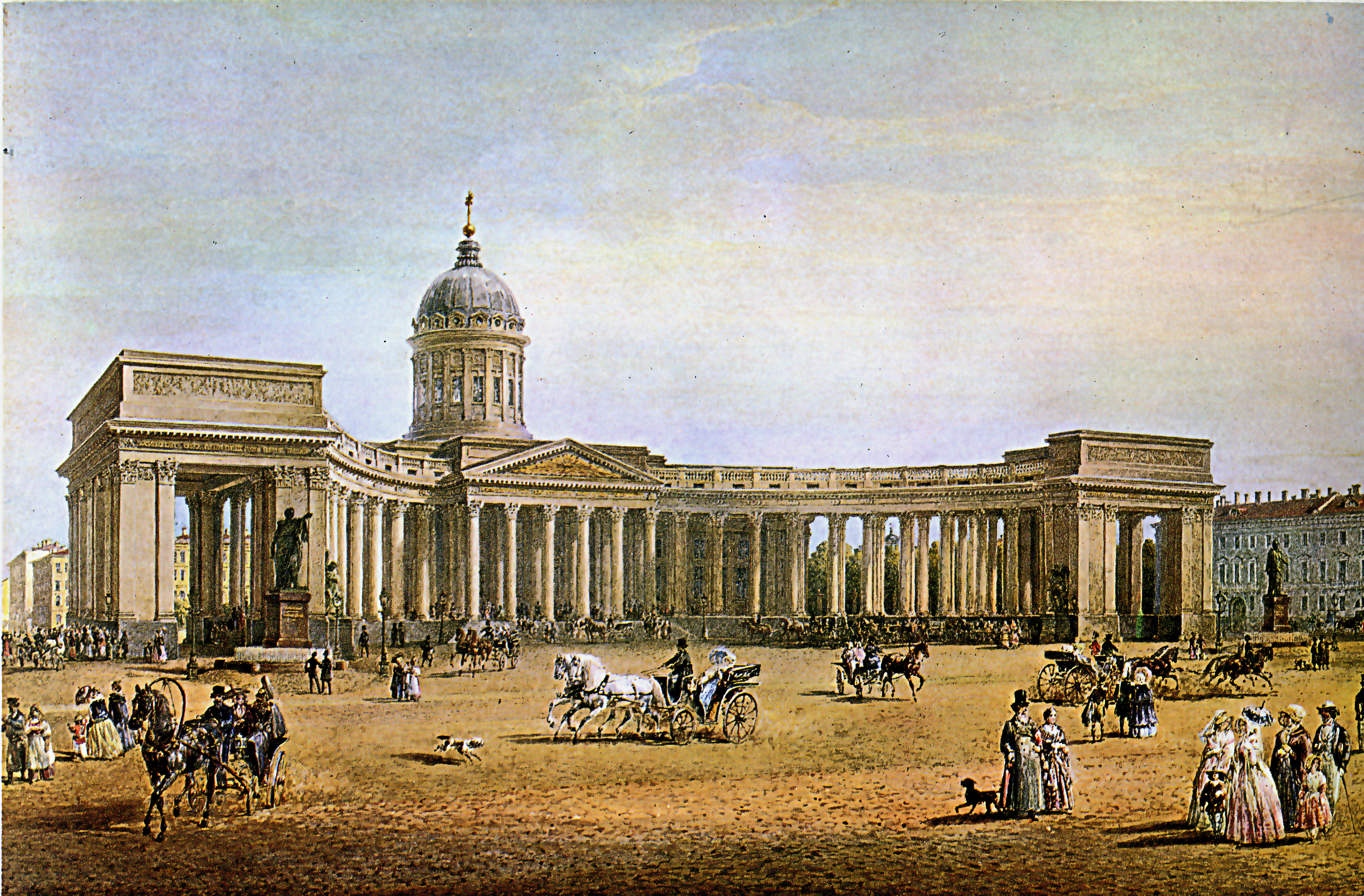
Колоннада Казанского собора, перед ним памятники Кутузову и Барклаю де Толли.
В. С. Садовников. Акварель 1837 года

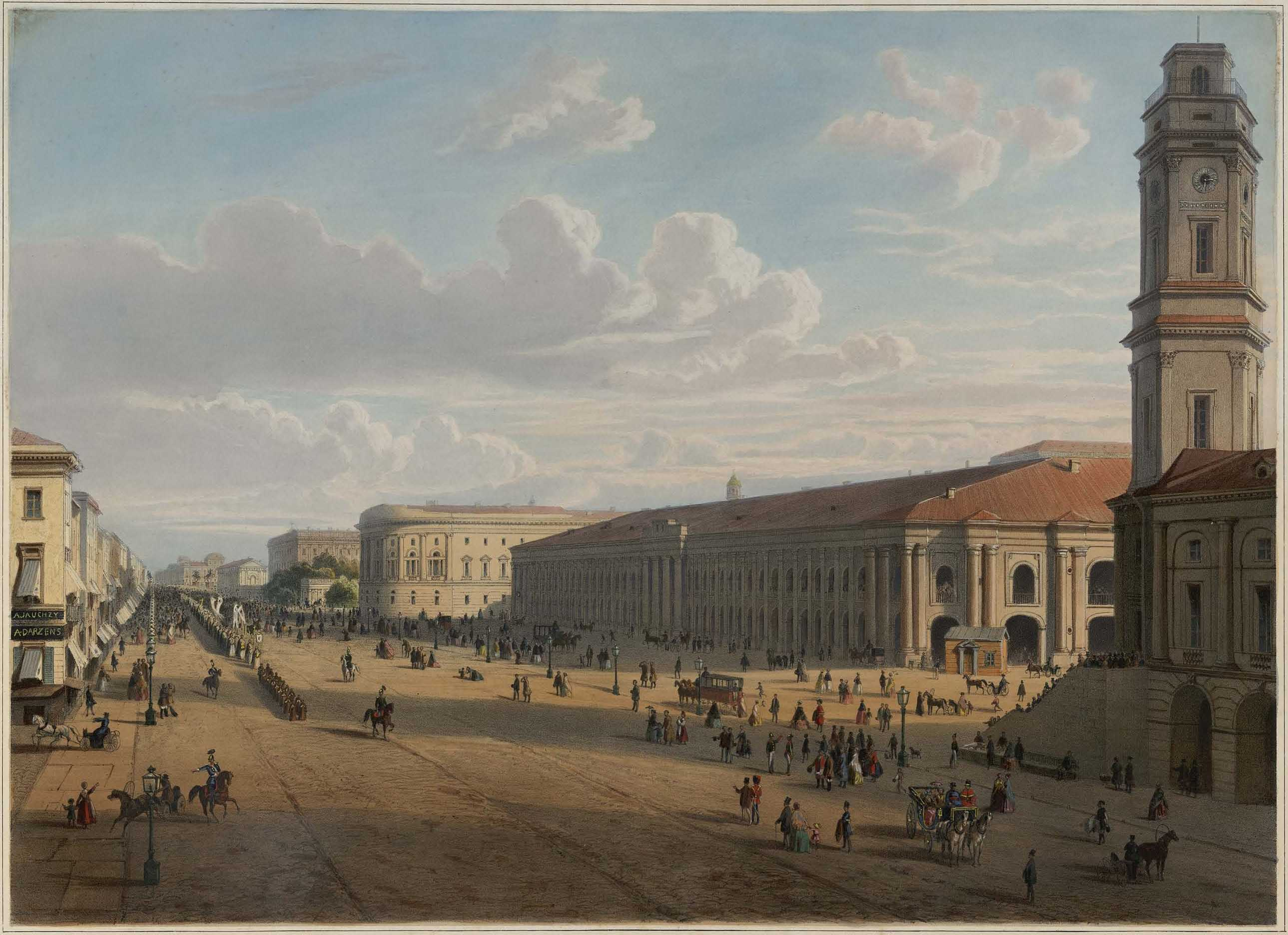
Невский проспект и Гостиный двор. Картина 1850-х гг.

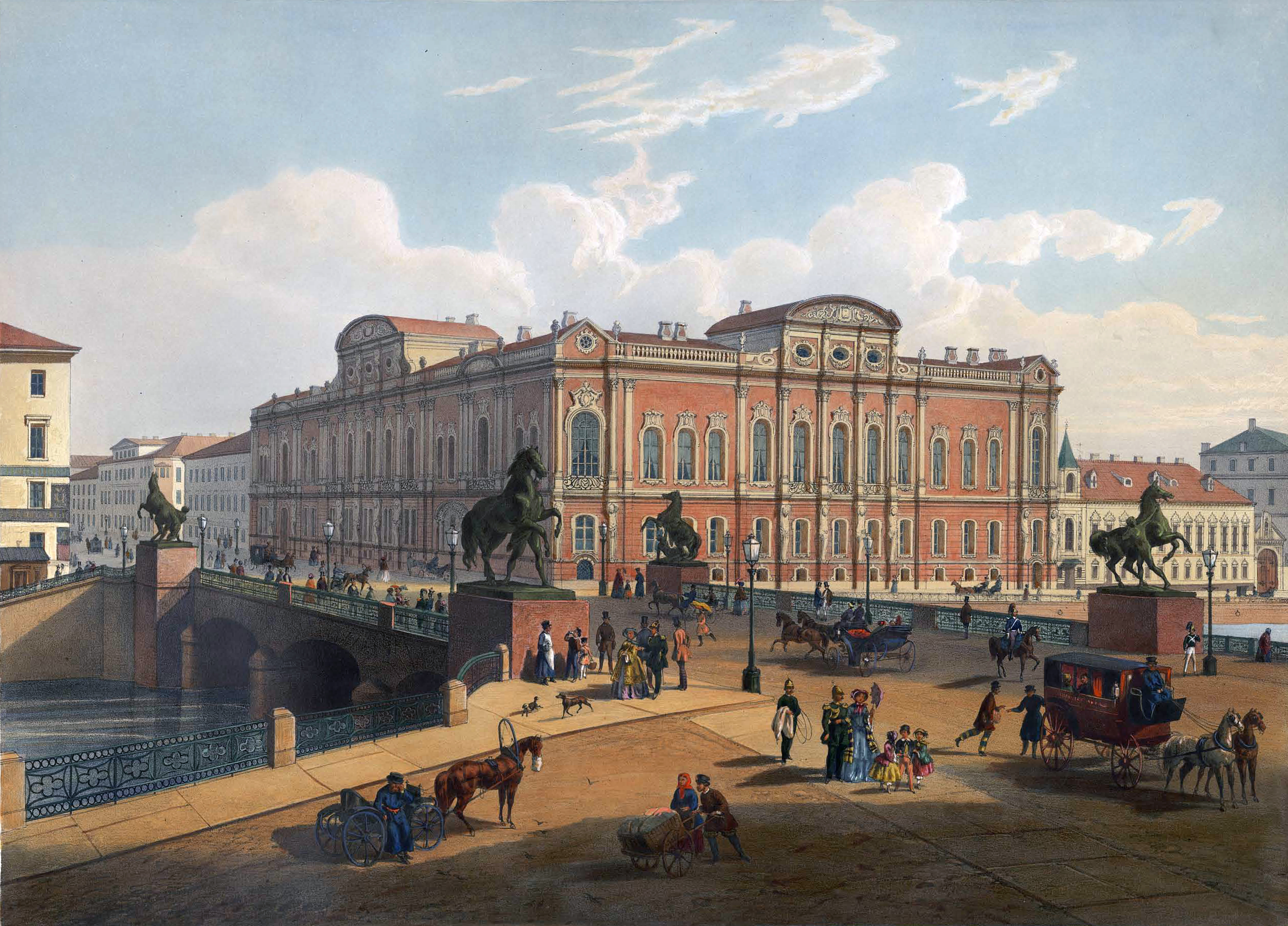
Вид с Аничкова моста на дворец Белосельских-Белозерских.
И. И. Шарлемань. 1850-е годы.

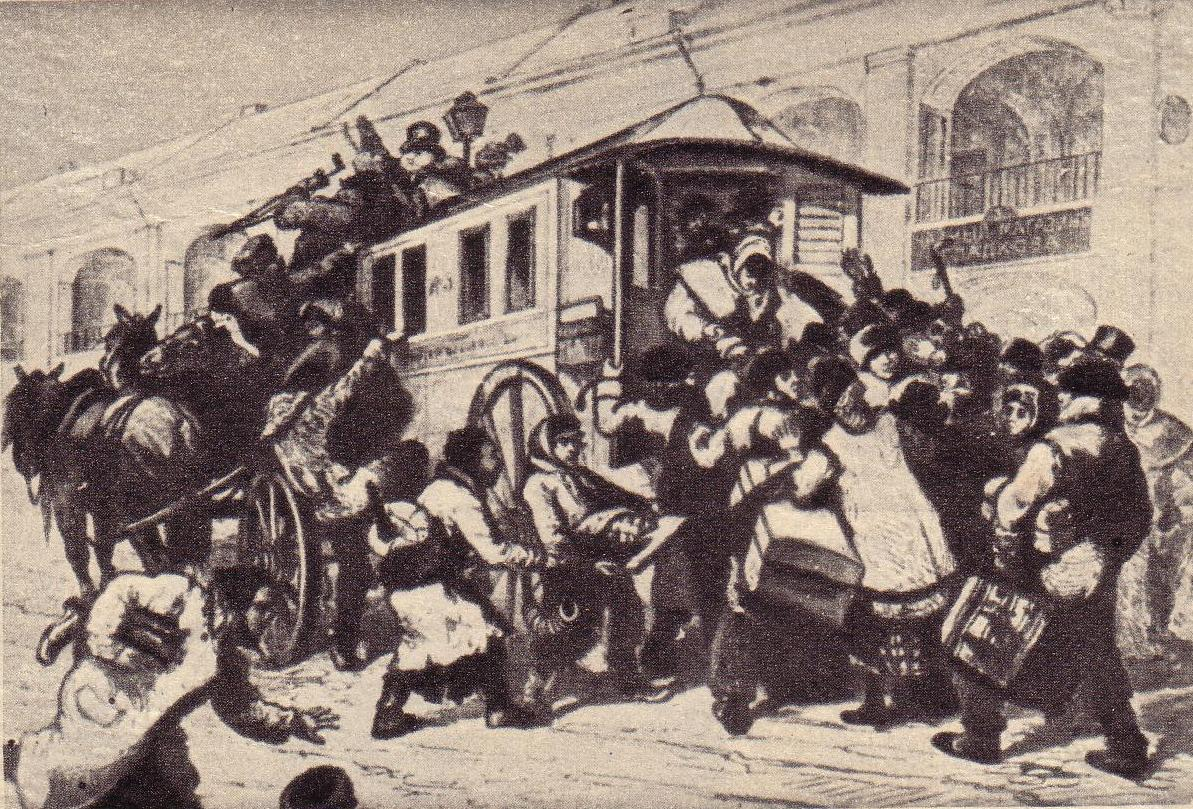
Посадка в омнибус у Гостиного двора: «Минута остановки конки на углу Садовой и Невского» (1832).

Окончательное оформление Невского проспекта как проспекта-ансамбля сложилось в первой трети XIX века. В это время творили мастера высокого классицизма. В 1799 году был объявлен конкурс на сооружение собора на месте церкви Рождества Богородицы, который выиграл бывший крепостной графов Строгановых А. Н. Воронихин. Казанский собор строился с 1801 по 1811 годы и был освящён 15 сентября 1811 года, а в 1813 году под его сводами был погребён генерал-фельдмаршал М. И. Кутузов. 29 декабря 1837 года состоялось открытие памятников полководцам М. И. Кутузову и М. Б. Барклаю де Толли на площади перед собором, созданных скульптором Б. И. Орловским. В 1806—1823 годах по проекту архитектора А. Д. Захарова перестроено здание Адмиралтейства. Одновременно шла работа по благоустройству близлежащих территорий. В 1816—1818 годах на месте рва и крепостного вала разбит бульвар в три аллеи. В это же время появляются ансамбли, оформленные по проектам архитектора К. И. Росси. Ансамбль Дворцовой площади соединяется с Невским проспектом через Триумфальную арку Главного штаба. Другой ансамбль Росси на площади Искусств соединяет с главной магистралью Михайловская улица. Третий ансамбль, площадь Островского, открыт Невскому проспекту и является его неотъемлемой частью. Первые сооружения ансамбля появились в 1816—1818 годах, это были два светлых павильона со скульптурами воинов в доспехах, соединённых оградой строгого рисунка. На углу с Садовой улицей в 1801 году по проекту архитектора Е. Т. Соколова построили первый корпус библиотеки с плавно закруглённым фасадом с колоннадой. В 1828—1832 годах Росси искусно пристроил к зданию Публичной библиотеки огромный (протяжённостью 90 метров) новый корпус, создав гармонически целое сооружение. В это же время в глубине площади строится здание Александринского театра. Здание театра являлось одним из лучших для своего времени по планировке, оборудованию сцены и мастерству внешней и внутренней отделки. О рядовой застройке того времени дают представления сохранившиеся до сих пор дома № 18 (предположительно архитектор В. П. Стасов), № 20 и 30 (архитектор П. П. Жако), № 13 (предположительно архитектор В. И. Беретти). В 1830-х годах художником В. С. Садовниковым была выполнена серия литографий, изображающих обе стороны Невского проспекта от Адмиралтейской площади до Аничкова моста, известная как «Панорама Невского проспекта» (1830—1835). Выполненная в акварели почти 16-метровой длины, она была переведена на литографский камень и выпущена издателем А. М. Прево серией в 30 листов.
По распоряжению императора Павла I в 1800 году вдоль Невского проспекта на участке от Мойки до Фонтанки создали два бульвара. В 1802—1803 годах их заменили одним бульваром из лип, устроенным по проекту архитектора И. Е. Стамова садовыми мастерами Ф. Ляминым и М. Прокопиным. Уровень бульвара стал выше мостовой, напротив мостов и поперечных улиц пристроили ступенчатые спуски. Через два года бульвар рядом со строящимся Казанским собором ликвидировали, а в 1819 году от него посреди проспекта вообще отказались, заменив рядовыми посадками деревьев вдоль новых гранитных тротуаров проспекта. Посадки прерывались у Екатерининского канала и поперечных улиц. Вся рядовая посадка просуществовала до 1841 года, когда по повелению императора Николая I была ликвидирована, все деревья пересадили в Летний сад. Рядовые посадки восстановили в 1897 году на участках перед Казанским собором (ликвидирована через два года в связи с устройством сквера) и Гостиным двором. В 1832 году мостовую на проспекте заменили на вымощенную торцами — шестигранными деревянными шашками. Такой тип торцевой мостовой, изобретённый инженером В. П. Гурьевым, впервые был применён здесь, затем получил распространение во многих городах Европы и Америки. Торцовое мощение обеспечивало мягкую и бесшумную езду и просуществовало на Невском проспекте до 1924 года, когда было заменено асфальтом. В 1806 году через Мойку переброшен один из первых металлических мостов — Полицейский мост по проекту В. И. Гессе. Перед этим Мойка была одета в гранит. К 1841 году перестроен Аничков мост: его расширили, сняли четыре гранитные башни, на мосту появилась чугунная решётка и конные группы на тему укрощения человеком коня, созданные по проекту скульптора П. К. Клодта. К середине XIX века Невский проспект стал одной из самых благоустроенных улиц.
Сразу за Фонтанкой вместо торцовой шла уже булыжная мостовая. На углу Невского и Владимирского проспектов собиралась беднота для найма на подённую работу, окрестившая это место «вшивой биржей». По мере удаления от Фонтанки объём и высота домов уменьшались. На первых этажах, часто в полутёмных помещениях, устраивались дешёвые развлечения типа театра марионеток или кабинетов восковых фигур. Чем ближе к Знаменской площади, тем чаще попадаются деревянные домики с большими дворами и огородами. И уж совсем захолустьем выглядел так называемый Старо-Невский проспект с низкими деревянными домишками, заборами и обширными пустырями. Строительная горячка во второй половине XIX века изменила ситуацию. На смену классицизму в архитектуре пришла эклектика. К числу подобных сооружений относится дворец Белосельских-Белозерских, построенный архитектором А. И. Штакеншнейдером в 1846—1848 году на углу с Фонтанкой. Это был последний по времени постройки частный дворец на Невском. В период капиталистического развития города на проспекте преимущественно строились солидные многоквартирные дома, которые в народе стали называть «спекулятивными» или «доходными», квартиры в которых сдавались внаём. Из-за ограниченности участков на Невском, дома росли не только ввысь, но и в глубину квартала, где возникали высокие флигеля, образуя тёмные, глухие дворы-колодцы. Первые этажи, выходящие на проспект, занимали окна-витрины магазинов. Единообразная эклектическая застройка при сохранении сложившегося масштаба и почти одинаковая высота зданий придали участку за Фонтанкой известное стилистическое единство. На проспекте появились новые типы магазинов, которые стали называть «Пассажами». Самую большую известность получил Пассаж напротив Гостиного двора. Здание построено по проекту архитектора Р. А. Желязевича в 1846—1848 годах. Распространённым типом специализированных сооружений стали здания банков. До наших дней сохранился дом № 62, построенный в 1896—1898 годах для Санкт-Петербургско-Азовского коммерческого банка архитектором Б. И. Гиршовичем. В 1874 году на месте Адмиралтейской площади торжественно открыт Александровский сад, и со временем его разросшиеся деревья закрыли фасад здания Адмиралтейства. В центре Александровской площади в 1873 году был открыт памятник императрице Екатерине ΙΙ, вокруг которого разбили сад, посадили высокорастущие деревья. И сегодня площадь представляет собой как большой зелёный массив, который занял почти всё свободное пространство, оставив небольшие проезды вдоль Публичной библиотеки и павильонов Росси. Сквер у Казанского собора, появившийся в конце XIX века, оформлен в более тактичном стиле — газоны, кустарник и небольшой фонтан в центре.

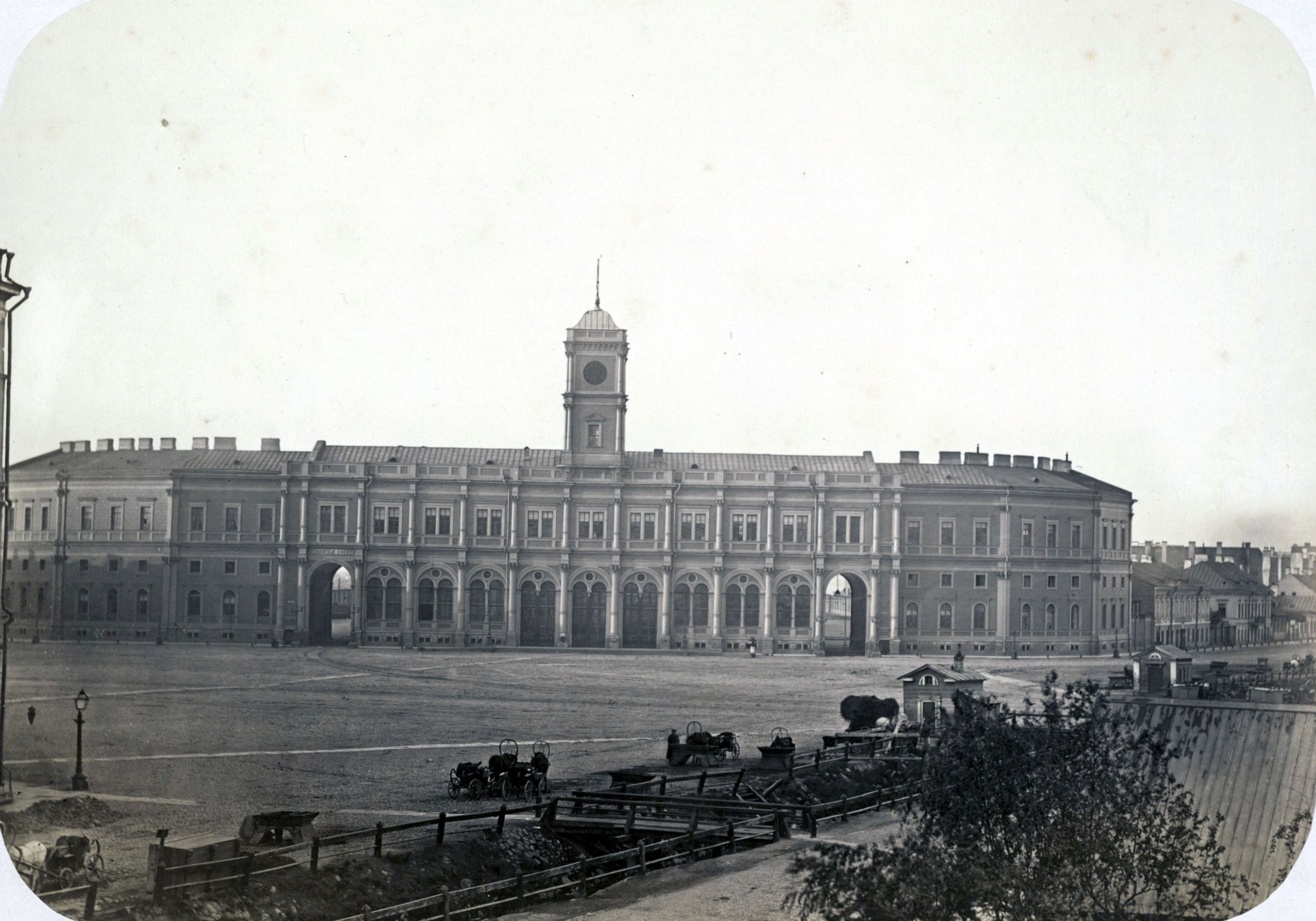
Здание Николаевского вокзала. На переднем плане Лиговский канал. Фото 1860-х годов

Единственная площадь Невского проспекта, сложившаяся в период капиталистической застройки, — это Знаменская площадь. Её формирование было связано с появлением в 1851 году железной дороги из Петербурга в Москву и строительством на углу с Лиговским каналом здания Николаевского вокзала по проекту архитектора К. А. Тона. Напротив уже в начале 1850-х годов было построено здание одной из крупнейших в городе гостиницы «Северная» по проекту архитектора А. П. Гемилиана. Две другие стороны площади были застроены «доходными домами» и гостиницами. В результате площадь получила форму трапеции. В 1909 году в центре установлен конный памятник императору Александру III. На Невском проспекте начиналась история общественного транспорта Санкт-Петербурга: 27 августа 1863 года открылся 1-й маршрут конно-железной дороги от Николаевского (ныне Московского) вокзала мимо Дворцовой площади до Стрелки Васильевского острова. В конце 1880-х годов от Знаменской площади по Старо-Невскому и далее за город была проложена паровая железная дорога. Первый рейс санкт-петербургского сухопутного трамвая стартовал в сентябре 1907 года от Александровского сада, а 11 ноября оттуда же отправился первый автобус по маршруту Александровский сад — Балтийский вокзал. После большого перерыва при советской власти в 1926 году было возобновлено движение автобусов по проспекту по маршруту площадь Урицкого (Дворцовая площадь) — Загородный проспект — площадь Восстания.

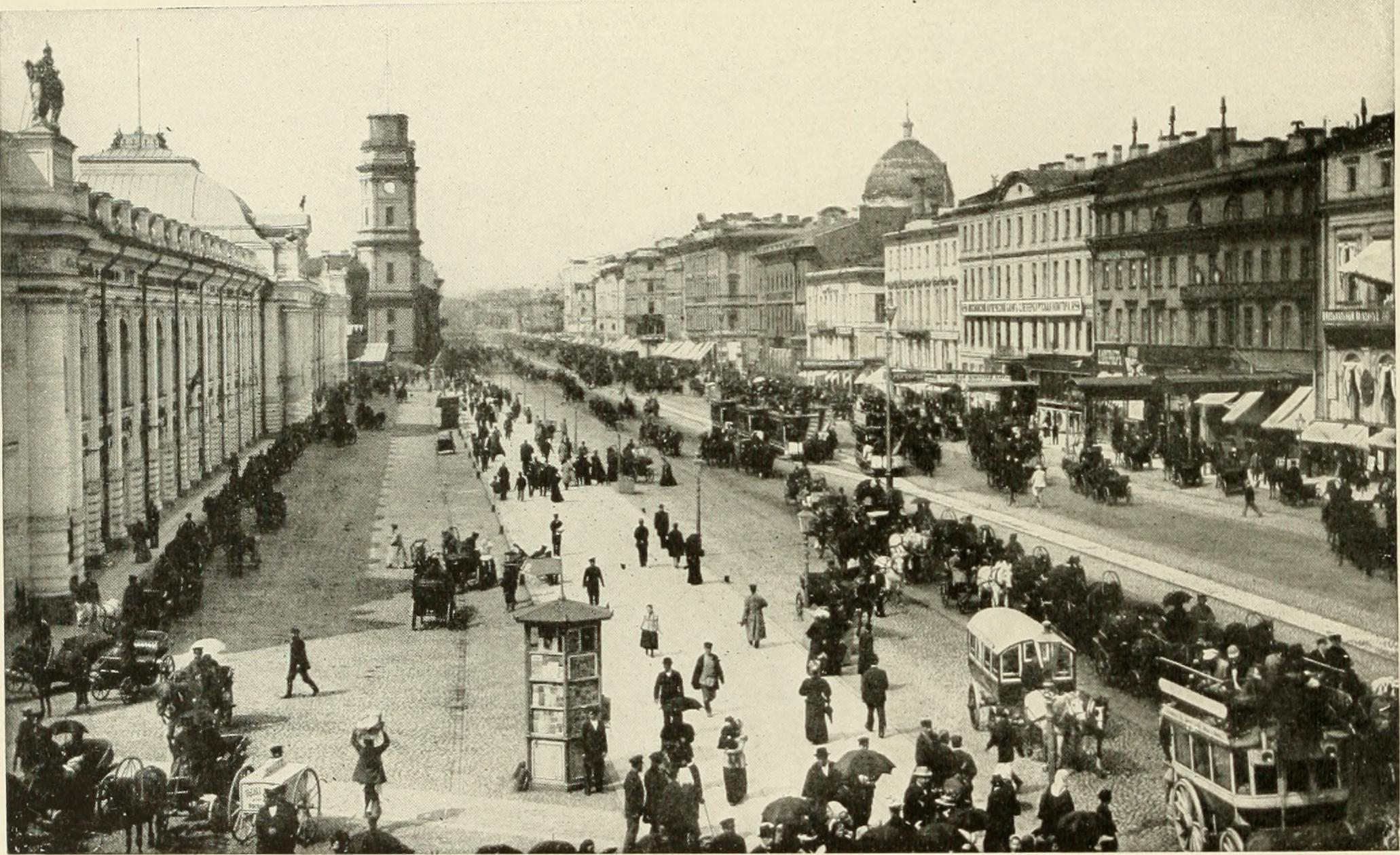
Невский проспект у Гостиного двора.
Конец 1890-х годов.

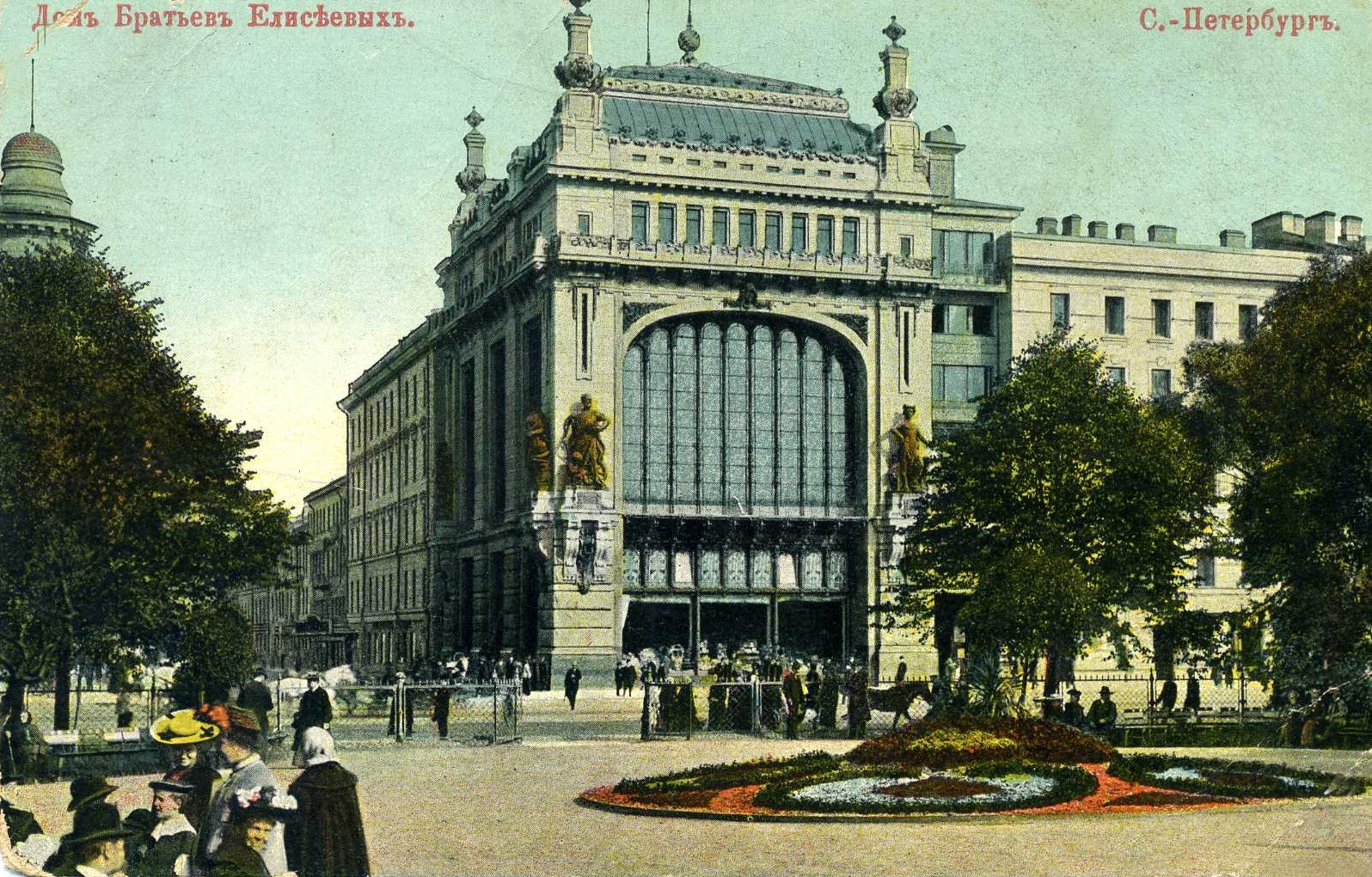
Магазин братьев Елисеевых (вид из Екатерининского сада). Открытка около 1910 года.

К началу XX века завоевал популярность модерн. В этом стиле в 1902—1904 годах построено здание торгового дома компании «Зингер» на углу с Екатерининским каналом по проекту архитектора П. Ю. Сюзора. В те же годы (1903—1907) по проекту архитектора Г. В. Барановского возведено здание другого торгового дома — купцов братьев Елисеевых. На первом этаже за зеркальными витринами разместился огромный торговый зал, а на втором — театр. Другое здание со сплошным остеклённым фасадом появилось в 1911—1912 годах, оно построено по проекту архитектора М. С. Лялевича для владельца крупной фирмы меховых изделий Мертенса (дом № 21). Чуть ближе к Адмиралтейству на углу Малой Морской улицы по проекту архитектора М. М. Перетятковича появилось здание, построенное по заказу финансиста Вавельберга для Санкт-Петербургского торгового банка (дом № 7/9). В 1910-х годах возведено ещё несколько подобных зданий: здание коммерческого банка «Юнкер и К°» архитектора В. И. Ван-дер-Гюхта (№ 12), здание Санкт-Петербургского частного коммерческого банка, по проекту архитектора В. П. Цейдлера (№ 1). По мере развития капитализма на Невском проспекте открывались всё новые конторы и правления различных компаний, страховых и акционерных обществ, комиссионерств. Крупнейшие предприятия города имели здесь свои магазины. К 1917 году на Невском проспекте размещалось 29 банков и кредитных учреждений из 64 существующих тогда в Санкт-Петербурге, 10 из 14 банковских домов, 22 из 29 банковских контор. Причём на Невском преобладали крупнейшие банки страны: акционерный коммерческий Волжско-Камский (№ 38), Русско-Азиатский (№ 62) и многие другие.
Невский проспект стал деловым и денежным центром Петербурга. Как описывают проспект в путеводителях по городу, он превратился в «жизненную артерию», «средоточие великолепия, роскоши и изящества столицы». «Здесь соединено всё блестящее, драгоценное, роскошное, чем только может пощеголять петербургская торговля и промышленность». Самым известным и большим торговым центром оставался Гостиный двор. К концу XIX века здесь появилось газовое освещение и даже электрическое в некоторых магазинах, воздушное отопление, большие зеркальные витрины. Имелось до 300 торговых помещений, штат работников составлял почти 5 тысяч человек. До 60 лавок насчитывал «Пассаж». Торговые обороты магазинов на Невском были миллионными. Богатые купцы имели на центральной улице города не только магазины, но и доходные дома, гостиницы. Например торговому товариществу В. И. Соловьёва кроме четырёх магазинов (№ 47, 59, 71, 76) принадлежали ресторан «Палкин» в доме № 47, гостиница «Большая северная» и её филиал в доме № 51. Реклама уже не помещалась на двух первых этажах и поэтому иногда занимала весь фасад здания до самой крыши. В ясную погоду на тротуарах Невского собирался столичный бомонд. К услугам богатых граждан были модные парикмахерские, портные, лучшие фотоателье, фешенебельные рестораны, кафе, кондитерские, всевозможные клубы. Самым аристократичным считался старейший в столице Английский клуб «для приятного времяпрепровождения образованного общества» (дом № 84-85). Чиновники и офицеры проводили приятно время в Благородном собрании (дом № 15). В 1859 году купцы создали свой клуб в прекрасном помещении в доме № 30. Невский проспект всегда содержался в идеальном состоянии. Зимой дворники постоянно счищали снег с тротуаров, а с наступлением весны быстро его убирали. Летом проспект трижды в день поливали водой, спасая от пыли. К концу XIX века торцовую мостовую продолжили до Знаменской площади. Многие технические новинки были впервые испробованы на Невском. С 17 (29) апреля по 2 (14) мая 1879 года на Александрийской площади проводились опыты электрического уличного освещения, организованные товариществом П. Н. Яблочкова. В ночное время с 22 до 24 часов публике показывали опыты «мгновенного тушения и зажигания» четырёх электрических фонарей из 12. В день окончания опыта памятник императрице осветили рефлекторами. На Мойке возле Полицейского моста на барже была смонтирована первая в Петербурге электростанция и 30 декабря 1883 года проспект от Мойки до Фонтанки, первым в России, осветили электрические лампы накаливания. Через два года электричество появилось на участке от Фонтанки до Знаменской площади. На Невском проспекте в 1882 году появилась первая в России телефонная станция, которая была размещена в доме № 26. От башни, установленной наверху, во все стороны протянули провода.

### Советский период

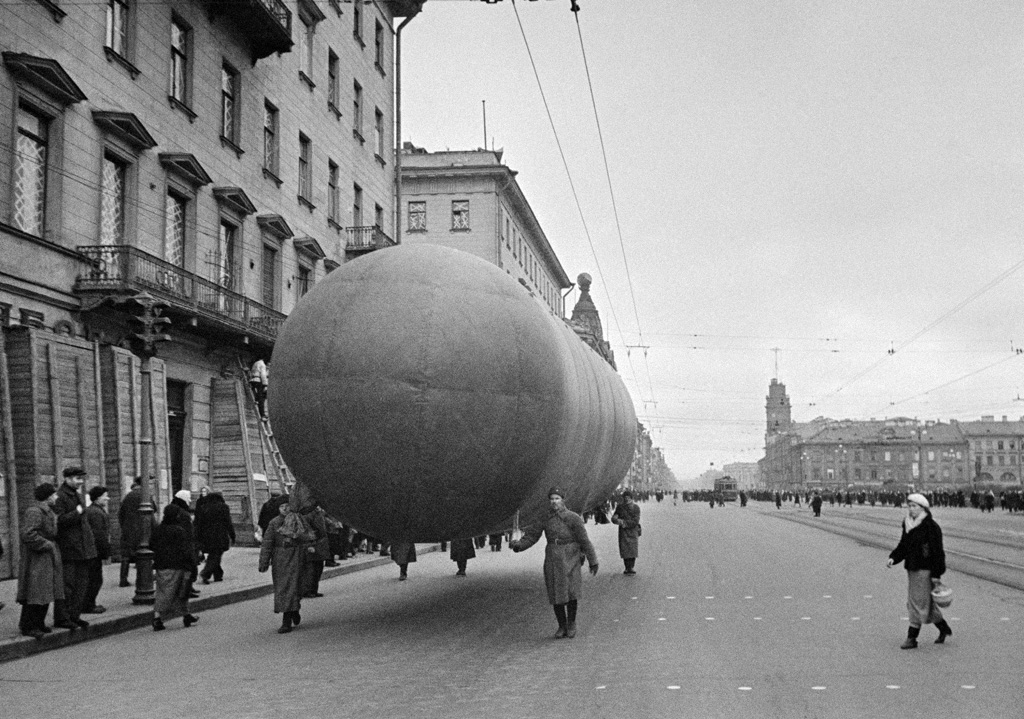
Газгольдер для наполнения аэростатов заграждения газом на Невском проспекте Ленинграда, 9 октября 1941 года, фото Анатолия Гаранина

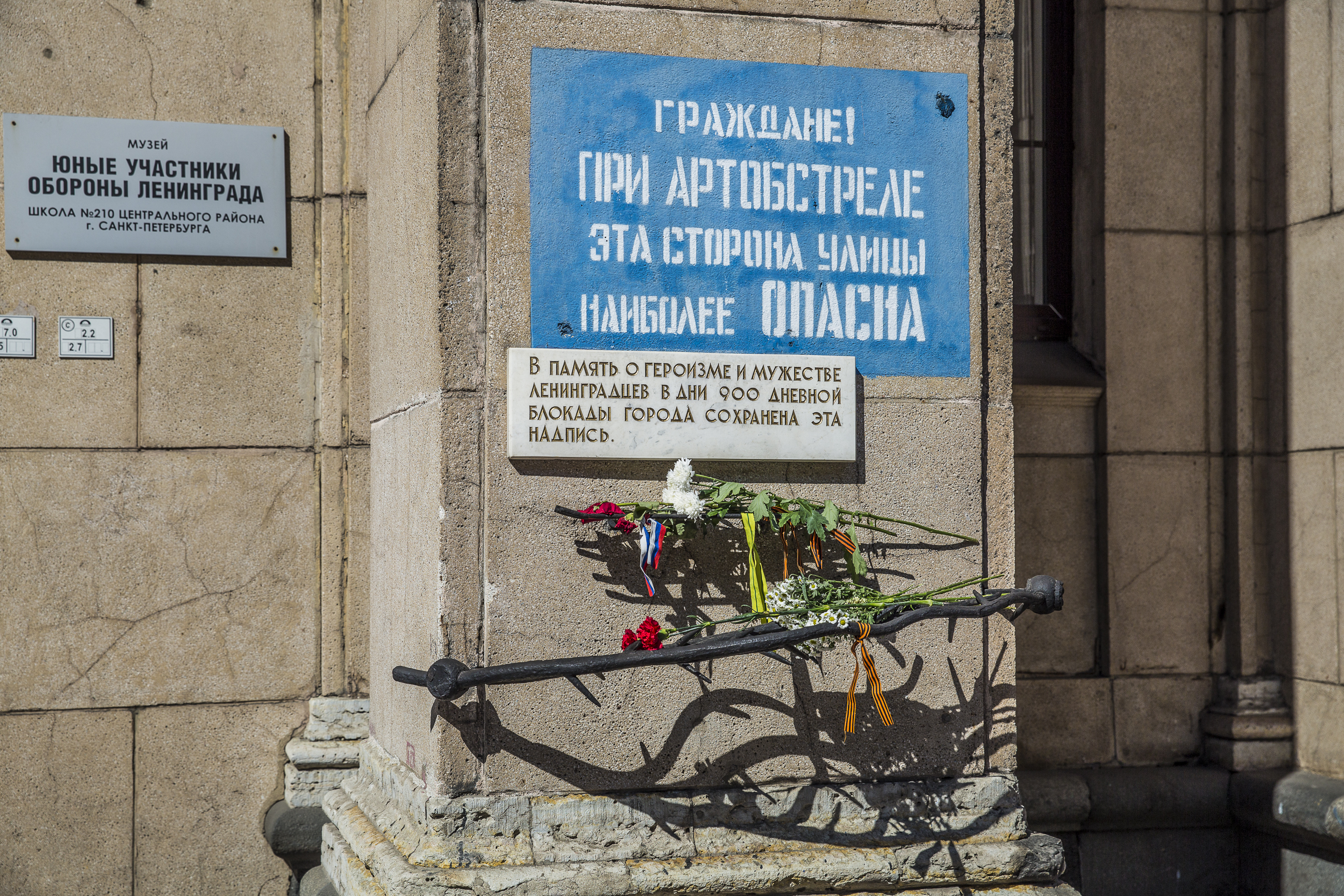
Невский проспект, дом 14

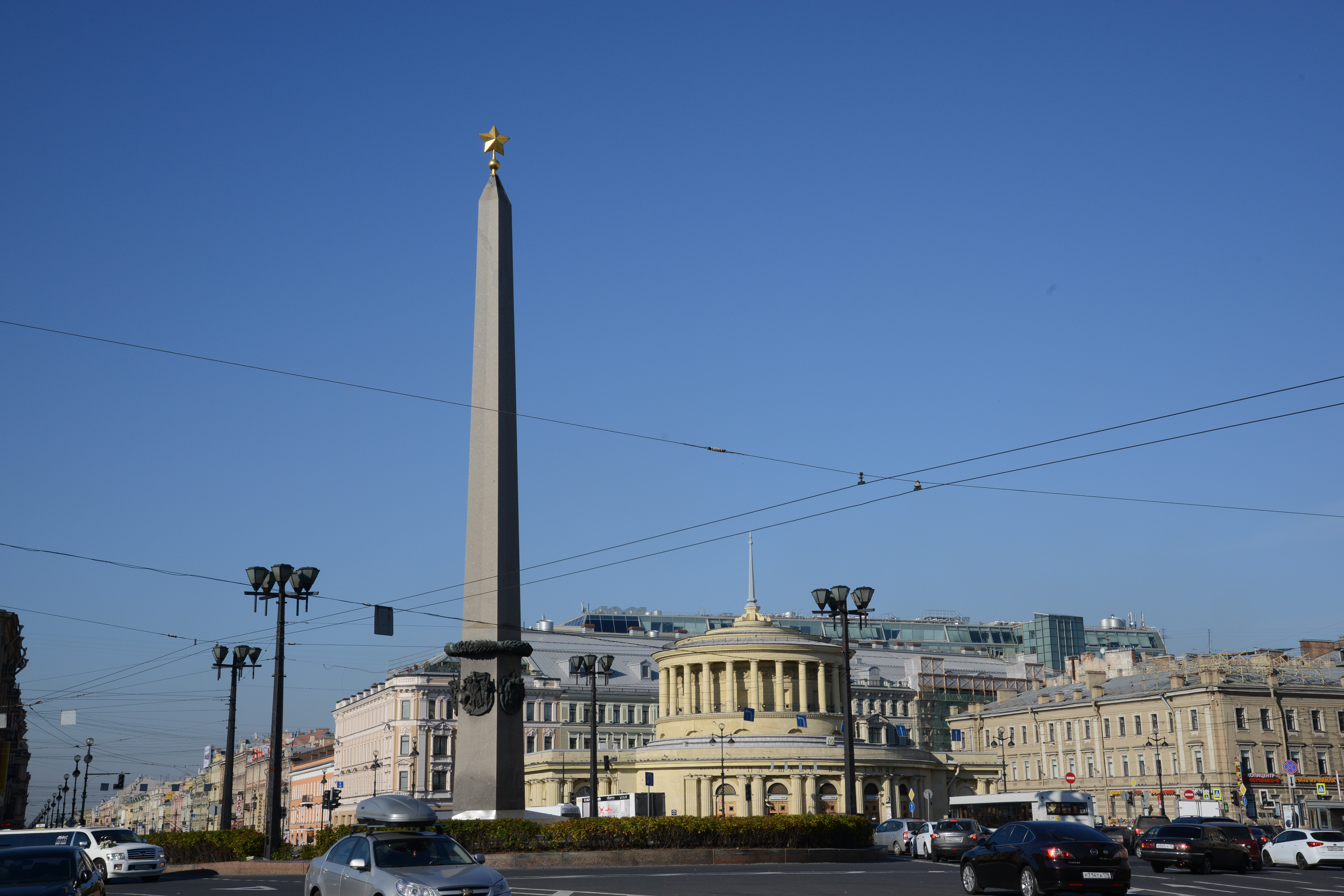
Обелиск «Городу-герою Ленинграду». На заднем плане наземный вестибюль станции метро «Площадь Восстания»

В 1918 году большевики переименовывают Невский проспект в проспект 25 Октября, в честь прошедшего вооружённого восстания. После этих событий лоск постепенно начал сходить с главной магистрали города. Дома перестали отапливаться, что привело к постепенному разрушению фасадов. В конце 1919 года прекратилось трамвайное движение. Торцевое мощение без ремонта стало разрушаться. Проспект не убирали, и к марту 1920 года отключилось освещение. По плану монументальной пропаганды на Невском проспекте у здания Городской думы в 1-ю годовщину Октября установлен деревянный бюст немецкому философу и политическому деятелю Фердинанду Лассалю (скульптор В. А. Синайский, архитектор Л. В. Руднев). В 1922—1923 годах памятник переделали в розовом граните, после реконструкции в 1938 году отправили на хранение в Русский музей.
В 1920-х годах с целью расширения жилого фонда города были надстроены ряд жилых домов (№ 144, 146 и другие). К концу 1920-х годов все фасады зданий были отреставрированы. С домов исчезла вся реклама, также убрали навесы у входов в здания. Изменилась покраска зданий. Если до революции зодчие отдавали предпочтение тёмным тонам, то теперь — светлым. К началу регулярного радиовещания в 1924 году на Невском проспекте установили два первых репродуктора. В 1926 году возобновилось автобусное движение по проспекту. На углу Невского проспекта и Полтавской улицы в 1929 году для работников кооператива «Красный текстильщик» был построен жилой дом № 148 (архитекторы М. С. Кунцман, М. Д. Фельгер и другие) в стиле конструктивизма. В 1938 году торцовое покрытие проспекта заменили асфальтовым покрытием. Появились фонари с тремя лампами. В 1939 году на месте разобранного ещё в 1914 году здания банка по проекту архитектора Б. Р. Рубаненко в стиле сталинского неоклассицизма построено здание школы № 210 (дом 14). Со времён блокады на здании сохранилась надпись «Граждане! При артобстреле эта сторона улицы наиболее опасна!». В 1933 году на месте Меняевского рынка возводится жилой дом в стиле конструктивизма по проекту архитектора И. А. Вакса, который занимает целый квартал (это дом по Невскому проспекту № 146, по проспекту Бакунина, дома № 1 и № 3 и на Полтавской улице дом № 1).
Менялся функционал зданий на Невском проспекте. В 1919 году Строгановский дворец стал первым музеем, с 1924 года став филиалом Эрмитажа, затем здание использовалось под офисы разных учреждений. Аничков дворец поначалу стал «Музеем Старого Петербурга», а в 1937 году — Ленинградским Дворцом пионеров. Религиозная жизнь замирала, храмы закрывались, а их здания использовались для других нужд. В лютеранской церкви Святых Петра и Павла устроили бассейн, а костёл Святой Екатерины Александрийской отдали под склад. В 1932 году в Казанском соборе организовали Музей истории религии и атеизма. Александро-Невская лавра с 1939 года стала Музеем городской скульптуры. 25 января 1930 года на углу проспекта 25 Октября и проспекта Володарского (ныне Литейный проспект) начал работать первый в СССР автоматический светофор. 21 октября 1936 года от площади Александра Невского начались регулярные рейсы троллейбусного маршрута № 1. 5 октября 1929 года в доме № 72 открылся первый в СССР звуковой кинотеатр (сейчас здесь кинотеатр «Кристалл Палас»). В 1930 году в доме № 100 открылся кинотеатр «Колизей».
Во времена блокады Ленинграда многие дома Невского проспекта были разрушены. В ночь на 6 сентября 1941 года произошла первая бомбардировка, снаряд попал в дом № 119, в результате убиты или ранены 38 человек. 22 сентября бомба разрушила до основания несколько корпусов Гостиного двора. 28 ноября пострадал дом № 68. В течение лишь одного дня 12 ноября 1941 года на Невский проспект было сброшено 800 зажигательных бомб. Самый крупный пожар случился 12 января, который охватил Гостиный двор и не прекращался трое суток. Из-за отсутствия топлива и электроэнергии прекратил движение общественный транспорт. В конце декабря 1941 года последними в городе остановились трамваи. За первую блокадную зиму на Невском проспекте образовался слой снега толщиной до одного метра, под которым скопились груды мусора. 8 марта 1942 года началась масштабная уборка города. 15 апреля по чисто убранному проспекту снова побежали трамваи. 13 января 1944 года, накануне первого дня операции по снятию блокады, проспекту вернули историческое имя — Невский проспект.

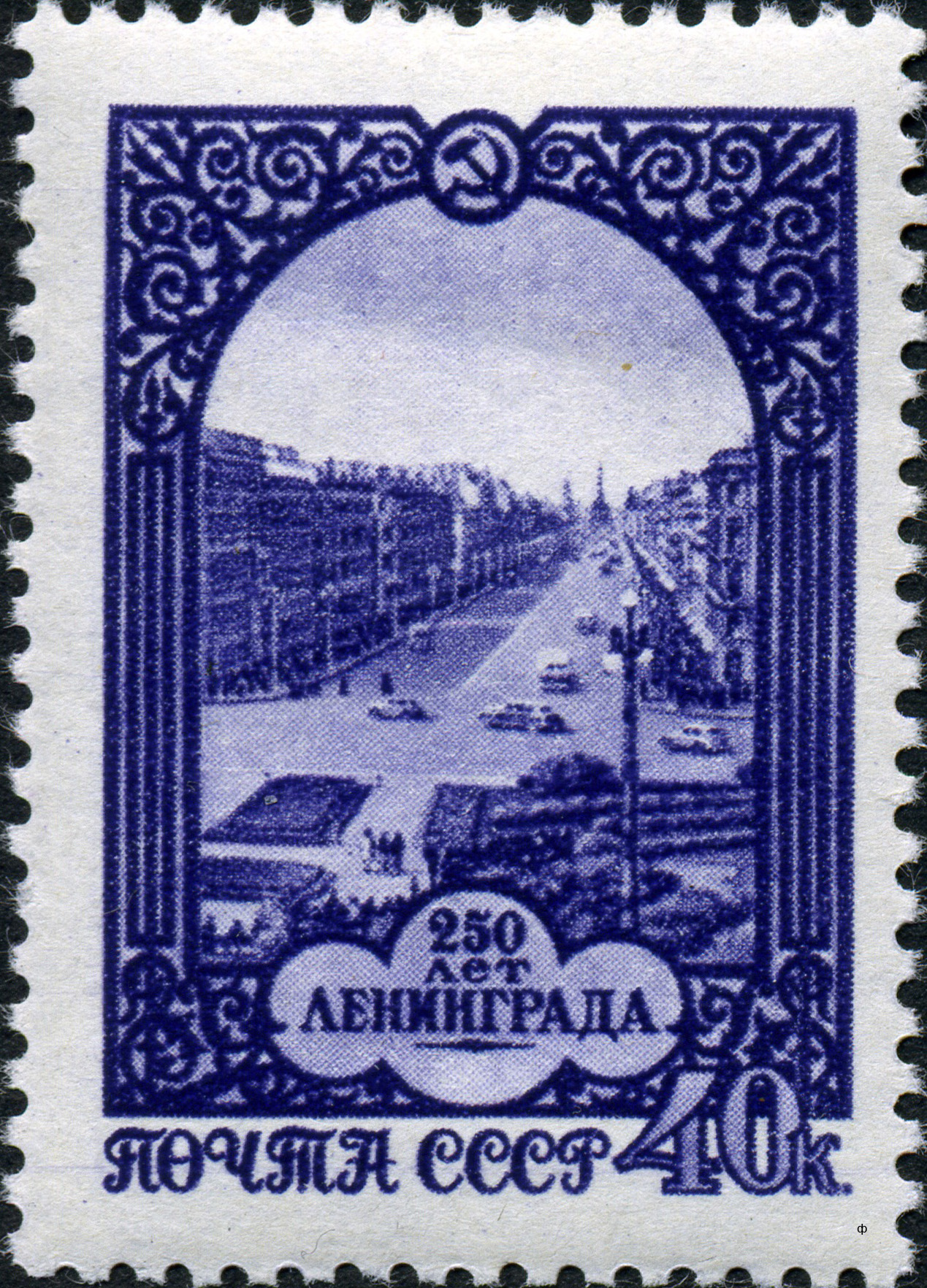
Невский проспект на почтовой марке СССР, 1957 года

При отсутствии отопления в годы войны многие дома на Невском проспекте пострадали. В первые послевоенные годы была проведена масштабная реставрация. Некоторые здания перестраивались, те, что были сильно разрушены, отстраивались заново. Например, вместо разрушенного дома № 68 появилось новое советское административное здание Куйбышевского райсовета. В 1952 году на месте разрушенного дома возникает жилой дом (№ 107) построенный в стиле сталинского неоклассицизма по проекту архитекторов А. Ф. Белова и Е. М. Лавровской. В конце Невского проспекта появились ещё два дома, построенных в стиле сталинского неоклассицизма: дом № 175 (1952 год, архитектор Д. С. Гольдгор) и дом № 184 (1955 год, архитектор А. В. Васильев). В 1951—1952 годах после приведения в порядок подземных коммуникаций, проезжую часть Невского проспекта покрыли асфальтобетоном, при этом убрали трамвайные пути и расширили тротуары. В 1967 году на фасаде дома № 52/14 на углу с Садовой улицей установили первую в стране рекламную «бегущую строку» (световое панно, состоящее из 9000 лампочек). В 1970-х разработали единое художественное решение подсветки зданий и газосветной цветной рекламы. На месте снесённой Знаменской церкви в 1955 году появился наземный павильон станции первой линии ленинградского метро «Площадь Восстания» (архитекторы И. И. Фомин, Б. Н. Журавлёв, В. В. Ганкевич).
В 1963 году в доме № 30 открыт вестибюль станции метрополитена «Невский проспект». В 1967 году в здании Большого Гостиного двора появляется станция метро «Гостиный двор» (с переходом на станцию «Невский проспект»), в доме № 71 в нижних этажах бывшего доходного дома открыт наземный вестибюль станции метро «Маяковская» (с переходом на станцию «Площадь Восстания»). В 1960-х годах был сооружён подземный переход на пересечении Невского проспекта и Садовой улицы, с устройством в угловых домах № 50 и 52/14 пешеходных галерей. К 1970-м годам проведён комплексный ремонт в квартале с домами № 73-79. Снесены некоторые дворовые флигели, за счёт чего плотность застройки уменьшилась вполовину, и обустроили просторные дворы со скверами. В первых этажах отремонтированных зданий открылись магазины, кафе, ателье. Такой же реконструкции подвергся огромный дом № 66. В мае 1985 года в центре площади Восстания состоялось торжественное открытие мемориального Обелиска «Городу-герою Ленинграду» (архитекторы В. С. Лукьянов и А. И. Алымов).

### Современный период
В 1990-х годах были полностью разобраны дома № 15, 55, 59, 68, 114 и 116. На их месте построены новые здания с частичным или полным воссозданием исторического фасада. Строения сознательно доводились владельцами до аварийности или признавались такими незаконно, разборка зданий велась без разрешительной документации. Облик некоторых в начале 2010-х годов был искажён за счёт сооружения мансард (дома № 3, 64).
C 1999 по 2004 год проходила комплексная реконструкция Невского проспекта от Адмиралтейства до площади Восстания: велось мощение гранитными плитами тротуаров, менялись коммуникации и инженерные сети. В 2005—2006 годах фасады практически всех зданий украсила художественная подсветка. В 2008 году отделили полосу для общественного транспорта на участке от Адмиралтейства до площади Восстания. На тротуарах от площади Восстания до площади Александра Невского асфальтовое покрытие заменили на гранитное.
Невский проспект является местом проведения массовых праздничных мероприятий. В Новый год, День Победы (9 мая), День города (27 мая) и по другим памятным датам проспект от Фонтанки до Дворцовой площади превращается в пешеходную зону. 12 сентября — в День святого благоверного князя Александра Невского по главной магистрали города проходит традиционный крестный ход от Казанского собора до площади Александра Невского.

## Памятники архитектуры и истории
На Невский проспект выходят фасады 240 зданий. Ряды домов в линию чередуются с панорамами рек и каналов и ансамблями площадей. Основные архитектурные эпохи: барокко, классицизм, эклектика, модерн — отразились в облике проспекта. Ведущую роль в его панораме играют дворцовые и общественные сооружения второй половины XVIII — начала XIX века. В это же время были созданы основные архитектурные ансамбли Невского проспекта. В капиталистический период он становится улицей банков, гостиниц, доходных домов.

### От начала до канала Грибоедова

#### Дом Гейденрейха (дом 1)
Дом Гейденрейха (также Дом Глуховского, Санкт-Петербургский частный коммерческий банк) располагается на углу Невского (дом № 1) и Адмиралтейского проспектов (дом № 4), был построен в конце 1770-х годов в стиле русского классицизма. Первоначально четырёхэтажный каменный дом для уроженца Саксонии Г. Г. Гейденрейха, с закруглённой угловой частью, декоративными пилястрами и балконом. С 1870-х годов дом принадлежал генерал-майору А. И. Глуховскому. Перестроен в 1910—1911 годах архитектором В. П. Цейдлером для нового собственника — Санкт-Петербургского частного коммерческого банка — с возведением пятого и мансардного этажей. В 1920—1930-х годах здесь размещалось Ленинградское отделение РОСТА (Российского телеграфного агентства). В последующие десятилетия здание занимал «Главленинградстрой». Сейчас строение готовится к реконструкции. Фасады с дугообразной колоннадой ионического ордера выполнены в неоклассическом стиле, импозантность здания подчёркнута каменной облицовкой: песчаником, гнейсом и гранитом, широкие витрины на первом этаже.

#### Дом Вольного экономического общества (Главный штаб) (дом 2)
Дом Вольного экономического общества на углу Невского проспекта и Дворцовой площади (дом № 10) построен в 1768—1775 годах по проекту архитектора Ж. Б. Валлен-Деламота в стиле классицизм для Императорского Вольного экономического общества. В 1845—1846 годах после передачи Главному штабу здание перестроено в стиле позднего классицизма по проекту архитектора И. Д. Черника, который согласовал фасады с сооружением К. И. Росси на Дворцовой площади. Четырёхэтажное здание с дугообразным разворотом фасада имеет четырёхколонный портик внизу, плавно скруглённый угол, пилястры и лопатки верхних этажей, наличники, филенки и рельефные гирлянды. Входные проёмы оформлены двумя крупными гранитными порталами. Впоследствии со стороны проспекта надстроен дополнительный этаж.

#### Дом Союза городов (Дом И. З. Шпаковского, А. Ф. Шишмарёва) (дом 3)
Дом Союза городов, или Дом И. З. Шпаковского, или Дом А. Ф. Шишмарёва, — трёхэтажный жилой дом построен в 1779 году для коллежского асессора директора Заёмного банка И. З. Шпаковского в стиле классицизм. Перестроен в 1840—1841 годах архитекторами А. М. Горностаевым и А. П. Брюлловым для штабс-капитана А. Ф. Шишмарёва, с добавлением четвёртого этажа. В 1883 году в здании открыто одно из первых отделений связи. В 1914—1917 годах в здании находился Главный комитет Всероссийского «Союза городов». После революции в доме размещались редакции журналов «Вокруг света», «Пионер», «Крокодил», ленинградские отделения газет «Правда», «Комсомольская правда», «Пионерская правда», с 1955 года тут работала редакция литературно-художественного журнала «Нева». Сейчас здесь открыты несколько кафе, во дворе находится Салон художника, магазины художественных материалов и книжный «Мир искусства». Фасад носит черты постклассицизма, с узкими боковыми ризалитами, подчёркнутыми горизонтальным членением, справа устроен эркер-фонарик

#### Дом М. И. Вавельберга (Санкт-Петербургский торговый банк) (дом 7—9)
Дом М. И. Вавельберга (также Санкт-Петербургский торговый банк, Агентство воздушных сообщений. Центральные кассы Аэрофлота) на углу Невского проспекта и Малой Морской улицы (дом № 1-3) был построен в 1911—1912 годах по проекту архитектора М. М. Перетятковича по заказу купца М. И. Вавельберга для размещения Санкт-Петербургского торгового банка. В 1911—1917 годах в здании располагался автомобильный салон «Рено», затем ряд издательств, а с 1950 года сберкасса. В бывшем помещении банка с 1950-х годов размещалось Агентство воздушных сообщений и Центральные кассы «Аэрофлота». С 2011 года велось приспособление строения под гостиницу, завершившееся в 2021 году открытием в здании пятизвёздочного отеля на 79 номеров с концертным залом. Здание, облицованное тёмно-серым мелкозернистым сердобольским гранитом с очень однородной структурой, выполнено в стиле итальянского Возрождения — двухъярусная аркада, ложная арка. Фасады банка на всю высоту отделаны рустованными плитами, колоннами, пилястрами, орнаментальными резными деталями и барельефами. Скульптурный декор создан Л. А. Дитрихом и В. В. Козловым.

#### Дом И. Перкина (Сафоновых, Ф. К. Сан-Галли) (дом 8)
Дом И. И. Перкина, или Дом Сафоновых, или дом с магазином завода Ф. К. Сан-Галли, — четырёхэтажный дом, построенный в 1760-е годы архитектором А. В. Квасовым для нотариуса И. И. Перкина. С 1775 года принадлежал олонецким купцам М. И. и О. М. Сафоновым. В 1830-х годах произведена частичная перестройка, в результате которой фасад приобрёл черты позднего классицизма. В 1860-х годах в доме разместился магазин чугунных изделий завода Ф. К. Сан-Галли, который в 1880-е приобрёл этот дом. С 1955 года работает магазин-салон «Лавка художника».

#### Дом О. Э. Веймара (дом 10)
Дом И. И. Перкина, или Дом О. Э. Веймара, был построен в 1760-е годы архитектором А. В. Квасовым в стиле классицизм как доходный дом для нотариуса И. И. Перкина. С 1866 г. им владел доктор О. Э. Веймар. В советское время здание занимало общежитие Института текстильной и лёгкой промышленности. С 1996 года здесь размещается бизнес-центр «Geneum». Дом, построенный по «образцовому» проекту А. В. Квасова, имеет раннеклассическую отделку фасада с характерными филёнками, профильными изображениями, вазонами и гирляндами, которая сохранилась до наших дней.

#### Дом фирмы «И. В. Юнкер и К°» (дом 12)
Московский банкирский дом «И. В. Юнкер и К». Здание было построено в 1911—1912 годах на месте разобранного жилого дома для филиала Московского банкирского дома «И. В. Юнкер и К» в стиле модерн по проекту архитектора В. И. Ван-дер-Гюхта. В советское время здесь находились конторы и магазины «Ленинградтекстиля», в том числе Ателье женской трикотажной одежды высокого разряда, носившее в народе имя «Смерть мужьям». С 1992 года здание арендует банк «Лионский кредит». С 2008 года третий и четвёртый этажи занимает Французский институт, с 2013 года на первом этаже находится французский банк «Креди Агриколь», с апреля 2014 года на 5 этаже располагается Генеральное консульство Франции в Санкт-Петербурге. Здание сочетает черты модерна и неоклассицизма. Фасад раскрыт широкими тройными окнами и витринами, стены облицованы красным гранитом. Четыре лёгкие каннелированные колонны увенчаны аллегорическими статуями.

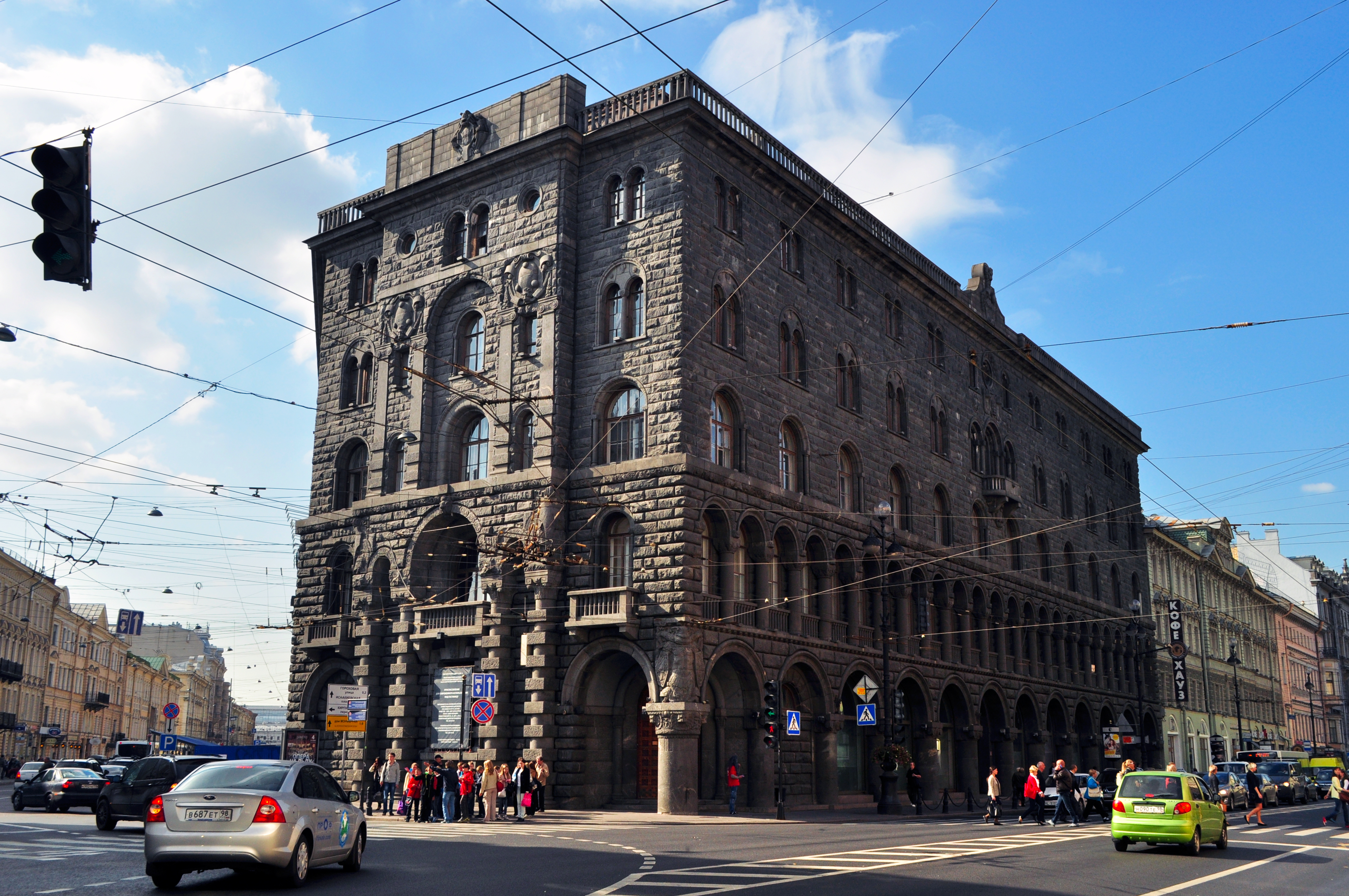
Дом М. И. Вавельберга (дом 7)
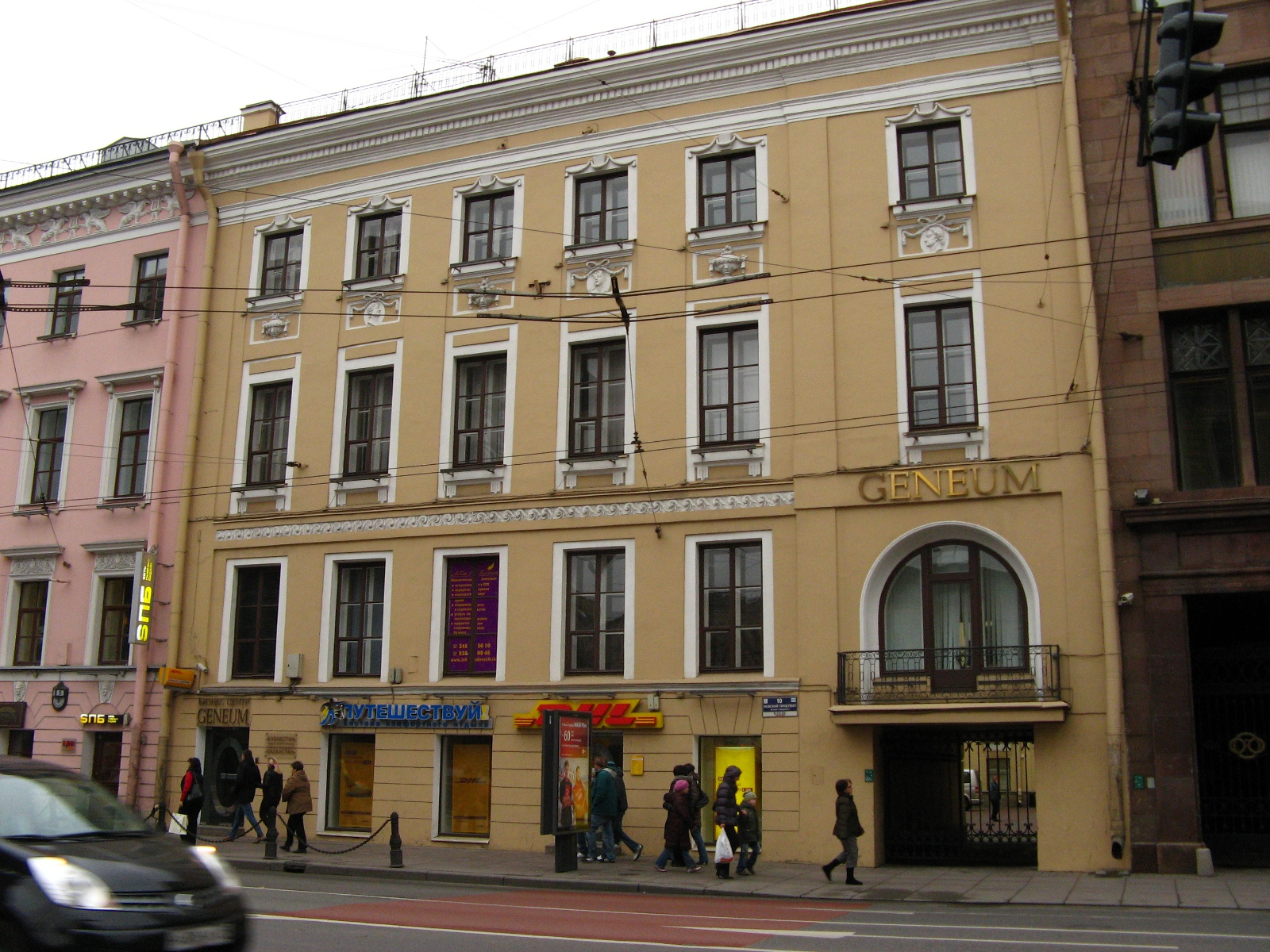
Дом О. Э. Веймара (дом 10)
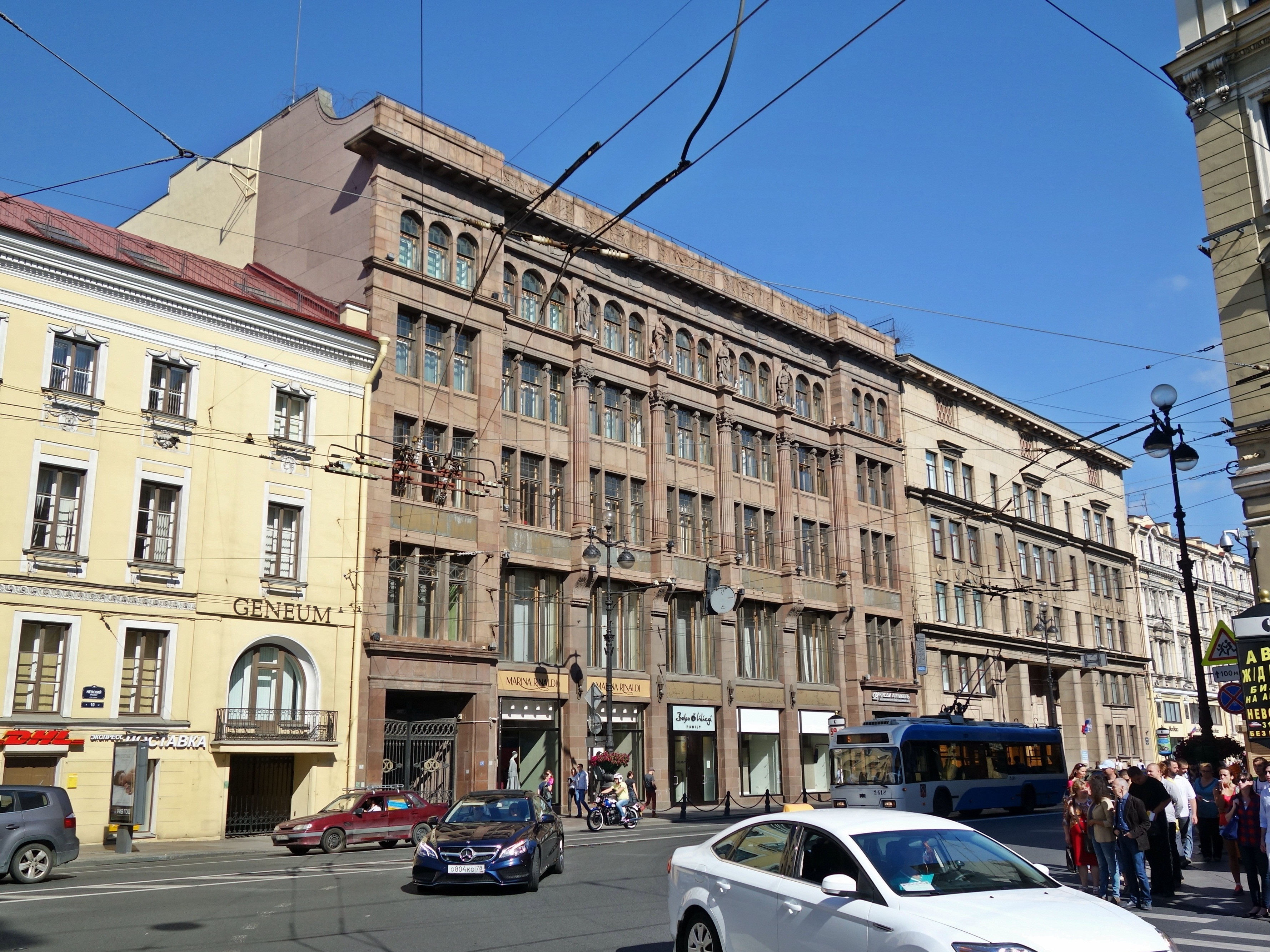
Дом фирмы «И. В. Юнкер и К°» (дома 12), Школа N 210 (дом 14)
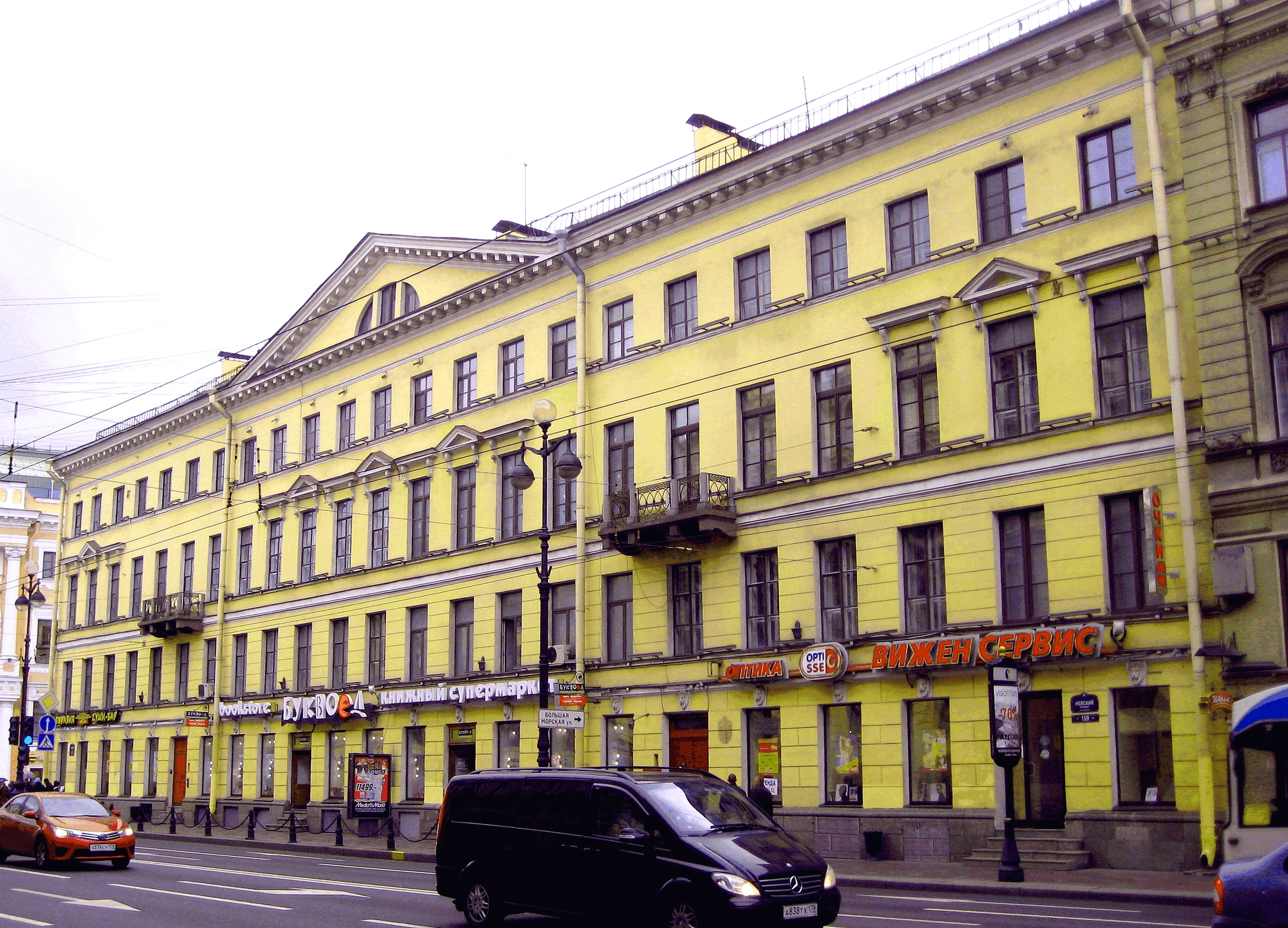
Дом Чаплиных (дом 13)

#### Доходный дом Александра Трейберга
Доходный дом Александра Трейберга (дом 11 / Малая Морская ул., 2) — был построен в 1887 году, в 1898—1900 перестроен по проекту Леонтия Бенуа. В квартире № 44 с 1928 по 1940 год жил академик Николай Вавилов, а в 1944-м — балерина Наталья Дудинская.

#### Дом Чаплиных (дом 13)
Дом Чаплиных на углу Невского проспекта и Большой Морской улицы (дом № 9) построен в 1804—1806 годах в стиле русского классицизма под руководством архитектора В. И. Беретти как доходный дом для купцов С. Ф. и Г. Ф. Чаплиных. С 1870-х годов в доме находился книжный магазин М. О. Вольфа, с 1919 года — книжный магазин Петрогосиздата, с 1991 года — магазин книжный специализированный № 77 «Мир», с 2005 года — книжный магазин «Буквоед». Четырёхэтажный дом сохранил внешний облик почти без изменений. Угол дома срезан, фасады по Невскому и Большой Морской почти симметричны, над окнами третьего этажа прямоугольные и треугольные сандрики, по центру каждого фасада — треугольный фронтон.

#### Школа № 210 (дом 14)
Школа № 210 была построена в 1939 году на пустом месте, до революции предназначавшемся для Петроградского отделения Московского банка. Сооружение в стиле сталинского неоклассицизма разработал архитектор Б. Р. Рубаненко. Фасад пятиэтажного здания разделён на три яруса с укрупнёнными формами, декорирован фактурной и профилированной плиткой. Нижний ярус завершается антаблементом, поддерживаемым четырьмя пилястрами и двумя пилонами, и завершён сильно выступающим карнизом с модульонами и розетками в кессонах. На фасаде дома с 1962 года в память о блокадных днях восстановлена надпись «Граждане! При артобстреле эта сторона улицы наиболее опасна».

#### Дом Чичерина (дом 15)
Дом Н. И. Чичерина, или Дом купцов Елисеевых. Дом на углу Невского проспекта, Большой Морской улицы (дом № 14) и набережной реки Мойки (дом № 59) построен в классическом стиле в 1768—1771 годах неизвестным архитектором для петербургского генерал-полицмейстера Н. И. Чичерина. В 1858 году участок приобрели купцы братья Г. П. и С. П. Елисеевы, основавшие годом раньше торговый дом «Братья Елисеевы». В 1859—1860 годах архитектор Н. П. Гребёнка перестроил главное здание по Невскому проспекту. Парадные помещения дома с 1860-х и до 1910-х годов занимало Благородное собрание. В 1919 году здесь был создан Дом искусств (ДИСК), просуществовавший до 1923 года. В 1923 году здесь открылся кинотеатр «Светлая лента» (с 1931 года — «Баррикада»). В 2005 году здание полностью снесено и затем восстановлено. Сейчас здесь находится гостиница «Taleon Imperial», на первом этаже открылись магазины, кафе, отделения банков. Здание в стиле раннего классицизма: двухъярусная колоннада, нижний ярус — тосканского ордера, верхний — композитного. После перестройки овальные окна на главном фасаде были заменены прямоугольными, колонны верхнего этажа заменены пилонами.

#### Строгановский дворец (дом 17)
Дворец Строгановых построен в 1752—1754 годах на углу Невского проспекта и набережной реки Мойки (дом № 46) для барона С. Г. Строганова архитектором Б. Ф. Растрелли. В 1918 году дворец превращён в дом-музей, который существовал до 1929 года. В 1988 году здание было передано Русскому музею, с тех пор ведётся реставрация. Дворец в стиле русского барокко выделяется пышным декоративным оформлением. Центр композиции — эффектный портик с парами колонн на рустованных пилонах, завершённый разорванным фронтоном, в котором помещён герб Строгановых. Боковые звенья отмечены пилястрами и малыми лучковыми фронтонами. Центральный ризалит украшен колоннами и скульптурной композицией с фигурами кариатид в профиль, масками львов и медальонами с мужскими профилями.

#### Дом И. Г. Неймана (К. Б. Котомина) (дом 18)
Дом И. Г. Неймана, или Дом К. Б. Котомина, на Невском проспекте между Большой Морской улицей (дом № 12) и набережной реки Мойки (дом 57) был построен в 1741 году по проекту архитектора М. Г. Земцова для портного И. Г. Неймана. Каменный дом, состоявший из двухэтажных на высоких подвалах угловых частей и соединявшего их одноэтажного корпуса. Фасады с чертами раннего барокко: рустованные лопатки, наличники с «ушками», лучковые сандрики. В 1806 году владение приобрёл купец К. Б. Котомин, который кардинально перестроил доходный дом в стиле классицизм по проекту архитектора В. П. Стасова. С первой половины XIX века на углу с Мойкой располагается кондитерская С. Вольфа и Т. Беранже, позднее кондитерскую сменил французский ресторан «Альберт». В советское время на первом этаже здания находится антикварно-букинистический магазин-салон «Старая книга». В 1985 году после реконструкции здания на месте кондитерской Вольфа и Беранже было открыто «Литературное кафе». Четырёхэтажное здание в стиле высокого классицизма имеет чёткий единый объём и поделено на два основных яруса. Нижний ярус был пластически обогащён портиком из восьми полуколонн в центре главного фасада и четырёхколонными лоджиями по сторонам. Здание является один из первых в Петербурге крупных доходных домов с плотной застройкой всего участка.

#### Дом голландской реформатской церкви (дом 20)
Дом голландской реформатской церкви на Невском проспекте между набережной реки Мойки (дом № 44) и Большой Конюшенной улицей (дом № 31) построен в 1834—1839 годах по проекту архитектора П. П. Жако в стиле классицизм, с церковью в центре и с примыкающими по сторонам симметричными доходными домами, составляющими с ней единый блок. Сама церковь выделена пологим куполом и четырёхколонным портиком коринфского ордера. Во фронтоне — горельеф с изображением ангелов, которые держат раскрытую Библию. Здание являлось центром жизни голландской общины Петербурга. С 1842 года церковь получила статус посольской.
Здесь находились голландские магазины и училище, потом — Голландский клуб, правление Нидерландского банка. В 1920 году в доме открылся магазин «Дом военной книги» (закрылся в 2012 году). Голландскую церковь закрыли в 1927 году и в её помещении проходили выступления Театра актёрского мастерства (ТАМ), с 1933 года — Нового театра. После реставрации 1935—1936 годов бывшие церковные помещения заняла библиотека имени А. А. Блока (сейчас Музыкально-художественная библиотека имени А. А. Блока). В 1960—1980-е годы на первом этаже дома работало кафе-автомат «Минутка», с 1994 года ресторан быстрого питания Subway.

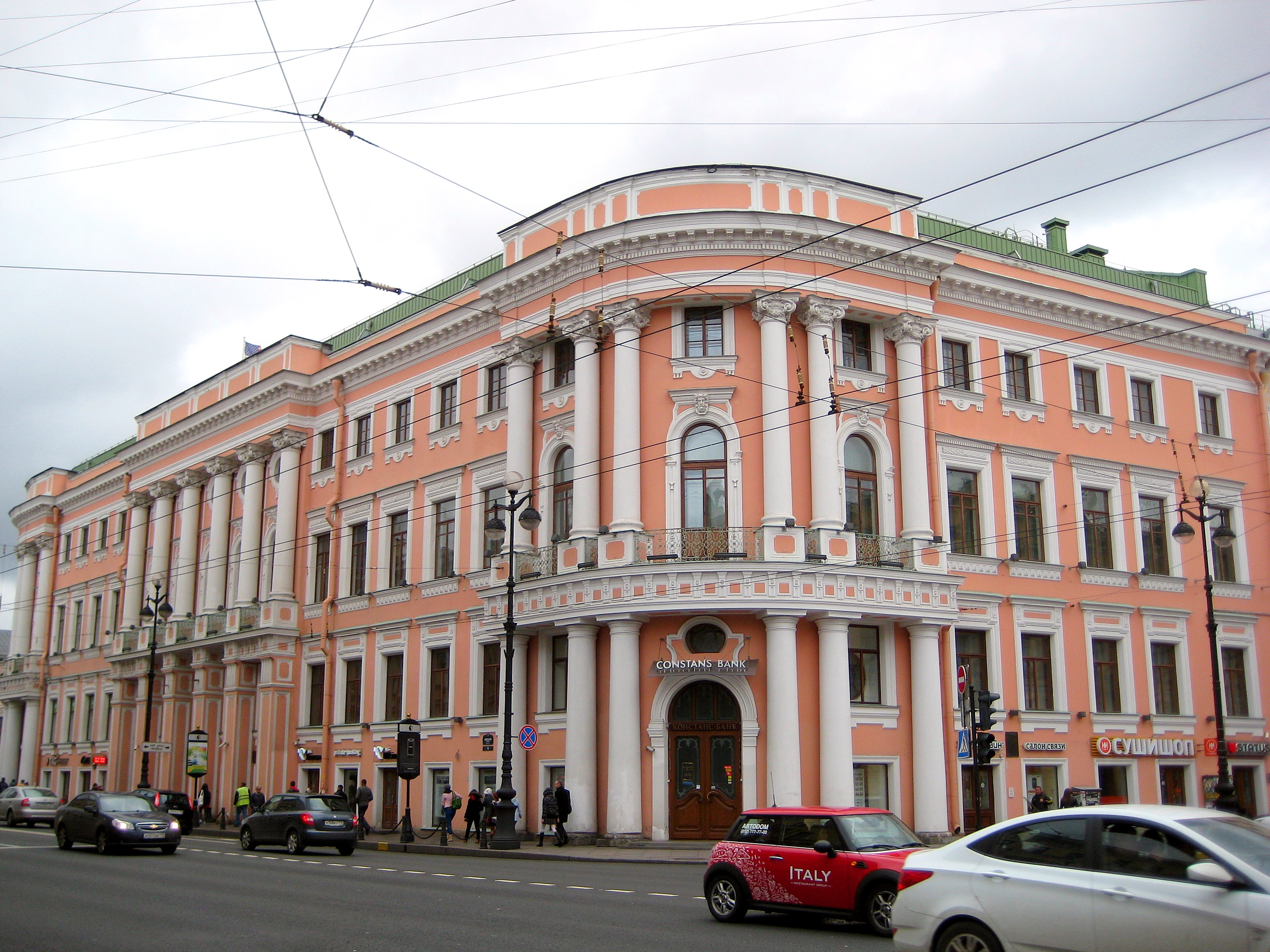
Дом Н. И. Чичерина (Елисеевых) (дом 15)
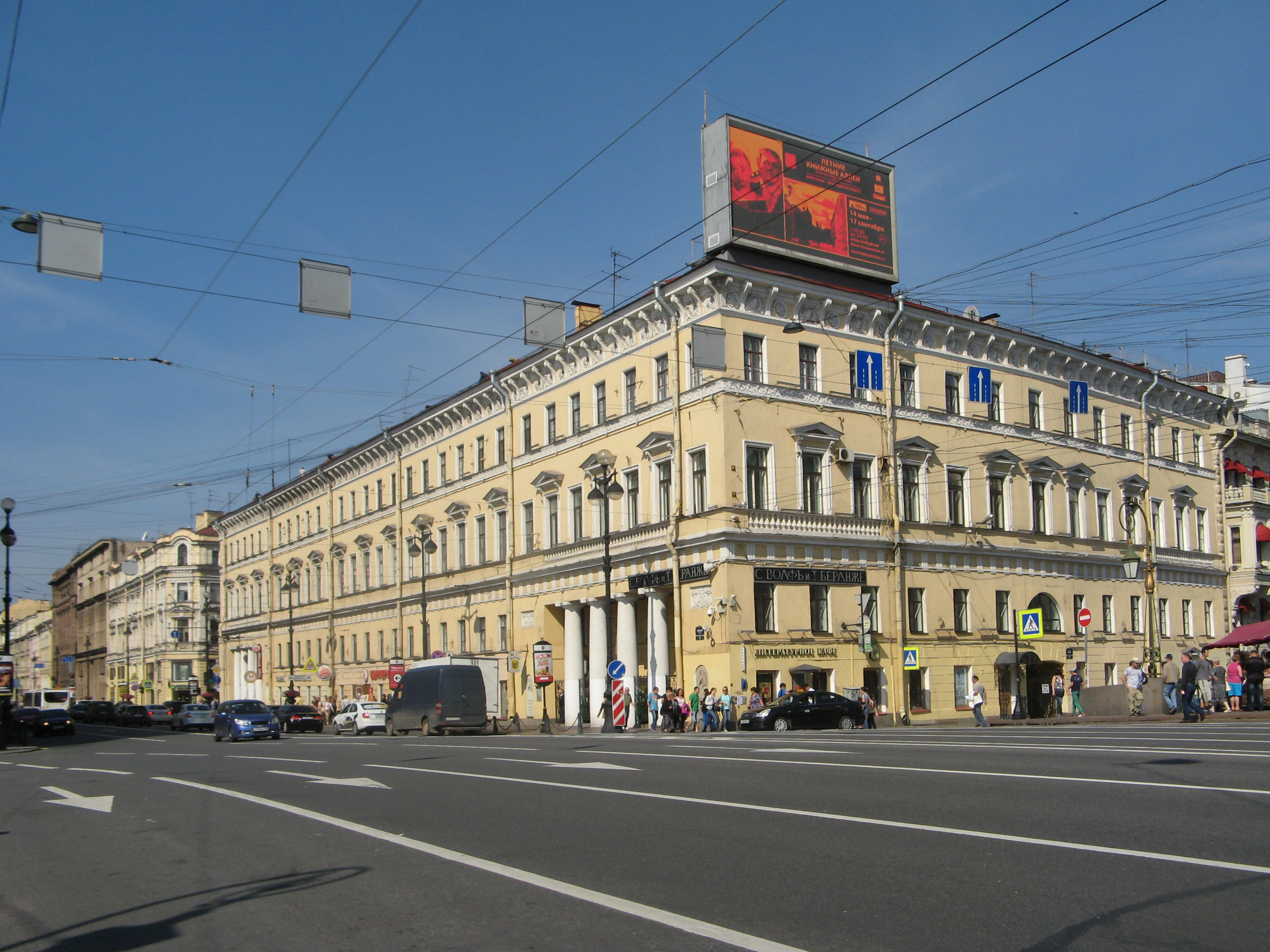
Дом И. Г. Неймана (К. Б. Котомина) (дом 18)
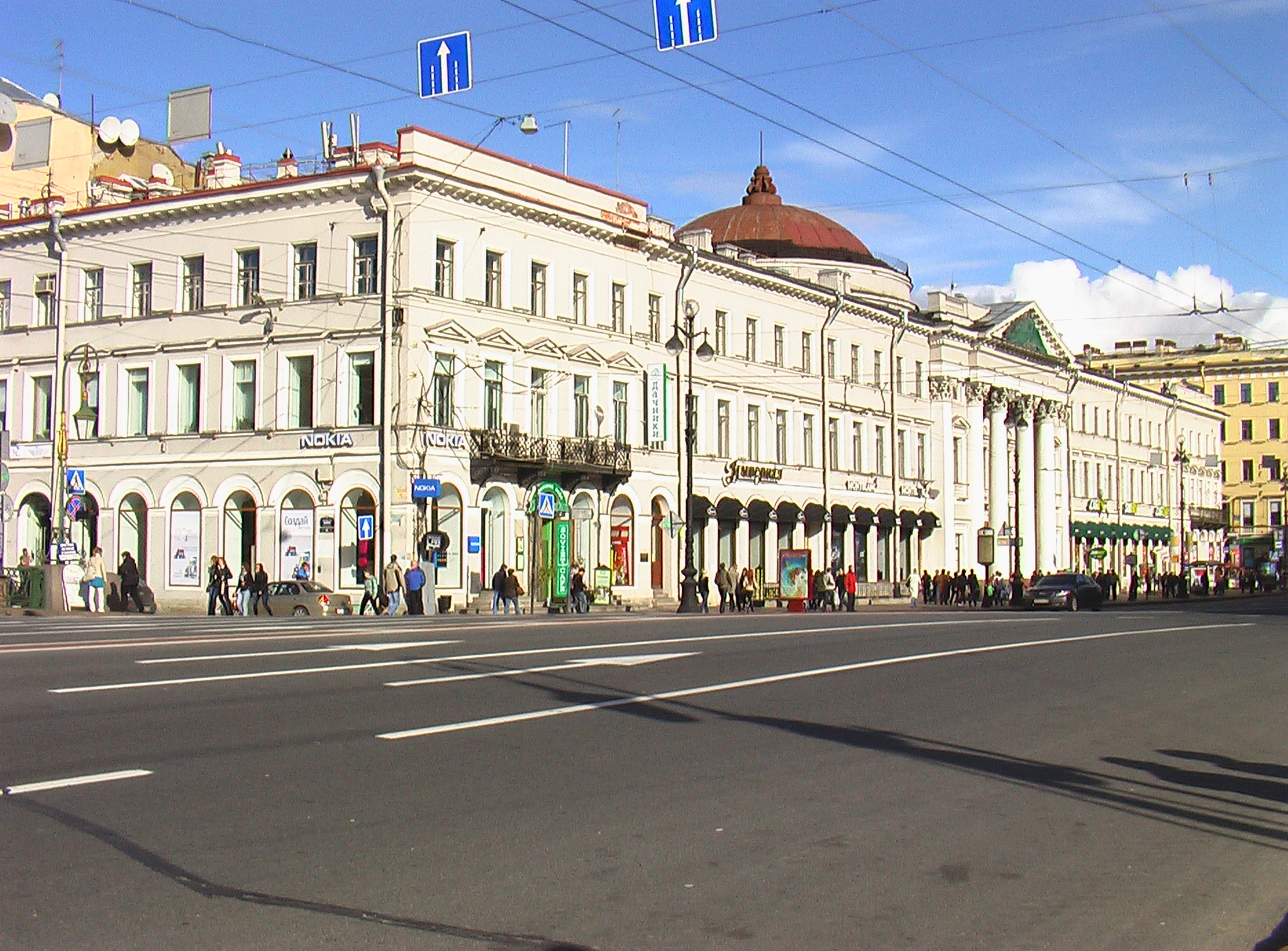
Дом голландской реформатской церкви (дом 20)
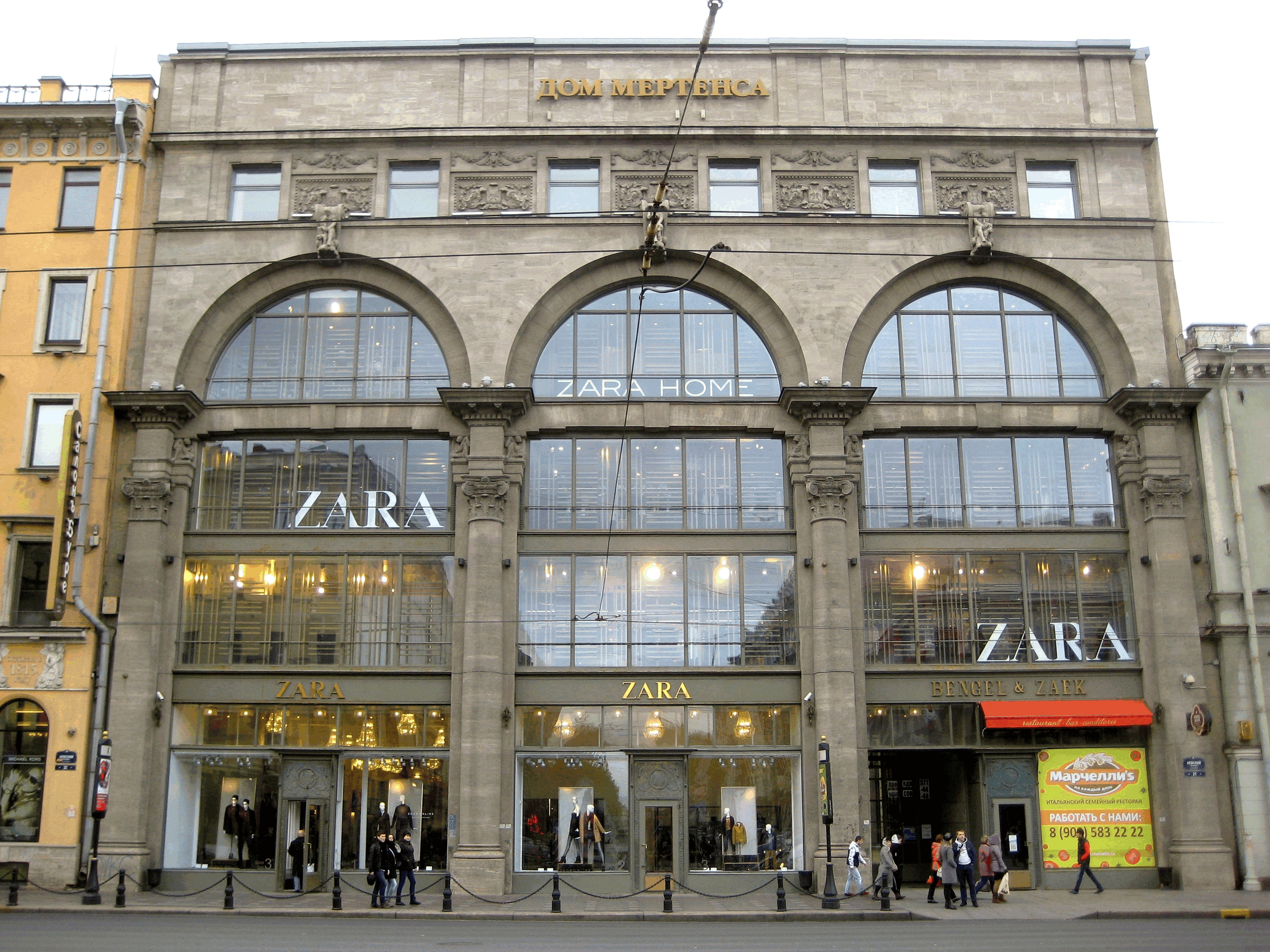
Дом Мертенса (дом 21)

#### Дом Мертенса (дом 21)
Торговый дом Ф. Л. Мертенса, или Дом моделей. Участок с доходным домом стал собственностью купца Ф. Ф. Мертенса, где его наследник в 1911—1912 годах построил дом по проекту архитектора М. С. Лялевича в стиле неоренессанс. Фасад здания прорезан тремя высокими стеклянными арками, которые охватывают всю ширину здания и поднимаются на высоту четырёх этажей, вдоль окон коринфские полуколонны и пилястры. Замковые камни украшены женскими фигурами. На уровне пятого этажа простенки между окнами декорированы скульптурой, созданной В. В. Кузнецовым. После революции в доме находился большой универсам. В 1944 году в здании был открыт первый в Ленинграде Дом моделей одежды (с 1990-х годов — модный дом «Невский проспект»). В советское время в течение нескольких десятилетий на первом этаже размещался рыбный магазин с большим аквариумом в витрине. После реставрации и реконструкции 2006—2007 годов, помещения Модного дома занял магазин одежды Zara, а рыбного магазина — ресторан-кондитерская.

#### Лютеранская церковь Святых Петра и Павла (дом 22-24)
Ансамбль евангелическо-лютеранской церкви Святого Петра состоит из здания самой церкви, а также двух доходных домов по бокам и здания училища Святого Петра («Петришуле»). Большой участок по Невскому проспекту между Большой и Малой Конюшенными улицами в 1727 году был отведён для немецкой евангелическо-лютеранской общины, которая построила здесь к 1730 году кирпичную с деревянным куполом Петропавловскую лютеранскую церковь. В 1735 году перед церковью построили два полутораэтажных деревянных дома. В одном разместился причт (жилища пастора, кантора и других служителей), в другом — школа. В 1833—1838 годах на месте обветшавшей кирхи по проекту архитектора А. П. Брюллова возведена новая каменная церковь в стиле классицизм. Главный фасад завершается двумя симметричными квадратными башнями, чёткость членений, гладь стен, скупость декора, открытая аркада второго яруса, арочные окна и ниши, мраморные статуи апостолов Петра и Павла перед входом, горельефы евангелистов над аркадой, фигура ангела на парапете. В 1830—1832 годах архитектор Е. Т. Цолликофер перестраивает оба угловых дома перед церковью в симметричные доходные трёхэтажные дома. Простая отделка фасадов с ровной сеткой окон включает рустовку, балясины и сандрики второго этажа и редкие балконы. В разрыве между этими домами открывается с проспекта вид на двухбашенный фасад кирхи святого Петра. В 1937 году кирху закрыли, в просторном помещении устроили склад и овощехранилище. В 1956—1963 годах интерьер памятника подвергся коренной реконструкции, в нём был сооружён плавательный бассейн, принадлежавший учебно-плавательной базе Балтийского морского пароходства. С 1992 года церковь возвращена общине Немецкой евангелическо-лютеранской церкви России, в 1993—1997 годах проведена частичная реставрация. В доме на углу с Малой Конюшенной улицей в 1841 году открылось первое в России кафе «Доминик» (просуществовало до 1917 года), в советское время здесь находилось популярное кафе-мороженое, получившее обиходное название «лягушатник» (за зелёную обивку мебели).

#### Дом Казанского собора (дом 25)
Дом священнослужителей Казанского собора: в 1813 году смежный с Казанским собором участок на углу с Казанской улицей (дом № 1) приобрели в собственность собора, на котором по проекту архитектора В. П. Стасова построен жилой трёхэтажный угловой дом для церковнослужителей в стиле позднего классицизма. В нижних этажах здания, сдаваемых в аренду помещались разные магазины. С 1930-х годов здесь находился популярный ресторан «Кавказский». В 1995—1997 годах проведена кардинальная реконструкция дома для многофункционального административно-коммерческого комплекса Бизнес-центра «Атриум на Невском 25».

#### Казанский собор (дом 25х)
Казанский собор, или Собор Казанской иконы Божией Матери. В 1733—1737 годах на этом месте была возведена каменная Церковь Рождества Пресвятой Богородицы, которая была разобрана при строительстве собора. Казанский собор по проекту архитектора А. Н. Воронихина строился 10 лет с 1801 по 1811 годы. Храм, имеющий в плане форму латинского креста, расположен в глубине Казанской площади (адрес собора Казанская площадь, дом 2). Для колонн и облицовки стен использован серый пудостский камень, сходный с камнем римского собора Святого Петра. Грандиозная дугообразная колоннада коринфского ордера, превращённая в главный фасад, примыкает к асимметричной продольной стороне здания, обращённой к Невскому. Между её крыльями большой портик северного входа, через который обычно попадают в храм. Фасады собора декорированы скульптурами и барельефами. Купол Казанского собора стал первым крупным куполом из ковкого железа. В 1813 году в соборе был похоронен фельдмаршал М. И. Кутузов. В 1837 году на площади перед собором установлены памятники фельдмаршалам М. И. Кутузову и М. Б. Барклаю де Толли. В 1932 году собор был закрыт и в его помещении создан Музей истории религии и атеизма АН СССР. В 1991 году в храме возобновились богослужения, а в 2000 году, после переезда музея, собор полностью передан верующим и снова стал кафедральным собором Петербурга.

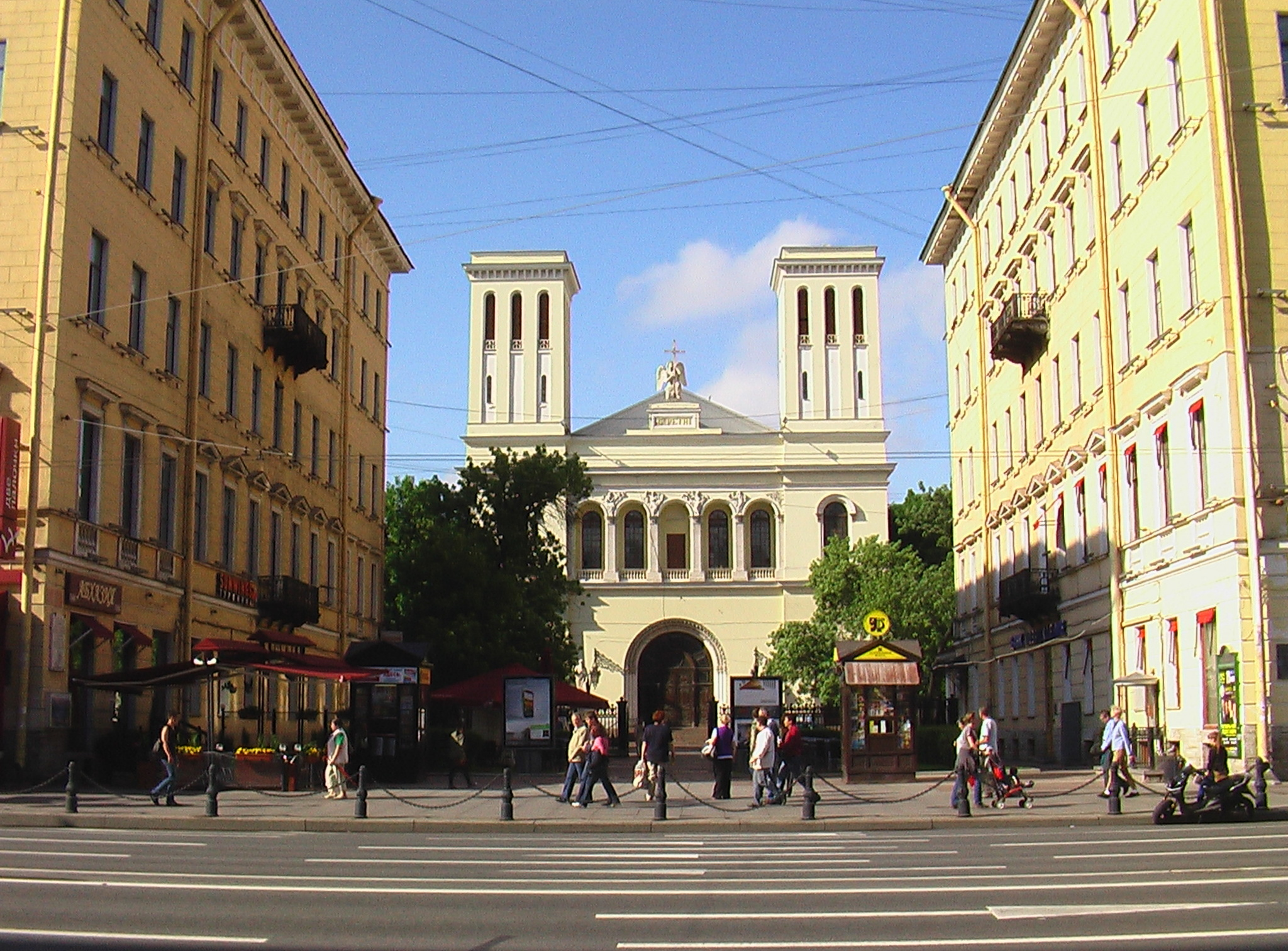
Ансамбль евангелическо-лютеранской церкви Святого Петра (дом 22-24)
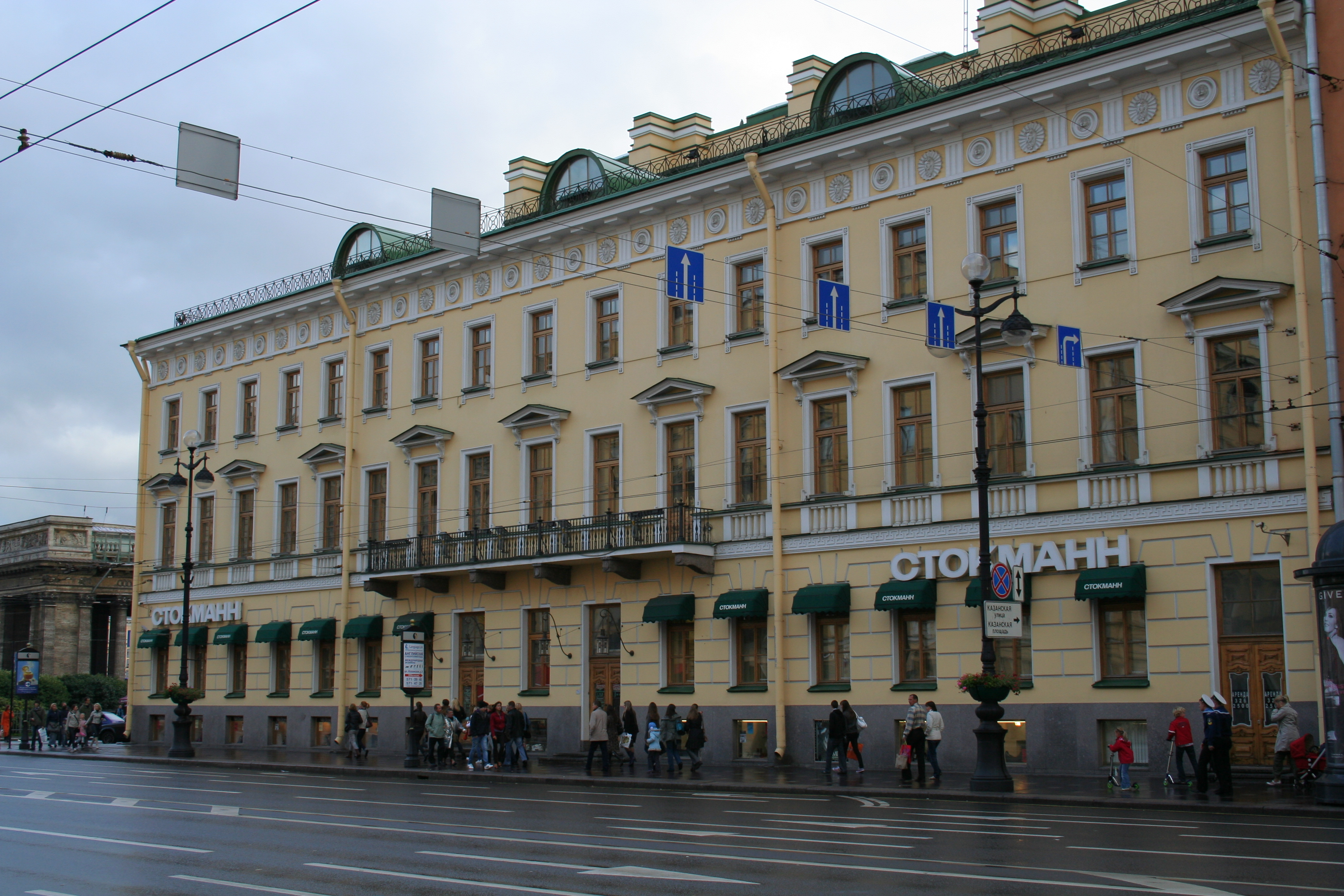
Дом Казанского собора (дом 25)
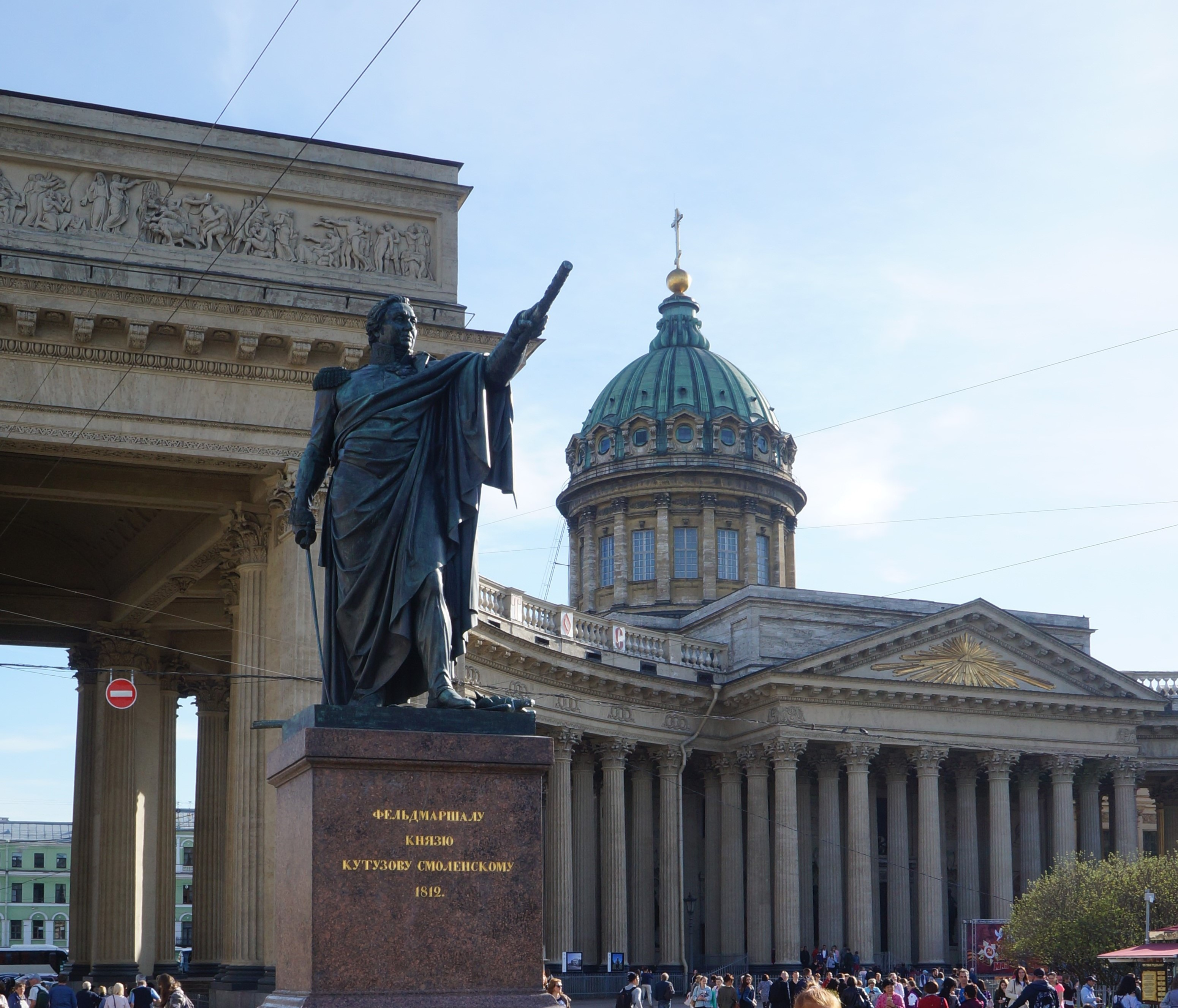
Памятник М. И. Кутузову на фоне Казанского собора
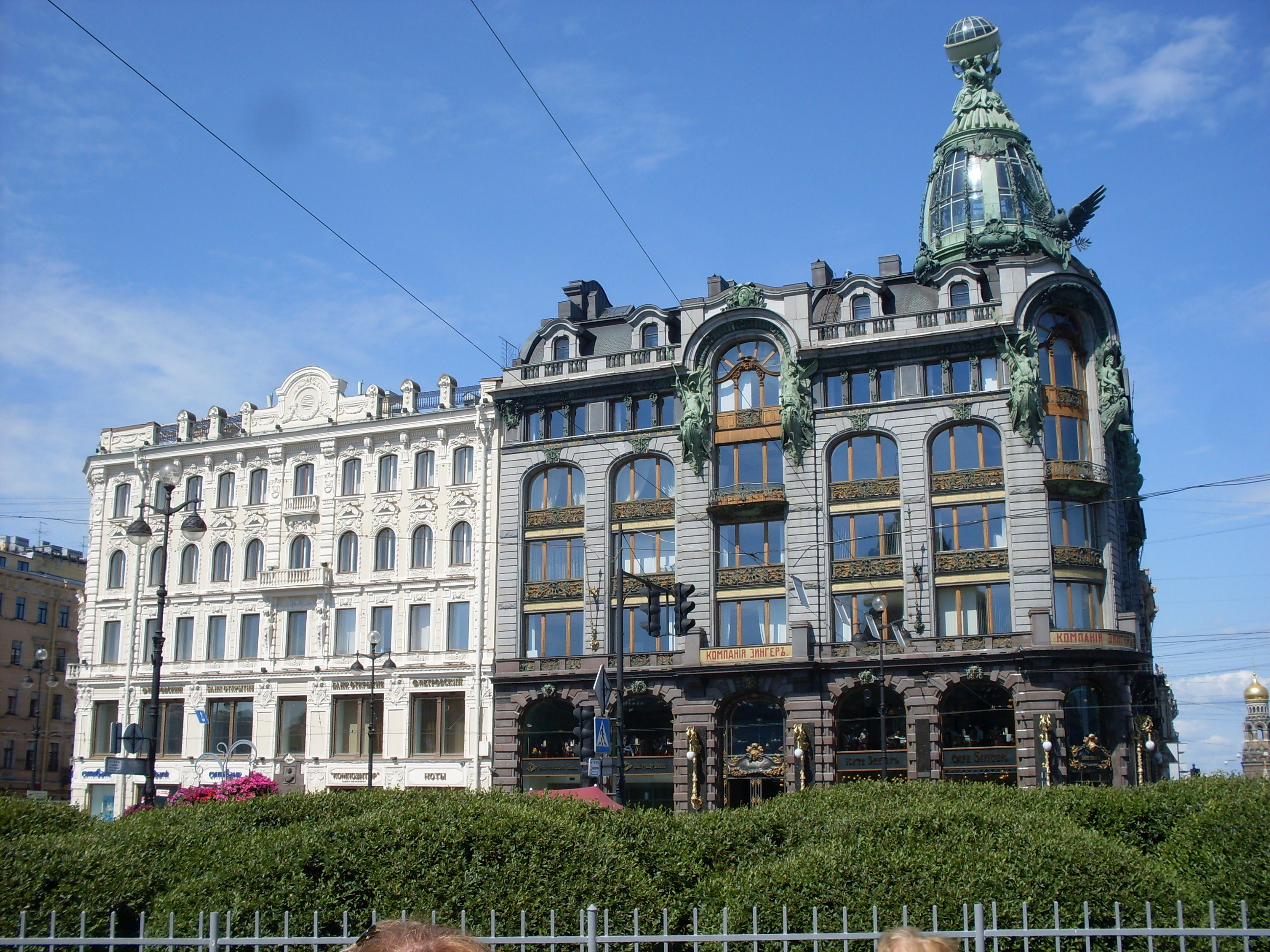
Дом Г. И. Гансена (дом 26), Дом компании «Зингер» (Дом книги) (дом 28)

#### Дом Г. И. Гансена (дом 26)
Дом Г. И. Гансена построен на углу Невского проспекта и Малой Конюшенной улицы (дом № 16) по проекту архитектора В. А. Кенеля в 1873—1874 годах для норвежского предпринимателя Г. И. Гансена. Пятиэтажный дом в стиле эклектики, где верхние три этажа, обработанные рустованными лопатками, насыщены щедрым многообразным декором. Контраст им составляют раскрытые широкими окнами-витринами два нижних этажа, которые отводились для магазинов и контор. В 1882—1891 годах в доме работала первая в России телефонная станция. С 1945 года здесь располагался институт по проектированию городских инженерных сооружений «Ленгипроинжпроект». В советское время в здании работал магазин «Ноты» — единственный в городе специализированный нотный магазин (с 1991 года — Нотный магазин «Северная лира»). В 1993 году сюда въехал Петровский банк (сейчас банк «Открытие»).

#### Дом компании «Зингер» (Дом книги) (дом 28)
Дом компании «Зингер», или Дом книги, на углу Невского проспекта и набережной Екатерининского канала (дом № 21) построен в 1902—1904 годах, на ранее приобретённом участке, архитектор П. Ю. Сюзор возвёл дом для американской компании швейных машин «Зингер». Шестиэтажное здание с мансардой в стиле модерн стало первым строением с металлическим каркасом, что позволило сделать стены тонкими, увеличить размеры окон и улучшить освещённость помещений. Фасады облицованы гранитом трёх цветов. Сверху находится башня-фонарь со стеклянным глобусом, служившим рекламой фирмы — внутри он освещался электричеством. В декоре впервые была использована ковкая бронза, фигуры на фасаде выполнены в технике выколотки под «зелёную бронзу». В 1918 году здание было национализировано. Сначала в нём разместили книжный склад, потом в 1919 году в здании расположился «Петрогосиздат» (с 1938 года — «Лениздат»), а с 1938 года — «Дом книги». В советские времена на верхних этажах находились издательства «Academia», «Молодая гвардия», «Мир», «Искусство», «Художественная литература», «Лендетгиз», «Советский писатель», «Музгиз», «Изогиз», «Физматгиз», «Агропромиздат», «Химия». С 2008 года в здании также располагается Балтийский банк.

### От канала Грибоедова до Фонтанки

#### Дом Энгельгардта (дом 30)
Дом В. В. Энгельгардта. Первый дом на углу Невского проспекта и набережной канала Грибоедова построен в 1761 году по проекту архитектора Ф. Б. Растрелли в стиле барокко для генерал-фельдцейхмейстера (начальника артиллерии) А. Н. Вильбоа. В 1829—1832 годах дом, принадлежавший О. М. Энгельгардт, был полностью перестроен в стиле классицизм архитектором П. П. Жако. Внешний облик четырёхэтажного здания с тех пор не претерпел больших изменений. Средняя, немного повышенная часть фасада акцентирована трёхчетвертными колоннами композитного ордера и аттиком. С 1934 года здесь работал проектный и научно-исследовательский институт «Гипроникель». 21 ноября 1941 года прямым попаданием авиабомбы дом был разрушен и восстановлен одним из первых в Ленинграде в 1944—1948 годах. В 1949 году здесь открылся Малый концертный зал имени М. И. Глинки Ленинградской государственной филармонии. Часть здания на углу с каналом Грибоедова в 1967—1968 годах разобрана и восстановлена при сооружении второго наземного вестибюля пересадочного узла станций метро «Невский проспект» — «Гостиный двор». В 1995 году открылся международный бизнес-центр «Невский, 30».

#### Серебряные ряды (дом 31)
Серебряные ряды построили купцы на свои средства в 1784—1786 годах по проекту архитектора Д. Кваренги в классическом стиле на месте сгоревших одноэтажных деревянных торговых рядов. Фасад трёхэтажного каменного здания оформлен двухъярусной аркадой, перекликающейся с расположенным вблизи Гостиным двором. Нижний этаж обработан рустом. Первоначально аркада первого этажа была открытой, верхняя украшена полуколоннами. В 1878 году нижнюю галерею закрыли, двери и витрины устроены в лицевой аркаде. При реконструкции здания в 1981—1982 годов её открыли, а в 1999 году вновь застеклили. С 1955 года после разборки внутренних стен на первом этаже здания, устроен большой торговый зал, в котором долгое время размещался магазин спортивных товаров «Динамо». В 1982 году там открылся магазин «Изопродукция», с 1986 года — салон Ленинградской организации Художественного фонда РСФСР. В 1999 году в здании открылся ювелирный салон «Ананов».

#### Базилика Святой Екатерины Александрийской (дом 32—34)
Базилика Святой Екатерины Александрийской (Римско-католический собор Св. Екатерины) в глубине квартала, вместе с двумя доходными домами по красной линии были возведены в 1763—1783 годах по первоначальному проекту архитектора Ж. Б. Валлен-Деламота для католической общины Петербурга. Участок для общины передан императрицей Анной Иоанновной в 1738 году, где и был построен молитвенный деревянный дом. В 1751—1753 годах по проекту Д. Трезини возведены два симметричных дома, перестроенные в 1779 году в классическом стиле архитектором А. Ринальди. Тогда же Ринальди упростил недостроенный проект храма. В плане собор представляет собой латинский крест, крупный купол на мощном барабане в середине креста. В центре главного фасада огромная арочная ниша с двумя колоннами, криволинейные очертания окон и наличников, статуи евангелистов на парапете. На боковых фасадах симметричных домов пилястры большого ордера вторили построению фасада церкви. С ней дома связаны арками. Внизу проходили открытые аркады нижнего этажа. В домах при церкви находились гимназия, начальные училища и приют, большая библиотека. Церковь была закрыта в 1938 году, здесь разместился склад. В советское время в одном из домов сначала размещался магазин «Шелкотреста», затем магазин «Ткани», в другом — большой магазин грампластинок. Сегодня в обоих зданиях разместились бизнес-центры. В 1992 году храм передали римско-католическому религиозному объединению, началась реставрация. Сейчас площадку перед храмом занимают художники, продающие свои работы.

#### Башня Городской Думы (дом 33)
Башня Городской думы возведена на углу Невского проспекта и Думской улицы (дом № 1) в 1799—1804 годах по проекту архитектора Д.Феррари в стиле классицизм. Сооружение имеет пятигранную форму. Каждый ярус обработан пилястрами, на верхнем ярусе установлены часы. Украшением дома является гранитная лестница с широко расходящимися маршами. На парапете у первой лестничной площадки башни с правой стороны установлена отметка с текстом: «1824. Уровень воды», под текстом горизонтальная линия, показывающая уровень воды при наводнении 1824 года. В 1830—1850-х годах башня использовалась для оптической телеграфной связи между Зимним дворцом и Царским Селом, затем и Варшавой, а в 1830—1920-х годах — пожарной каланчой. В 1884 году часы на башне заменили новыми с курантами фирмы «Фридрих Винтер». С сентября 2021 года открыта для посещения смотровая площадка на башне, откуда можно увидеть всю панораму Невского проспекта.

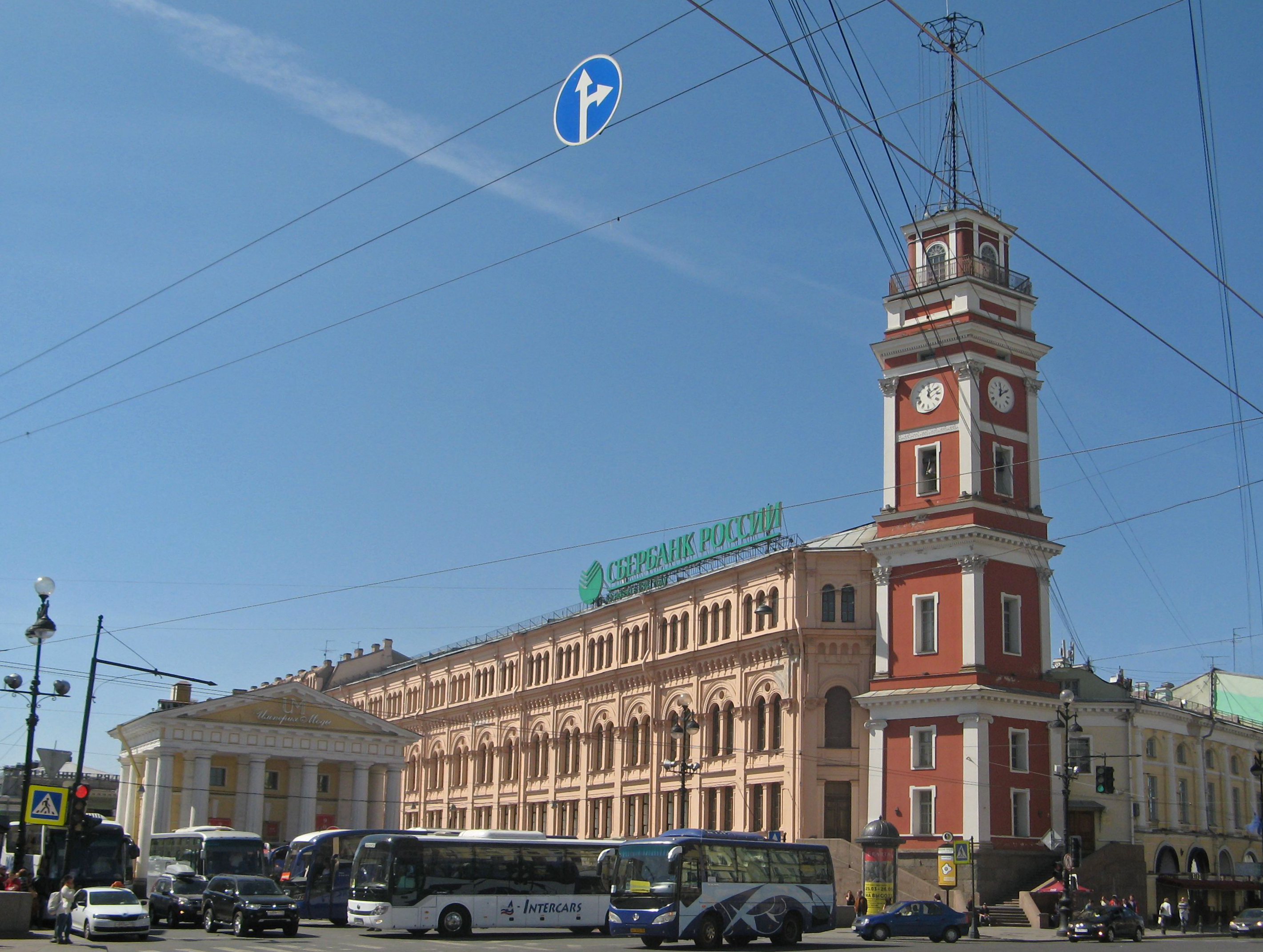
Портик Руска (дом 35), Башня Городской Думы (дом 33), Серебряные ряды (дом 31)
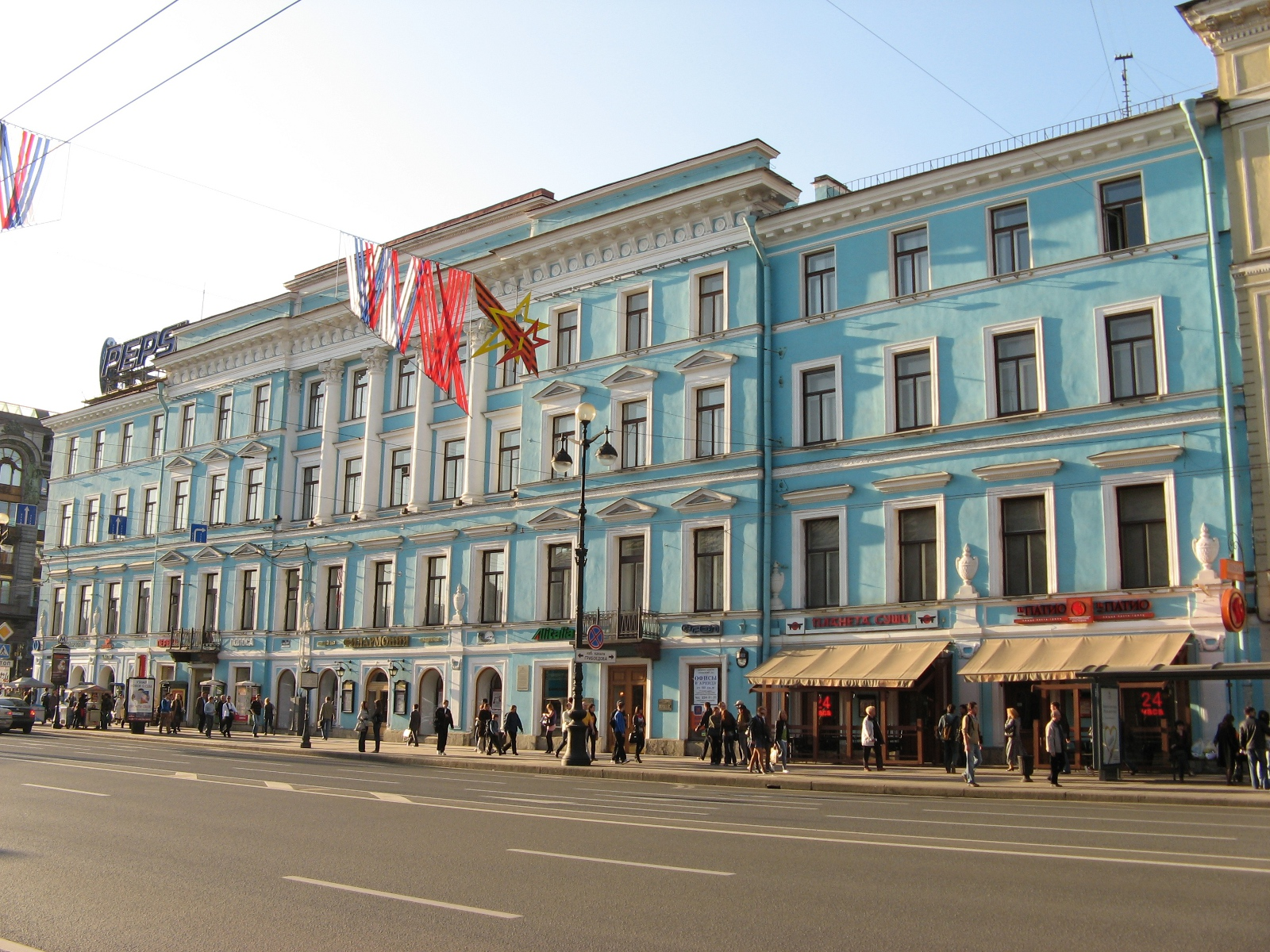
Дом Энгельгардта (дом 30)
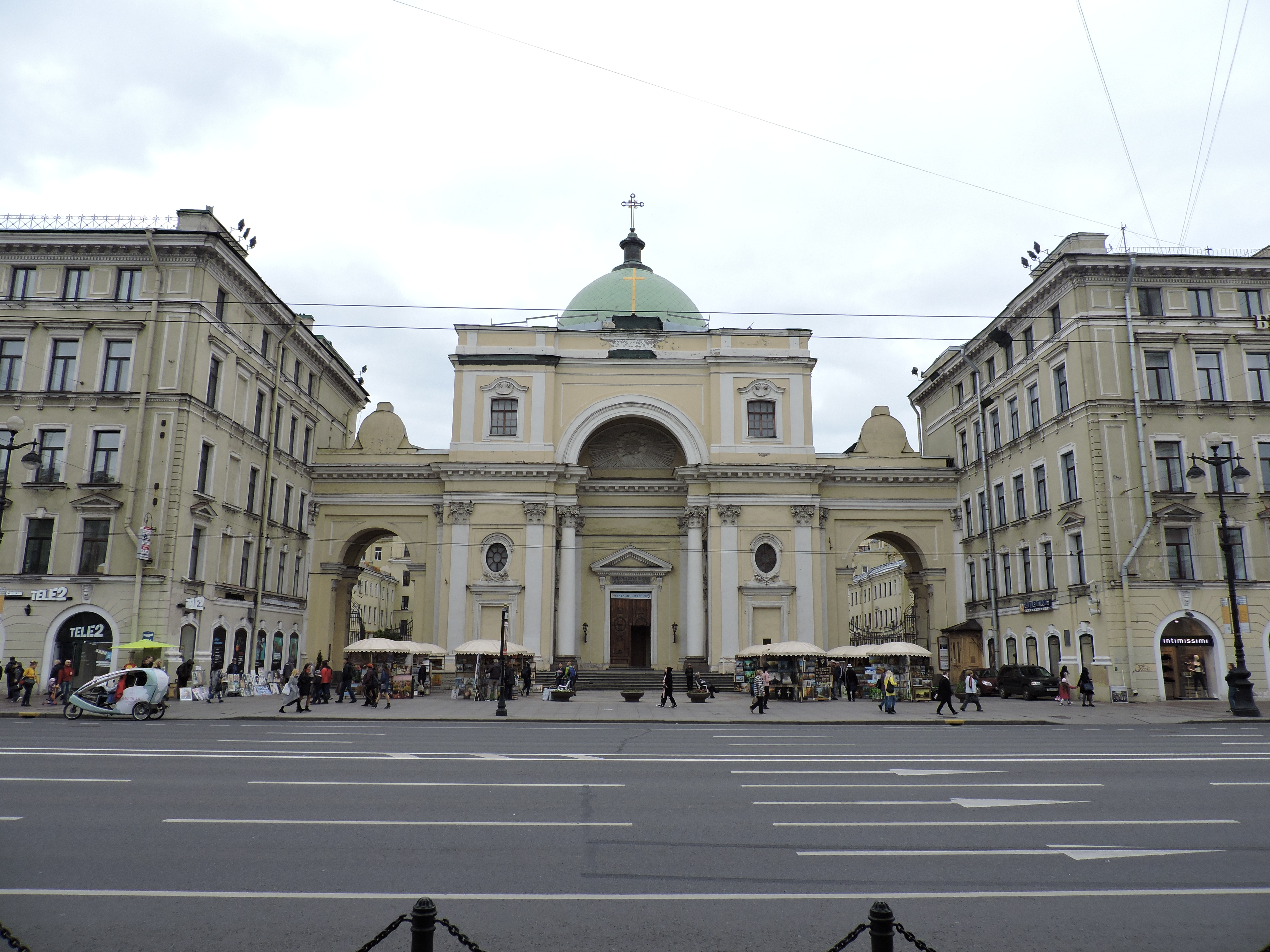
Базилика Святой Екатерины Александрийской (дом 32-34)
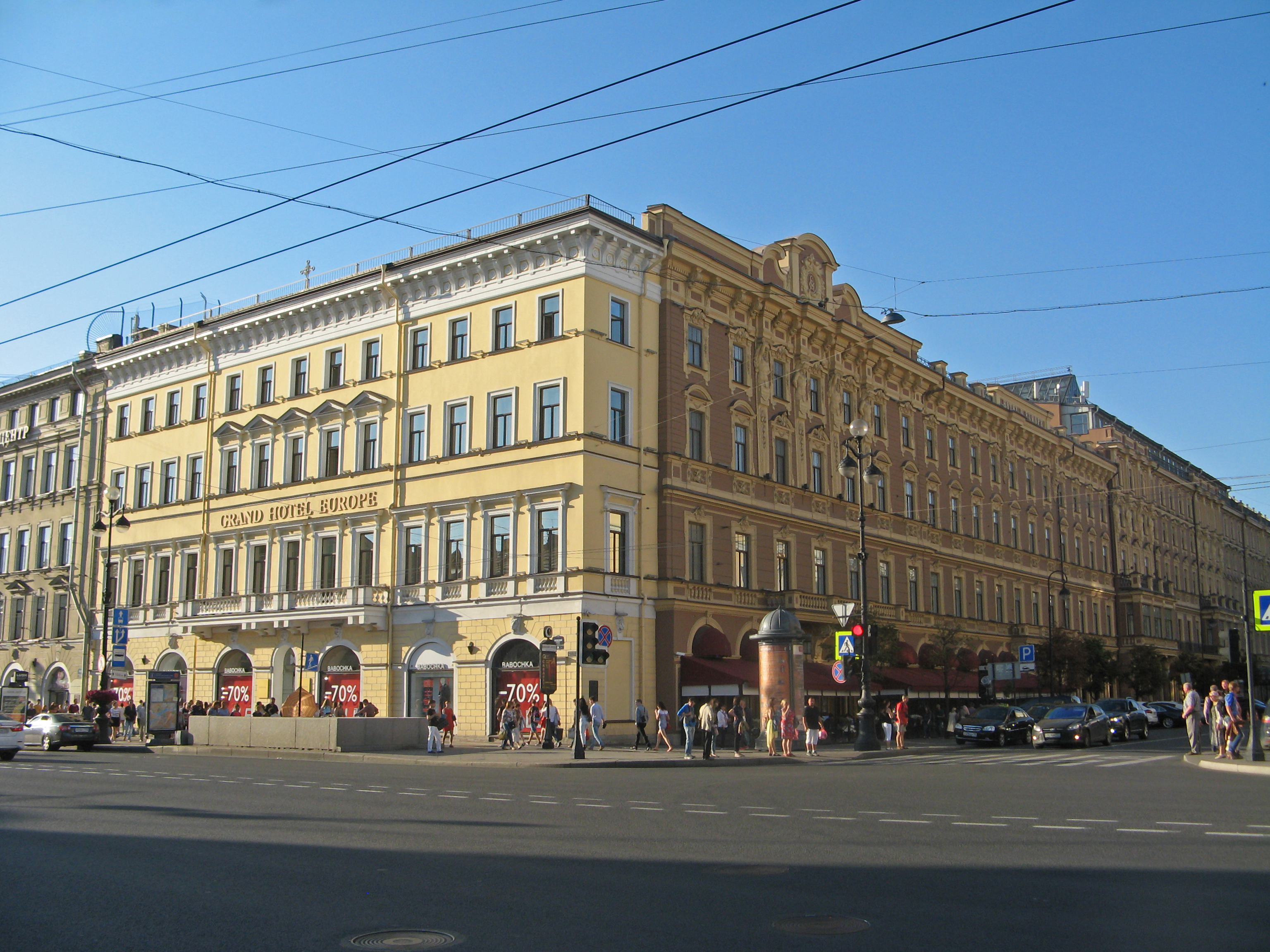
Европейская гостиница (дом 36)

#### Большой Гостиный двор (дом 35)
Большой Гостиный двор. В 1735 году высочайшим позволением отведён участок для торговли по Невской перспективе между нынешними улицами Думская, Садовая и Ломоносова, который к 1740-м годам был застроен деревянными лавкам. В 1761—1785 годах возведён каменный Гостиный двор в стиле классицизм по проекту архитектора Ж. Б. Валлен-Деламота, здание (периметр более километра) занимает целый квартал в форме неправильного четырёхугольника. Снаружи проходят двухъярусные открытые галереи с монотонным ритмом арок и пилястр. Скруглённые углы с двумя парами колонн тосканского ордера образуют мощные пластические акценты, центр главного фасада по Невскому проспекту выделен четырёхколонным портиком. К концу XVIII века Гостиный двор вмещал 147 лавок, объединённых в линии по четырём сторонам здания. На Невской линии велась мануфактурная, галантерейная, парфюмерная и книжная торговля. В результате реконструкции 1955—1967 годов изолированные прежде магазины превращены в сквозную анфиладу. В 1967 году в левом углу здания открылась встроенная станция метро «Гостиный двор». Универмаг «Большой Гостиный двор» остаётся крупнейшим в Петербурге.

#### «Европейская гостиница» (дом 36)
Дом А. С. Рогова, или «Европейская гостиница». В начале XIX века участок на углу Невского проспекта и современной Михайловской улицы (дом № 1) перешёл купцу А. С. Рогову, где он в 1825 году построил доходный четырёхэтажный дом по проекту архитекторов П. И. Габерцеттеля и А. И. Мельникова. В доходном доме Рогова находился Михайловский трактир. После пожара 1871 года дом купило акционерное общество «Европейская гостиница». В 1949 году на первом этаже открылся ресторан «Восточный», с 1967 года получивший название «Садко». Как и здание на противоположной стороне Михайловской улицы, этот дом оформлен пилястровыми портиками и составляет продолжение ансамбля Михайловской площади.

#### Императорская Публичная библиотека (дом 37)
Императорская Публичная библиотека, или Российская Национальная Библиотека. Здание Императорской Публичной библиотеки построено в 1796—1801 годах на углу Невского проспекта и Садовой улицы по проекту архитектора Е. Т. Соколова в стиле классицизм. Плавно изогнутая по дуге часть здания скрадывает тупой угол квартала. Рустованный нижний этаж обработан неглубокими нишами с полуциркульными завершениями, напоминающими мотив аркады. С 1932 года библиотека называется Государственной Публичной библиотекой им. М. Е. Салтыкова-Щедрина, с 1993 года — Российской национальной библиотекой.

#### Дом Н. А. Строганова (Волжско-Камский банк) (дом 38)
Дом Н. А. Строганова, или здание Волжско-Камского коммерческого банка. В 1834—1839 годах архитектор П. П. Жако реализовал проект Росси, построив протяжённое здание в классическом стиле для графини Н. П. Строгановой. В 1881 году сюда вселилось правление Волжско-Камского коммерческого банка, для этого архитектор Г. Б. Пранг переделал первый этаж. В советское время в доме располагались Коммунальный банк РСФСР, сберкасса, магазин «Самоцветы». В 1990-е годы здание было передано Промышленно-строительному банку. С 2004 года здесь находится бизнес-центр «Невский, 38» с обширным атриумом.

#### Памятник Екатерине II
Памятник Екатерине II на площади Островского, освящённый в 1873 году, в сооружении которого приняли участие Михаил Микешин, Матвей Чижов, Александр Опекушин и Давид Гримм. Вокруг фигуры императрицы высотой 4,35 м расположены фигуры видных деятелей екатерининской эпохи: фельдмаршал Пётр Румянцев-Задунайский, государственный деятель Григорий Потёмкин и полководец Александр Суворов обращены лицом к Невскому проспекту, поэт Гавриил Державин и президент Российской академии Екатерина Дашкова — к Аничкову дворцу, князь Александр Безбородко и президент Российской Академии художеств Иван Бецкой — к Публичной библиотеке, полярный исследователь и флотоводец Василий Чичагов и государственный деятель Алексей Орлов-Чесменский — к фасаду Александринского театра. На переднем фасаде памятника помещена бронзовая доска, украшенная атрибутами наук, художеств, земледелия и военного дела. На книге, стоящей среди этих атрибутов, написано слово «закон» и сделана надпись: «Императрице Екатерине ΙΙ в царствование Императора Александра ΙΙ-го 1873 год».

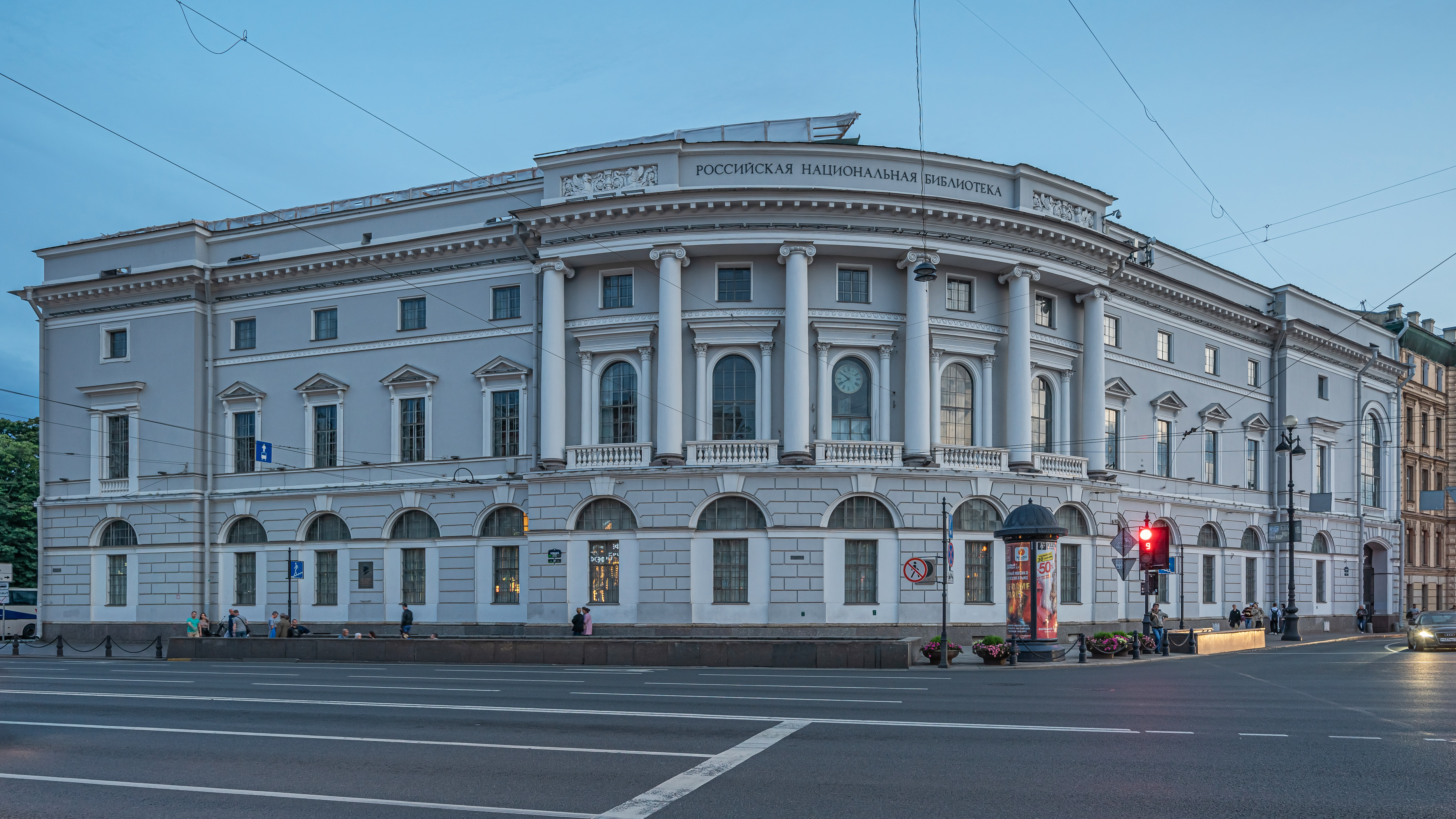
Императорская Публичная библиотека (дом 37)
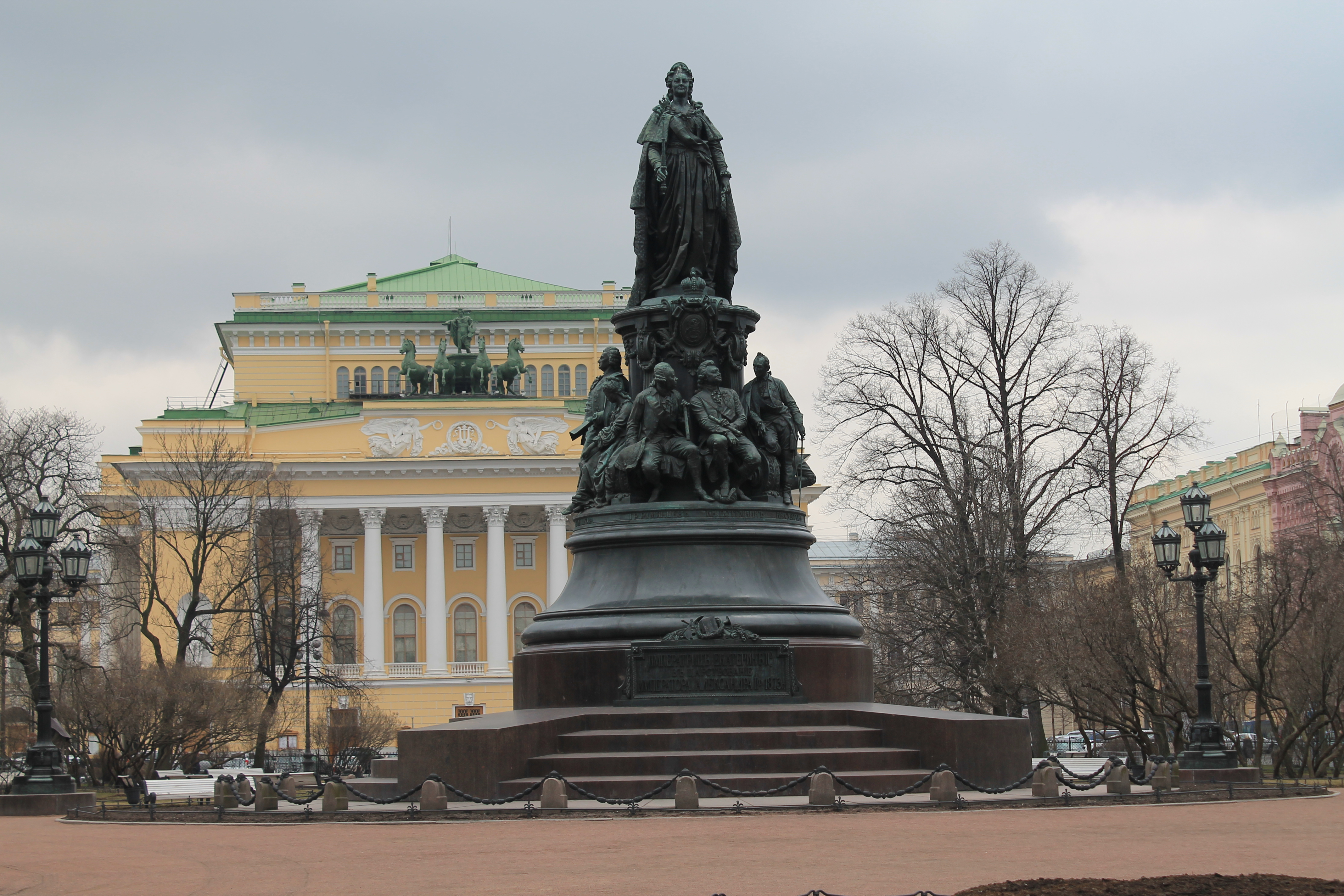
Памятник Екатерине II (площадь Островского) на фоне Александринского театра
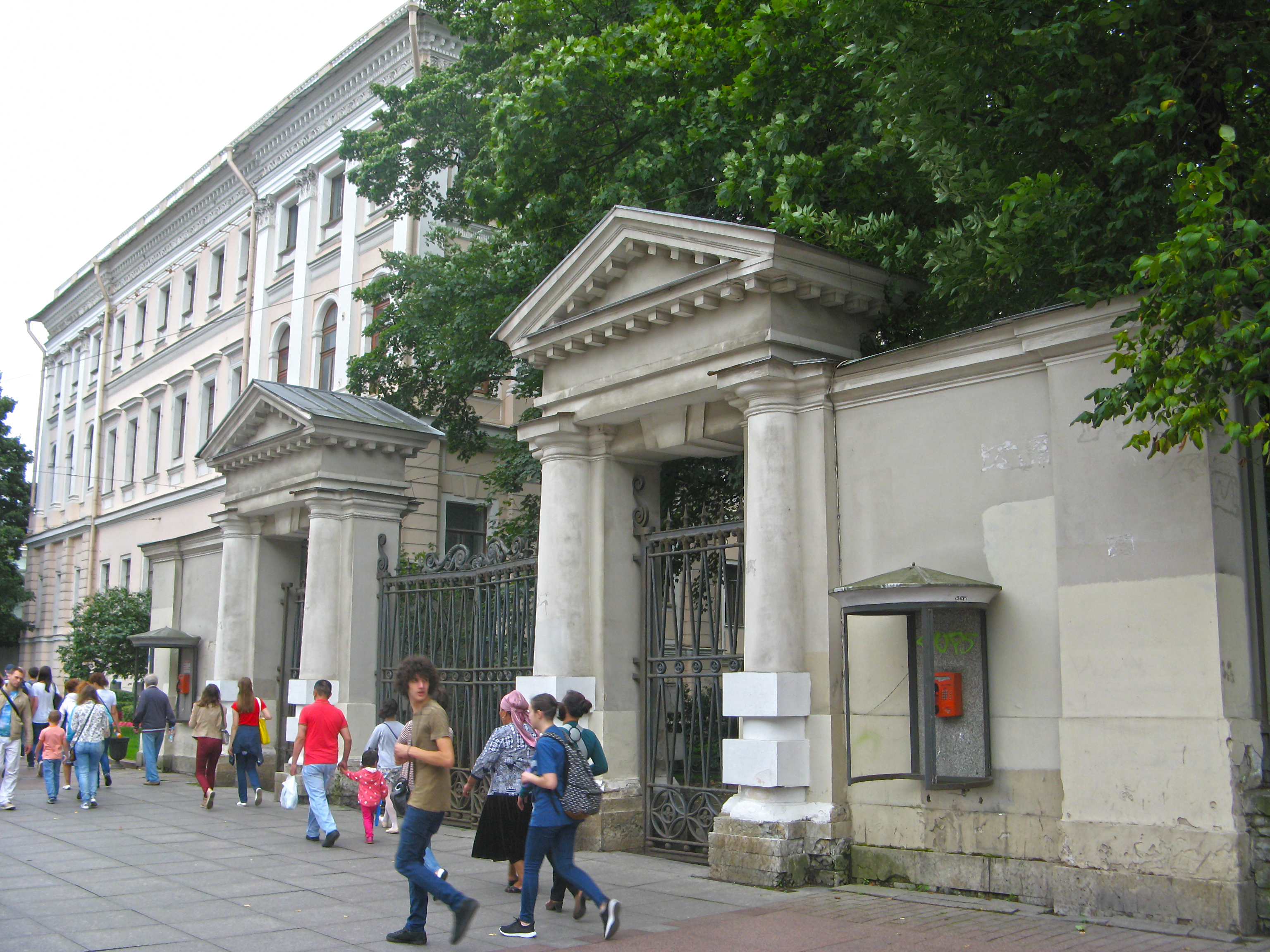
Аничков дворец (Дворец пионеров) (дом 39)
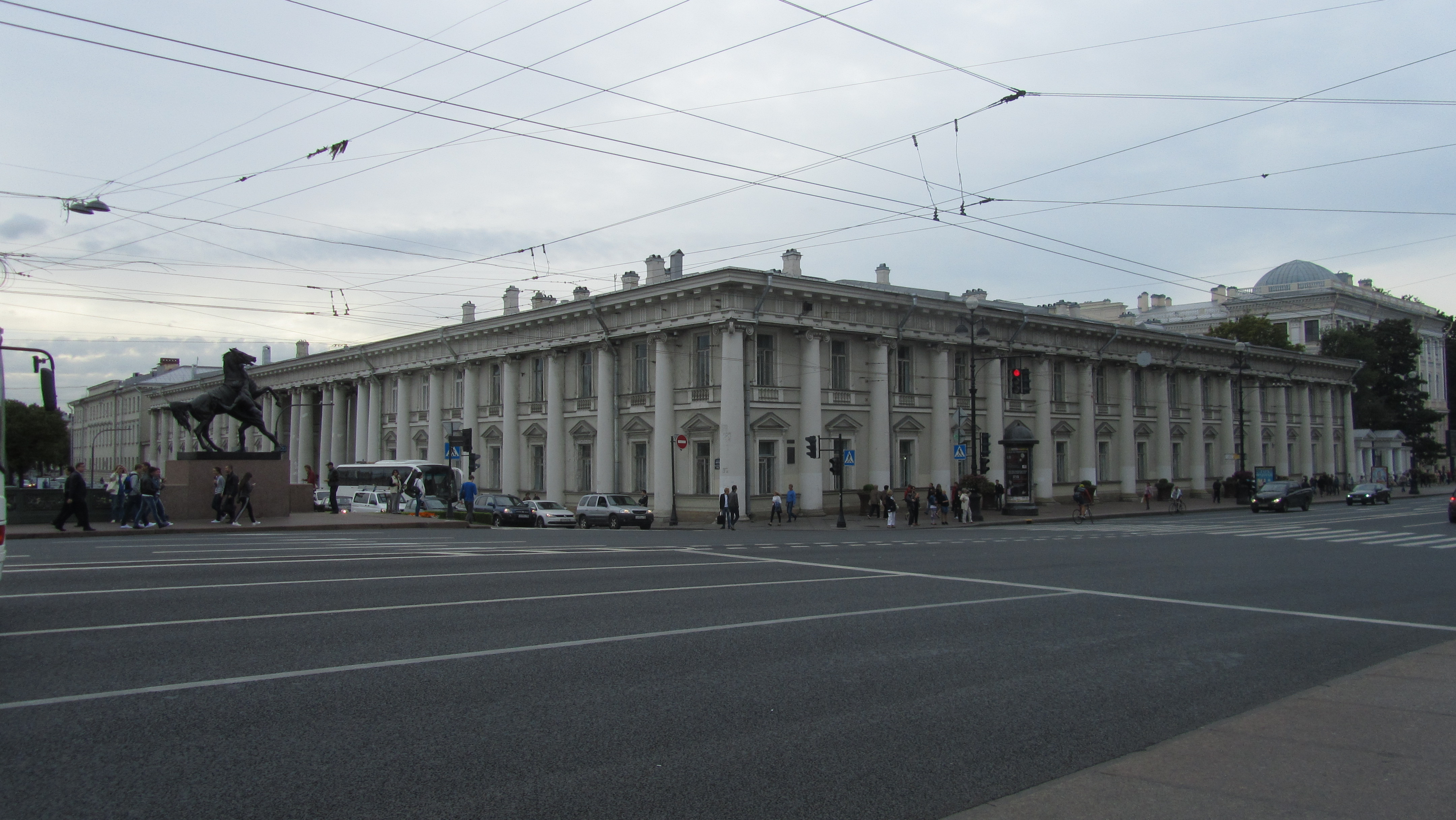
Кабинет Его Императорского Величества

#### Аничков дворец (дом 39)
Аничков дворец, или (Дворец пионеров). В ансамбль на углу Невского проспекта и набережной реки Фонтанки (дом № 31) входят Аничков дворец, Кабинет Его Императорского Величества, здание «Конюшни», а также сад Аничкова дворца. В 1741 году Елизавета Петровна распорядилась начать строительство дворца. Это первый дворец и одно из старейших зданий на Невском проспекте. Строительство начал архитектор М. Г. Земцов, а продолжили архитекторы Г. Д. Дмитриев и Б. Растрелли. В плане здание напоминает растянутую букву «Н». Боковые трёхэтажные крылья соединялись с двухэтажным корпусом, по оси которого выступали трёхэтажные ризалиты. Фасад обогащён многообразными рисунками оконных наличников, пышным убранством фронтонов и парапетов. Главным фасадом дворец обращён к Фонтанке, на Невский выходит стена бокового корпуса. Дворцом в дальнейшем владели граф генерал-фельдмаршал А. Г. Разумовский, президент Академии наук граф К. Г. Разумовский, граф Г. А. Потёмкин, великая княгиня Екатерина Павловна, великий князь Николай Павлович, великий князь Александр Николаевич, императоры Александр III и Николай II, вдовствующая императрица Мария Фёдоровна. В 1803—1805 годах рядом с дворцом возведены двухэтажные корпуса на углу Невского проспекта и набережной Фонтанки. Здания, построенные по проекту архитектора Д. Кваренги, первоначально предназначались для торговых рядов и частично под жильё. Два Г-образных в плане корпуса соединены со стороны набережной открытой колоннадой с попарно сгруппированными ионическими колоннами, объединяющими оба этажа. По первому этажу корпусов проходила открытая аркада. В 1809—1811 годах архитектор Л. Руска приспособил здание для Кабинета Его Императорского Величества. В 1817—1820 годах архитектор К. И. Росси реконструировал усадьбу, перепланировал пейзажный сад, соорудил два небольших одноэтажных павильона. Павильоны соединены строгой и торжественной металлической решёткой с изображением золочёных орлов. После Февральской революции 1917 года дворец был национализирован, в нём работало Министерство продовольствия, в 1918—1935 — Музей города, а с 1936 года — Ленинградский дворец пионеров и школьников (с 1990 года — называется Дворец творчества юных).

#### Армянская апостольская церковь святой Екатерины (дом 40-42)
Армянская апостольская церковь святой Екатерины. Императрица Екатерина II подарила этот участок петербургским армянам в 1770 году для строительства церкви и домов при ней. С 1771 по 1780 годы по проекту зодчего Ю. М. Фельтена одновременно возводились церковь и один из жилых домов. Однокупольное здание Армянской церкви расположено в глубине участка между домами, поставленными по красной линии проспекта. Стройный ионический портик с треугольным фронтоном, лёгкий купол и изысканная лепка придают храму особое изящество. Во фронтоне фасадного портика помещён многофигурный барельеф, посвящённый крещению армян Святым Григорием Просветителем. Второй жилой дом при церкви построен в 1794—1798 годах по проекту архитектора Е. Т. Соколова для коммерсанта и придворного ювелира, коллежского советника И. Л. Лазарева. С 1907 года помещения в доме арендовало «Кафе де Франс», в дальнейшем кондитерская товарищества «Д. И. Абрикосов и сыновья». В 1931 году церковь была закрыта, позже поделена на два этажа, и здесь разместилась декорационная мастерская Театра музыкальной комедии. В советское время в жилых домах при храме находились: Главное управление культуры Ленгорисполкома, контора «Петрогосиздата» (впоследствии «Ленгиза»), военкомат Куйбышевского района Ленинграда, а также театральная касса и почтовое отделение. В 1990 году в нижнем этаже жилого дома открылись ресторан и кофейня «Абрикосов». Храм возвращён армянской общине в 1993 году.

#### Сибирский торговый банк (дом 44)
Сибирский торговый банк, или Дом страхового общества «Россия». В 1778 году для камердинера Н. С. Козлова здесь выстроен трёхэтажный дом. В 1779 году был надстроен четвёртый этаж, а в 1858 году — пятый. С 1870-х годов на первом этаже здания располагалась кондитерская О. Ф. Андреева, с начала XX века ставшая кафе «Централь». С 1880-х до 1900-х годов участок находился в собственности страхового общества «Россия». В 1908—1910 годах старое здание кардинально перестроено по проекту архитекторов Б. И. Гиршовича и М. С. Лялевича для Сибирского торгового банка. Фасад надстроенного лицевого корпуса облицован серым гранитом, основная часть объединена пилястрами и завершена широким трапециевидным фронтоном с мужскими фигурами, выполненными скульптором В. В. Кузнецовым. С 1920-х годов в здании работал Ленинградский Государственный Всесоюзный Судостроительный Трест (Судотрест), затем институт «Гражданпроект», а с 1990-х годов — строительная компания «XX трест». В 1936 году открылось кафе «Норд» с кондитерской в нижнем этаже (с 1951 года «Север»). В 2003 году здесь была открыта торговая галерея «Гранд-Палас», образовавшая новый «пассаж» вместе с корпусами на смежном участке.

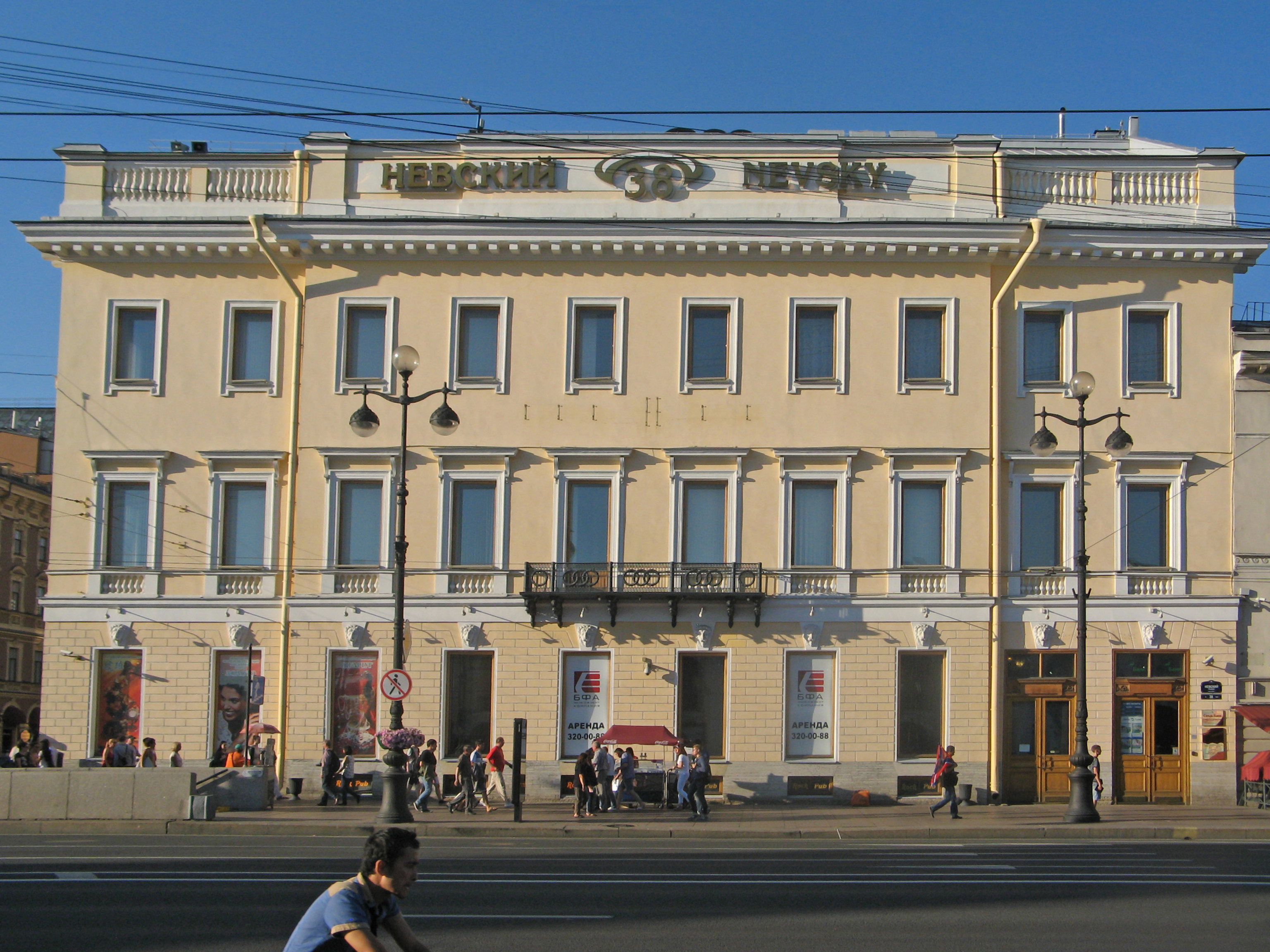
Дом Н. А. Строганова (Волжско-Камский коммерческий банк) (дом 38)
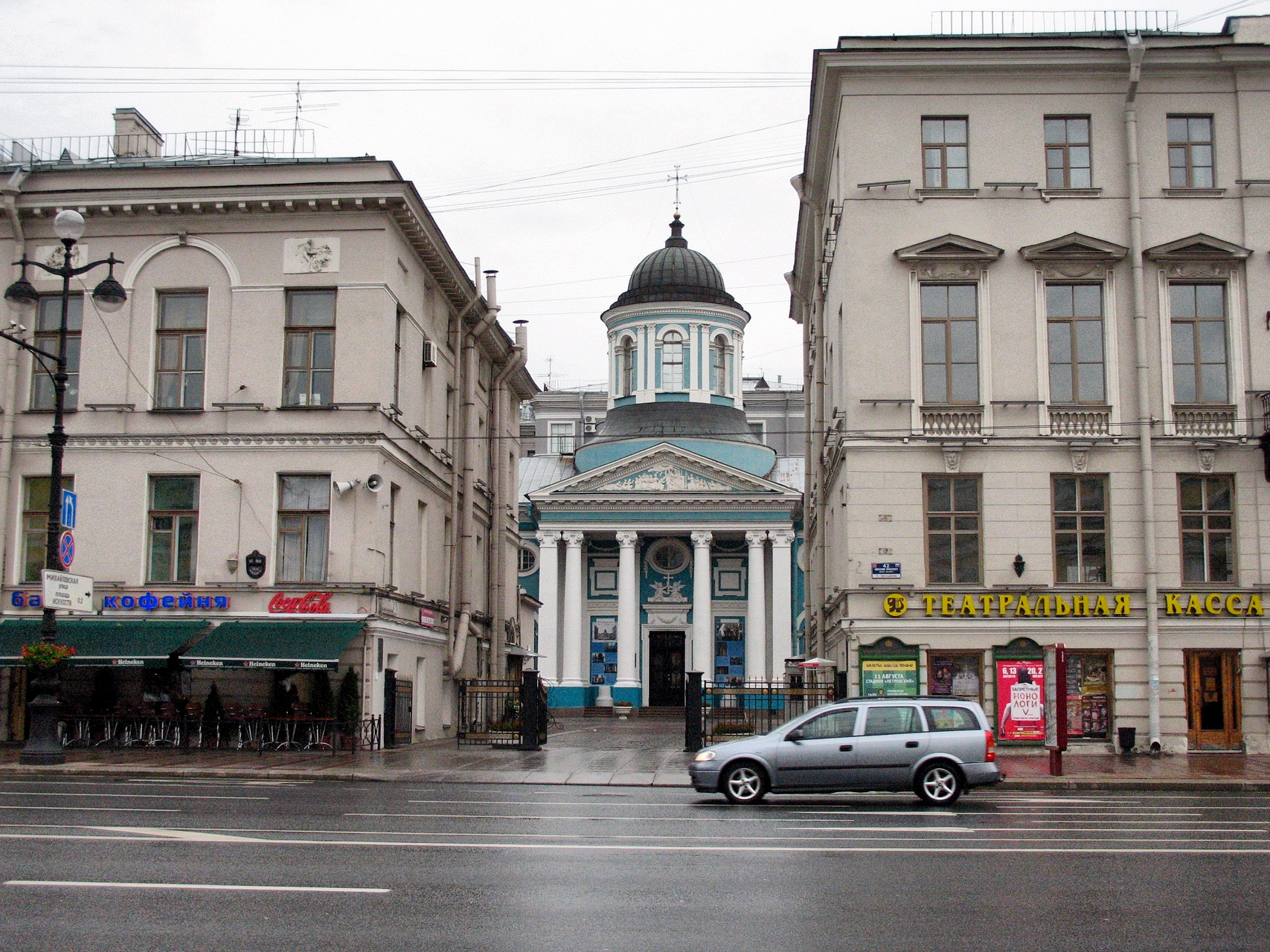
Армянская апостольская церковь святой Екатерины (дом 40-42)
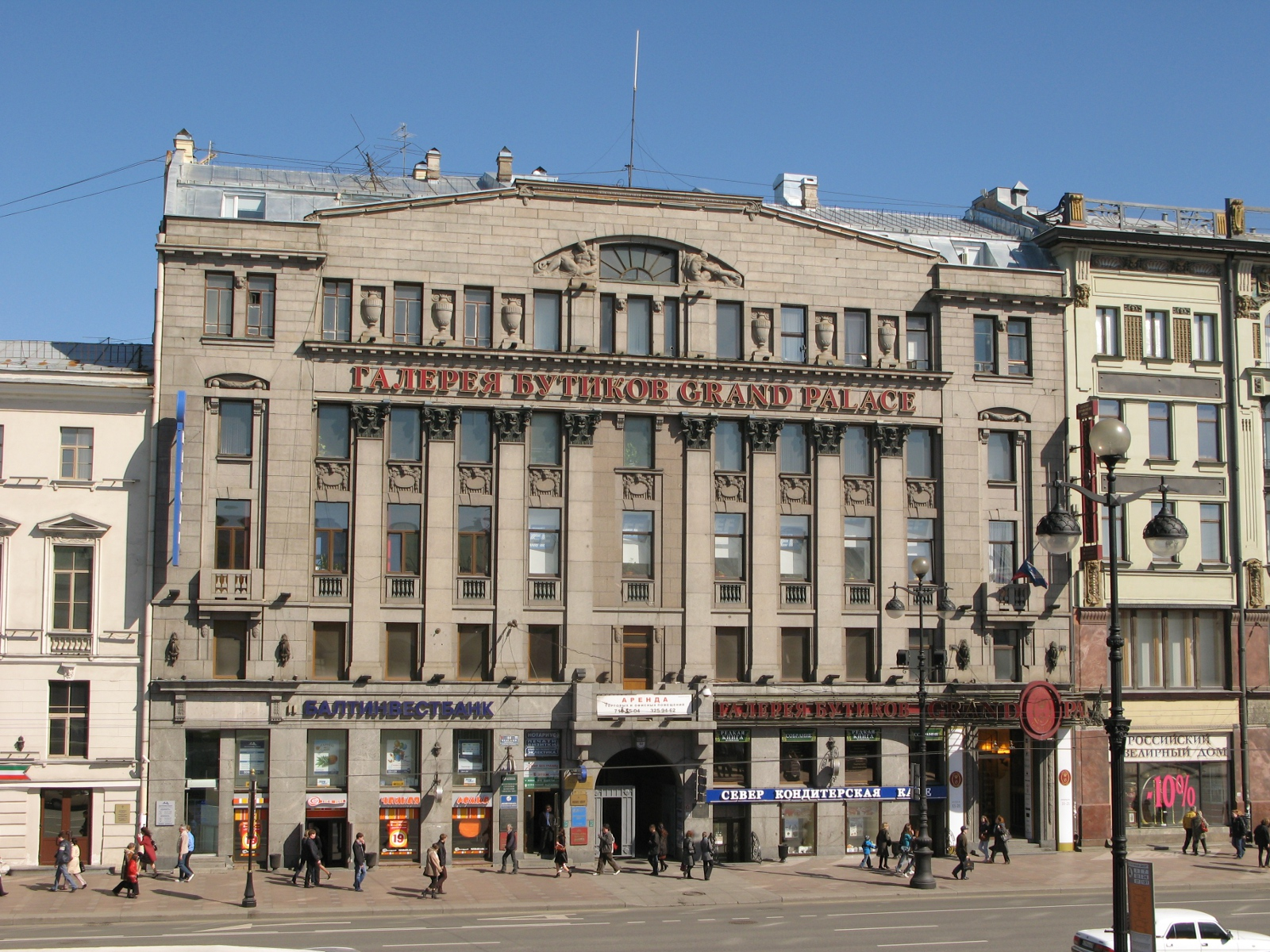
Сибирский торговый банк (дом 44)
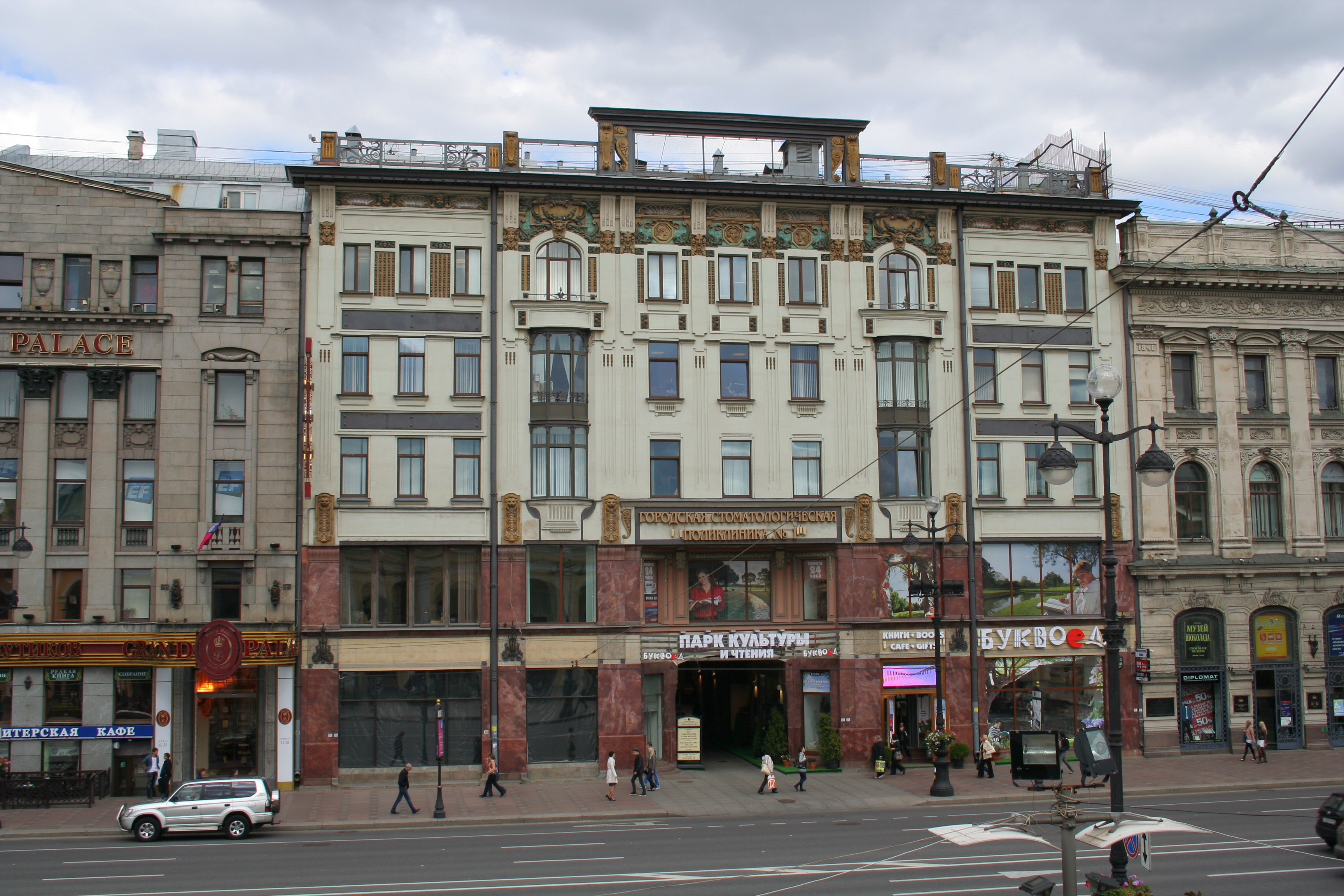
Московский купеческий банк (дом 46)

#### Московский купеческий банк (дом 46)
Московский купеческий банк, или 1-я Городская стоматологическая поликлиника. Здание в стиле модерн по проекту Л. Н. Бенуа в 1901—1902 годах возведено для Петербургского отделения Московского купеческого банка. Нижняя часть здания раскрыта широкими «лежачими» окнами-витринами, простенки между которыми облицованы валаамским гранитом, выше устроены трёхгранные стеклянные эркеры. В здании размещалась зубоврачебная лечебница-школа И. А. Пашутина. В советское время её преемницей стала Центральная стоматологическая поликлиника, с 1954 года — Стоматологическая поликлиника № 1. В 1930-е годы в здании открылось кафе самообслуживания «Нева», одно из первых в Ленинграде, затем появился одноимённый ресторан (с 1997 года — ресторан и казино «Голливуд»).

#### Пассаж (дом 48)
Пассаж. В 1845 году граф Я. И. Эссен-Стенбок-Фермор приобрёл два смежных участка по Невскому проспекте и Итальянской улице (дом № 19), где в 1846—1848 годах по проекту архитектора Р. А. Желязевича возведено новое трёхэтажное здание Пассажа. Главный фасад по проспекту был выдержан в характере неоренессанса, первый этаж раскрыт арочными проёмами, два яруса обработаны пилястрами тосканского и композитного ордеров. В 1922 году превратился в кооперативное предприятие Петроградского единого потребительского общества «Универсаль Пассаж», с 1933 года — в государственный универмаг, а с 1961 года — в «Пассаж» — первый в СССР универмаг для женщин.

#### Дом Демидовых (Абрама Ушакова) (дом 54)
Дом Демидовых (Абрама Ушакова) (ул. Малая Садовая, 3) — памятник архитектуры. Перестроен в 1882—1883 годах по проекту Павла Сюзора. В 1908 году в доме разместилась мастерская фотографа Карла Буллы. В 1930ых годах в доме находился магазин электротехнических изделий. В 2002 году на доме установлен памятный знак «Блокадный репродуктор».

#### Елисеевский магазин (Театр комедии имени Н. П. Акимова) (дом 56)
Елисеевский магазин, или Театр комедии имени Н. П. Акимова. В 1898 году участок на углу Невского проспекта и Малой Саловой улицы (дои № 8) купил купец 1-й гильдии, глава торгового товарищества «Братья Елисеевы» Г. Г. Елисеев, где в 1902—1903 годах было возведено угловое здание с театром и главным магазином товарищества Елисеевых в Петербурге. Архитектор Г. В. Барановский построил здание в стиле модерн конструктивной основой которого служит протокаркасная система: мощные пилоны и металлические балки. Главный фасад почти полностью раскрыт гигантской аркой с огромными витражами контрастно сочетающимися с массивной гранитной облицовкой, традиционным рустом и аллегорическими скульптурами, символизирующими торговлю и промышленность, искусства и науки. В 1904 году на втором этаже начал действовать театрально-концертный зал, в котором выступали: театр «Невский фарс», Антреприза В. Лин и «Современный театр». После национализации в 1918 году гастроном на первом этаже здания официально именовался «Гастроном № 1 „Центральный“». В советское время в театрально-концертном зале размещались театры «Гротеск», Малый драматический, «Музкомедия», а с 1929 года — Государственный театр сатиры (с 1931 года — «Ленинградский театр сатиры и комедии», сейчас — Санкт-Петербургский театр комедии имени Н. П. Акимова).

#### Международный коммерческий банк (дом 58)
Международный коммерческий банк приобрёл участок в 1896 году, где к 1898 году было построено здание в эклектическом стиле по проекту архитекторов С. А. Бржозовского и С. И. Кербедза. Фасад с пилястрами в верхней части облицован светло-серым доломитовым мрамором. С 1924 года здесь размещается Дом научно-технической пропаганды общества «Знание», с 1990-х годов — «Альфа-банк». С 2013 года зданием владеет «Газпром», который разместил здесь Центральный производственно-диспетчерский департамент корпорации.

#### Дом Глазуновых (дом 60)
Построен в 1858 году. Архитектор Егор Винтергальтер. В 1913 году во дворе по проекту Василия Шауба было возведено здание кинематографа «Пикадилли» на 700 зрителей. С 1932 года — кинотеатр «Аврора». Включен в реестр объектов культурного наследия.

#### Санкт-Петербургско-Азовский коммерческий банк (Русско-Азиатский банк) (дом 62)
Санкт-Петербургско-Азовский коммерческий банк, с 1910 года — Русско-Азиатский банк. Новое здание банка на участке, приобретённом в 1895 году Санкт-Петербургско-Азовским коммерческим банком, было построено по проекту архитектора Б. И. Гиршовича в 1898 году. Фасад в стиле поздней классицистической эклектики, облицован радомским песчаником, арочные и парные окна чередуются с пилястрами, асимметричная композиция, левый ризалит завершён «барочным» аттиком с волютами и лучковым фронтоном, в котором помещена маска Меркурия. В 1902 году Санкт-Петербургско-Азовский коммерческий банк обанкротился и здание перешло к Северному банку (с 1910 года — к Русско-Азовскому банку). С 1925 года в здании размещался «Ленжилпромкомплект». С 1930-х годов здесь находились Центральное отделение Ленинградской областной конторы Госбанка, Куйбышевское отделение Жилсоцбанка, Филиал Сбербанка № 148, Почтовое отделение № 62. В 2000 году дом приспособлен под крупный магазин одежды «Невский подиум». В 2003—2008 годах помещения переданы магазину «Дом книги», на время ремонта дома «Зингера». С мая 2010 по май 2015 в этих помещениях размещался магазин одежды Zara, рядом — магазин «Музей шоколада».

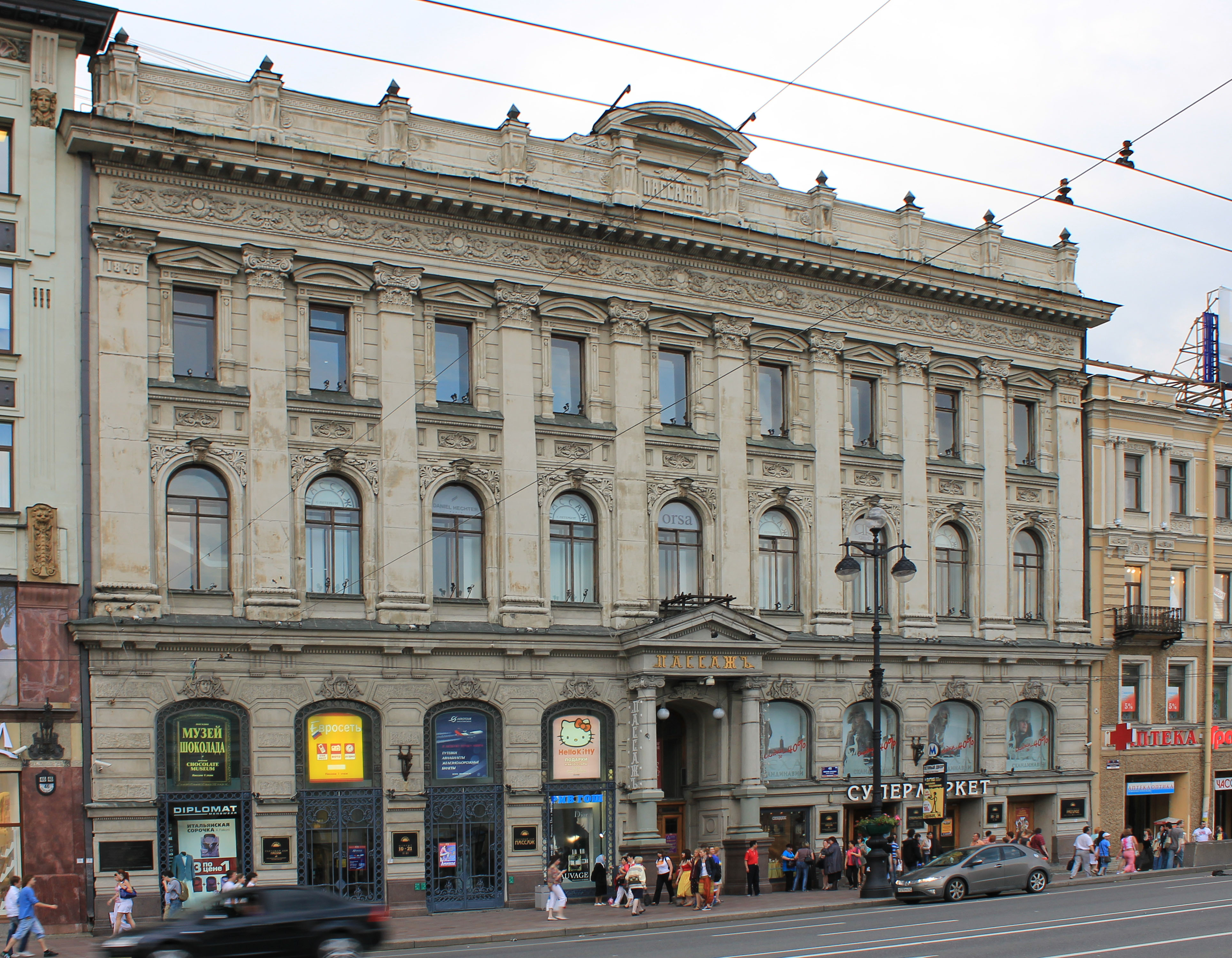
Пассаж (дом 48)
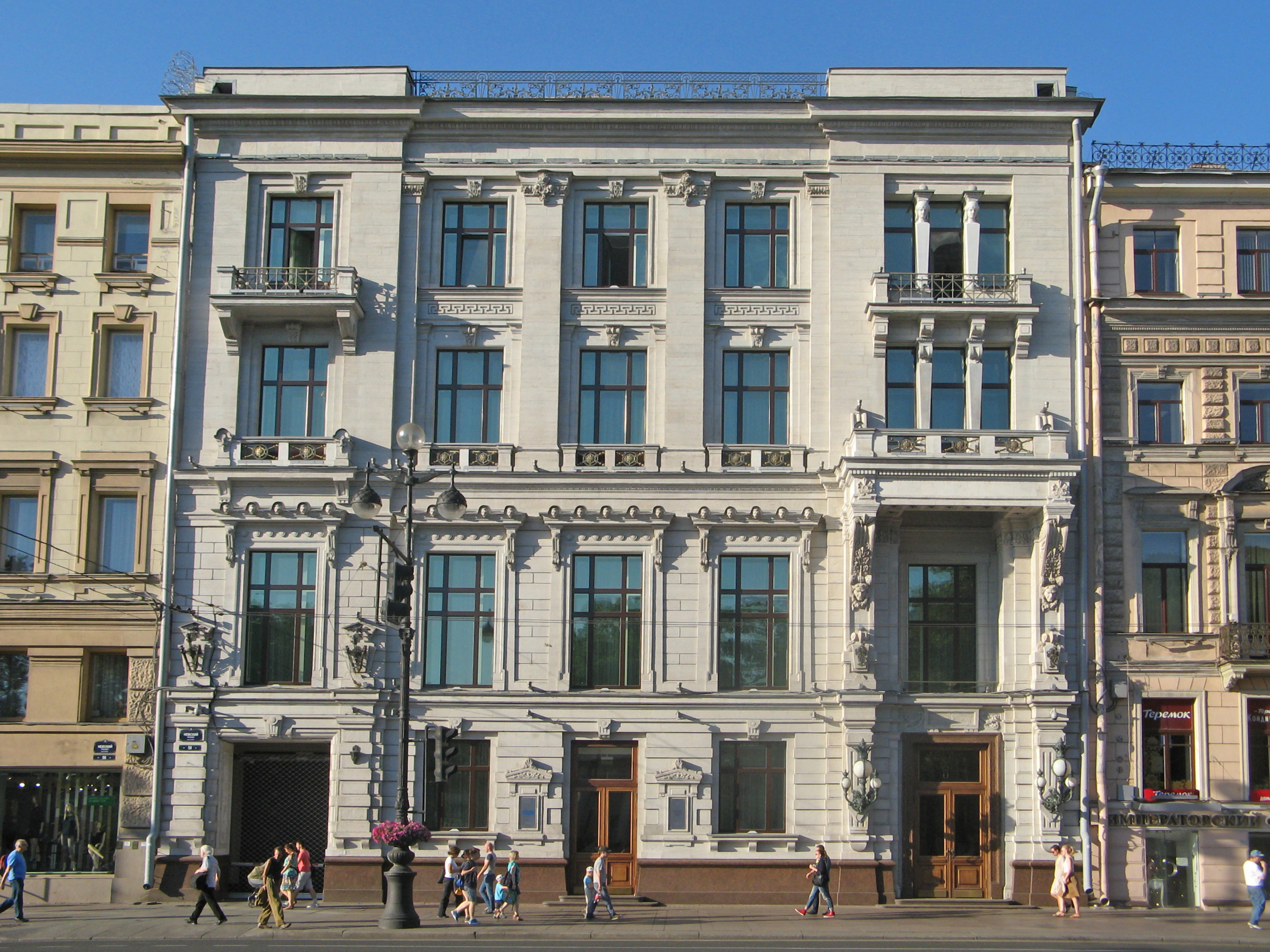
Международный коммерческий банк (дом 58)
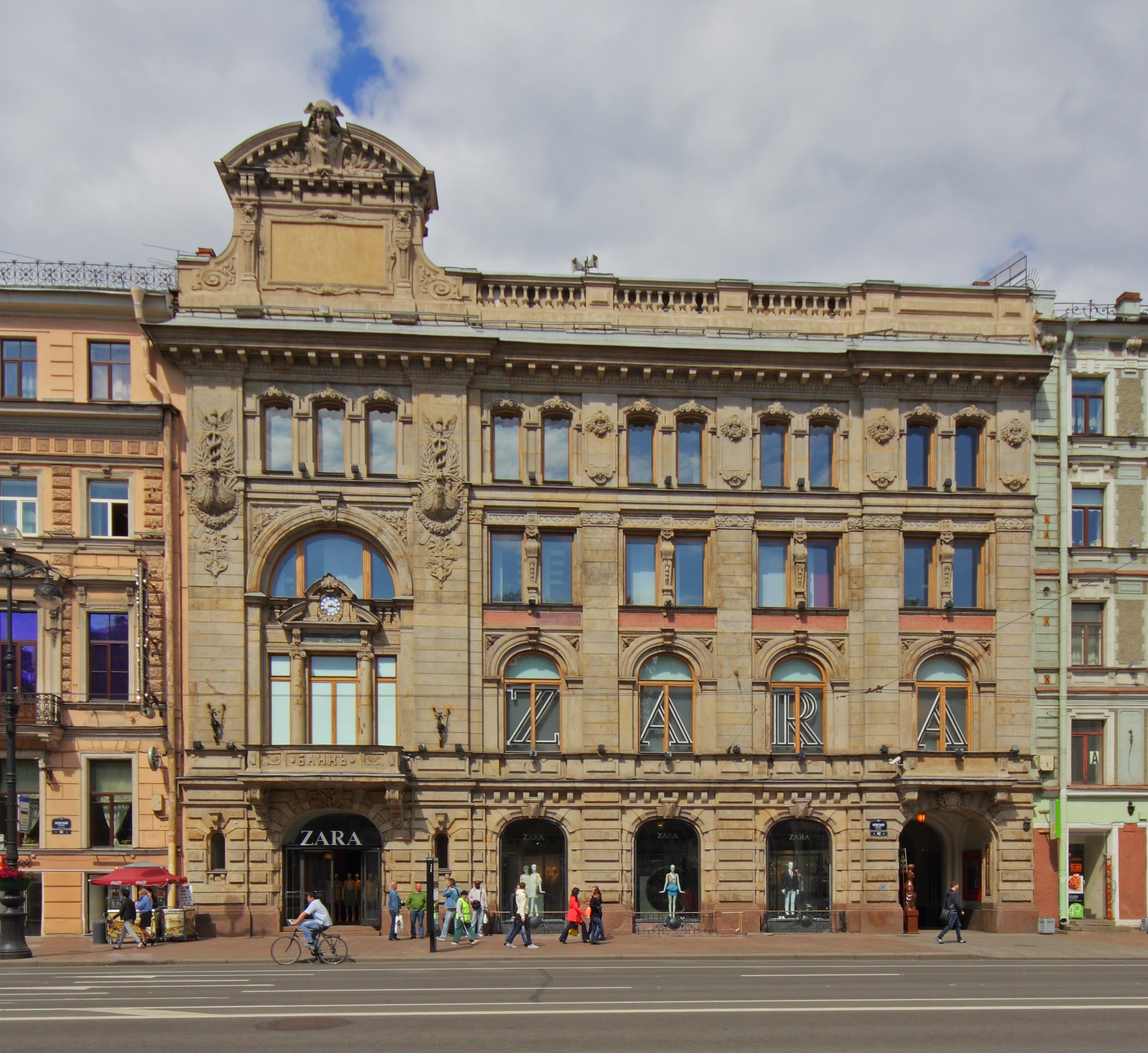
Санкт-Петербургско-Азовский коммерческий банк (Русско-Азиатский банк) (дом 62)
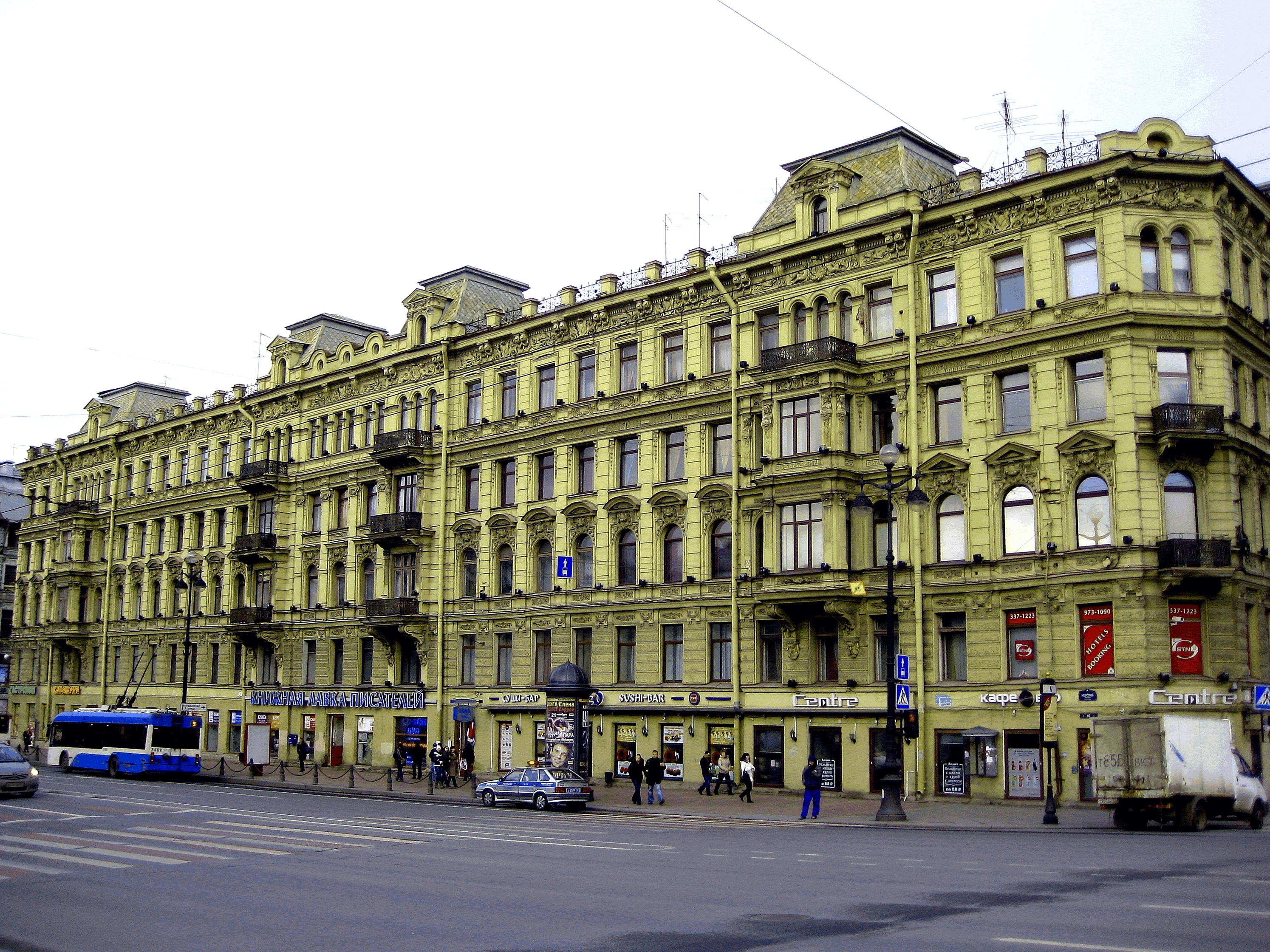
Дом купца Шарова (Доходный дом П. И. Лихачёва) (дом 66)

#### Дом купца Шарова (Доходный дом П. И. Лихачёва) (дом 66)
Дом купца Шарова, или Доходный дом П. И. Лихачёва. Трёхэтажный каменный дом на участке Невского проспекта между Караванной улицей (дом № 28) и набережной реки Фонтанки (дом № 29) был построен в 1799—1806 годах для новоладожского купца П. И. Шарова. В 1877—1878 годах новый домовладелец П. И. Лихачёв по проекту архитектора А. В. Иванова перестраивает дом для сдачи внаём меблированных комнат. Здание приобрело черты, характерные для зрелой эклектики: рустика, лопатки и пилястры, разнообразные наличники, пышный фриз и множество лепных деталей, в боковых частях — эркеры, балконы и шатровые крыши. На углу Караванной улицы ещё с советских времён работает булочная кондитерская. В годы после революции в первом этаже здания находился Дом детской и юношеской книги, а в 1934 году открылся салон-магазин «Книжная лавка писателей».

С 1820-х годов в здании (вход с угла) находилась аптека (в те годы — «Аничковская», с 1925 года некоторое время носила имя Урицкого). Закрылась в сентябре 2021 года.

### От Фонтанки до площади Восстания

#### Дворец Белосельских-Белозерских (дом 41)
Дворец Белосельских-Белозерских. Участок со стоящим там домом на углу Невского проспекта и набережной реки Фонтанки купила княгиня А. Г. Белосельская, на котором архитектор Ф. И. Демерцов построил в 1799—1800 годах первый трёхэтажный дворец со скромным фасадом в классическом стиле. В 1847—1848 годах дворец был перестроен архитектором А. И. Штакеншнейдером и приобрёл современный вид. Фасаду дворца в стиле барокко свойственна монументальность и утончённость, выдержанность заданного стиля. Нижний ярус рустован, в верхнем плоскость стены оттеняет пластику архитектурных форм, полуфигуры атлантов поддерживают пучки колонн и пилястр, отмечают основные членения, наличники окон второго этажа с лепными деталями, изящны ажурные решётки балконов. С 1894 года дворцом владеет великий князь Сергей Александрович, а с 1905 года — великий князь Дмитрий Павлович. С 1919 по 1991 годы в здании размещались Куйбышевский райком КПСС и райком ВЛКСМ. С 1991 года дворец был превращён в Петербургский (первоначально — Муниципальный) культурный центр.

#### Дом генерала-майора И. И. Ростовцева (дом 45)
Дом 45 / Ул. Рубинштейна, д. 2 — архитектор Андрей Гун. Построен в 1875—1877 годах, стиль эклектика. Позднее домом владел основатель сети петербургских и московских булочных Дмитрий Филиппов. В советское время в жоме находилось кафе-автомат. Внесено в реестр объектов культурного наследия.

#### Дом К. П. Палкина (Кинотеатр «Титан») (дом 47)
Дом К. П. Палкина, или Кинотеатр «Титан». Дом на углу Невского и Владимирского проспектов (дом № 1) появился в начале XIX века, в 1873—1874 годах по проекту архитектора А. К. Кейзера расширен и надстроен до четырёх этажей. Во дворе сооружён корпус ресторана «Палкин», который открылся здесь в 1874 году. В 1904—1906 годах по проекту А. С. Хренова здание надстроено пятым этажом. Тогда же на всю ширину тротуара была сооружена терраса. С 1924 году после капитального ремонта в помещениях ресторана стал работать кинотеатр «Титан». В 1934 году здесь состоялась премьера фильма «Чапаев». В 1990-е годы сюда же вернулся ресторан «Палкин».

#### Гостиница А. М. Ушакова (Гостиница «Москва») (дом 49)
Гостиница А. М. Ушакова, или Гостиница «Москва». Первый дом на углу Невского и Владимирского проспектов (дом № 2) был построен в конце XVIII века. В 1850-х годах купцы Ротины открыли в здании гостиницу с рестораном, которые стали называться «Москва». В 1880—1881 годах архитектор П. Ю. Сюзор по заказу нового владельца купца А. М. Ушакова осуществил перестройку четырёхэтажного здания в стиле эклектики. Он заложил проезд во двор со стороны проспекта, обогатил отделку фасадов цепочками рустов и лепными деталями. В угловой части дома в 1903 году было устроено торговое помещение, здесь работал кондитерский, затем — табачный магазин, а в 1964—1980-х годах — кафетерий «Кафе-автомат», ставший местом встреч ленинградского андеграунда и неформалов, и вошедший в историю под народным названием «Сайгон». После реконструкции 1999—2001 годах здание превращено в пятизвёздочную гостиницу «Рэдиссон САС Ройал отель».

#### Доходный дом Александра Чадаева (дом 53)
Построен в 1882 году, архитектор Михаил Андреев. Стиль эклектика. Включен в реестр объектов культурного наследия. В 1907 году одним из основоположников российского кинематографа Александром Дранковым в доме была открыта первая в России фабрика по «выделке кинематографических лент». В 1909—1917 годах в доме располагался театр-комик «Пате», перед революцией — кинематограф «Маяк», в 1925—1927 годах — издательство журнала «Былое», в 1950—1980е годы — редакция журнала «Строительство и архитектура Ленинграда».

#### Дом И. Л. Логинова (дом 61)
Дом по красной линии проспекта был построен в 1849 году по проекту арх-ра А. Х. Пеля для купца И. Л. Логинова. На владении к тому моменту уже стояли три дворовых флигеля. В начале 1900-х участок выкупил владелец дома № 51 по Невскому В. И. Соловьёв, по его заказу здания объединили, создав внутренний переход на уровне третьего этажа.

#### Дом Тульского поземельного банка (дом 63)
Построен в 1878 году по проекту Павла Сюзора. Мезонин с купоолом отсылает к архитектуре XVII—XVIII вв. В доме жил писатель Николай Лесков. В 2023 году включен в список объектов культурного наследия.

#### Доходный дом банкира Генриха Блокка (дом 65)
Доходный дом банкира Генриха Блокка был построен в начале XX века на основе более раннего здания (1833—1834 годов) по проекту Леонида Фуфаевского.

#### Дом Сухозанета (Дом журналиста) (дом 70)
Дом И. О. Сухозанета, или Петербургское купеческое общество, или Дом журналиста. В начале XIX века на этом участке был построен двухэтажный каменный дом, который в конце 1820-х годов перешёл к генералу от артиллерии И. О. Сухозанету. В 1830-х годах генерал заказал архитектору Д. И. Квадри проект дома в классическом стиле. В 1864 году здание выкупило Петербургское купеческое общество. Для него в 1864—1866 годах по проекту В. В. Штрома проведена реконструкция здания. Классический фасад был утрачен, сооружён балкон третьего этажа. В советское время в здании работал институт «Союзтрансмашпроект», а в 1972 году передано Дому журналиста.

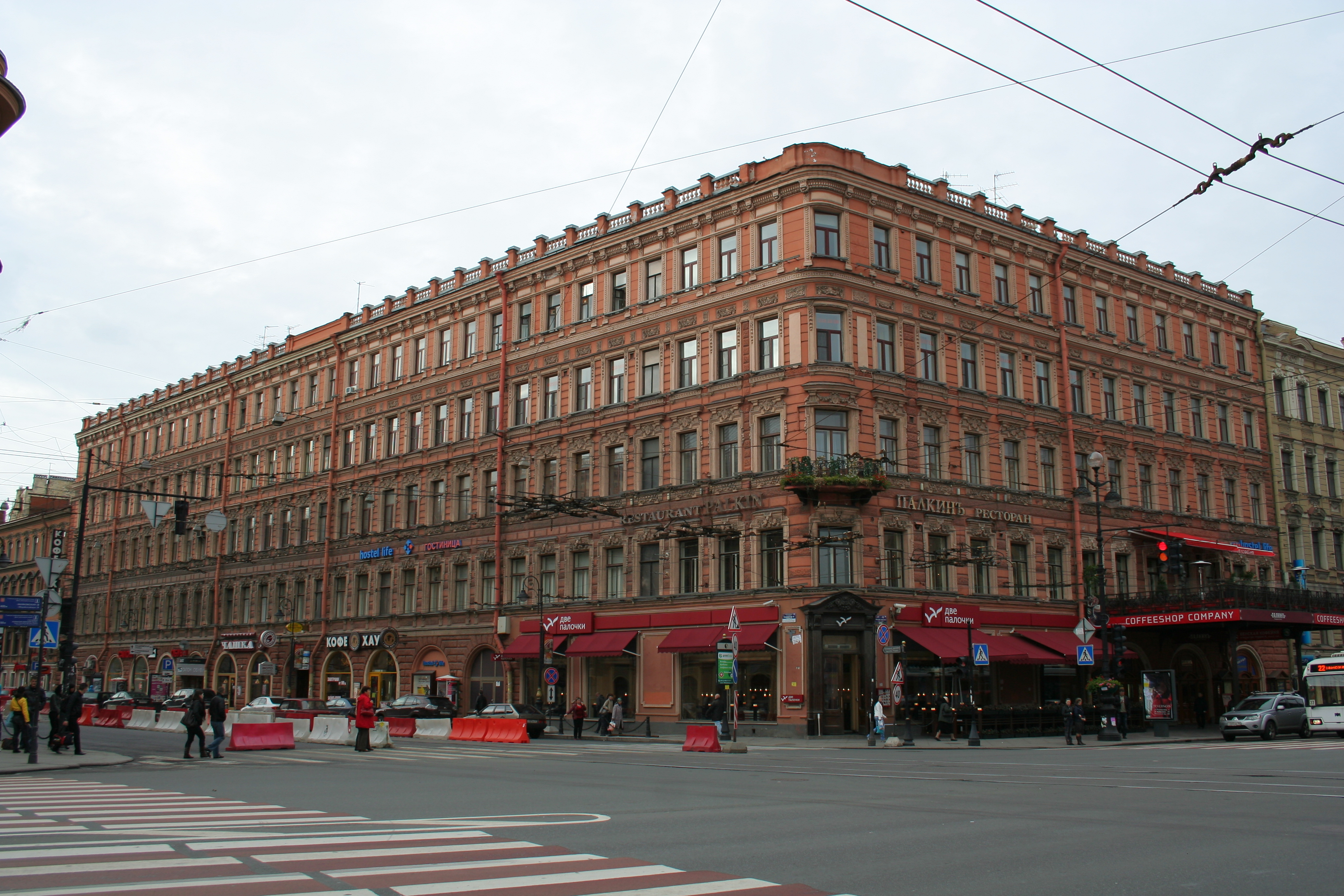
Дом К. П. Палкина (Кинотеатр «Титан») (дом 47)
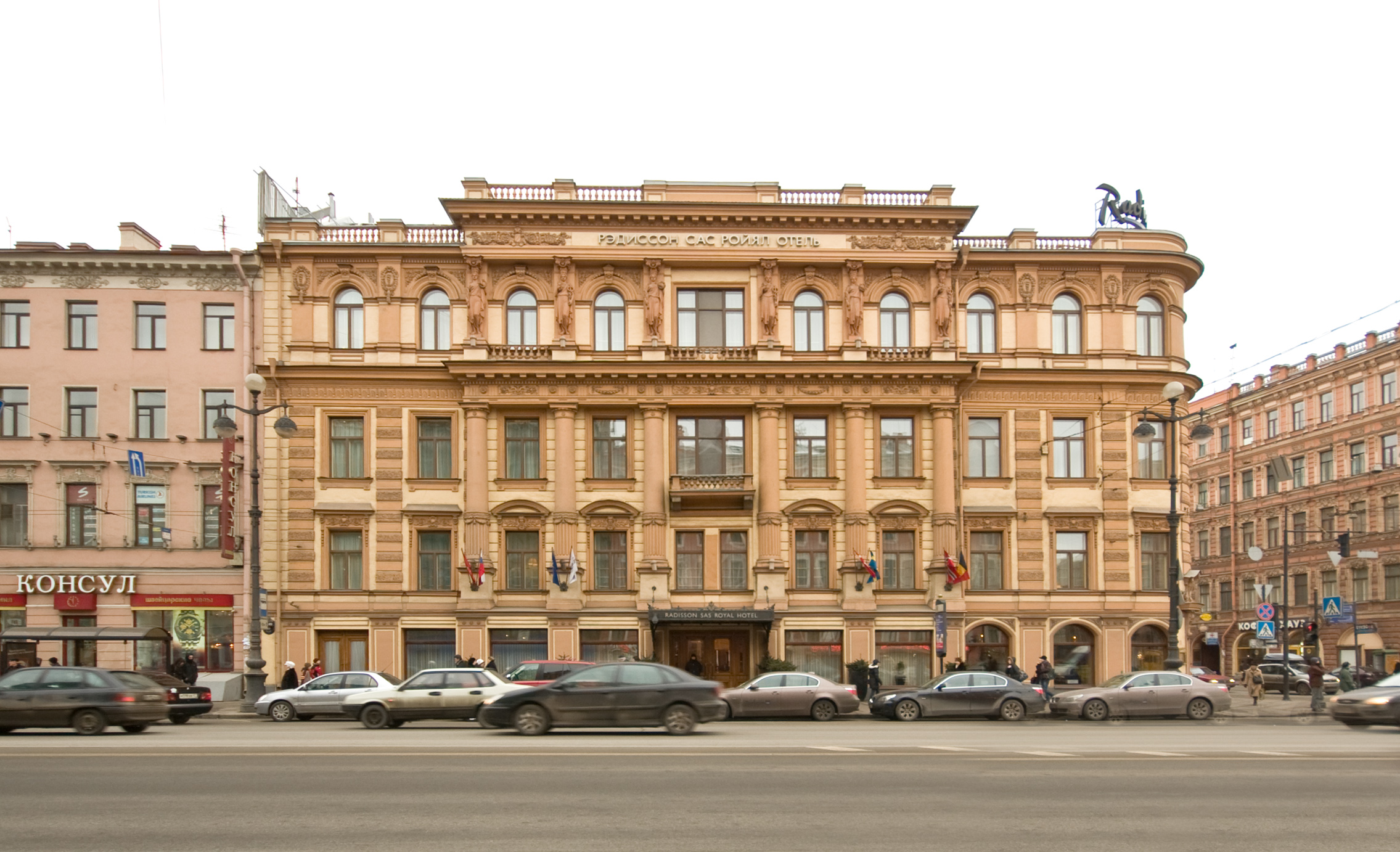
Гостиница А. М. Ушакова (Гостиница «Москва») (дом 49)
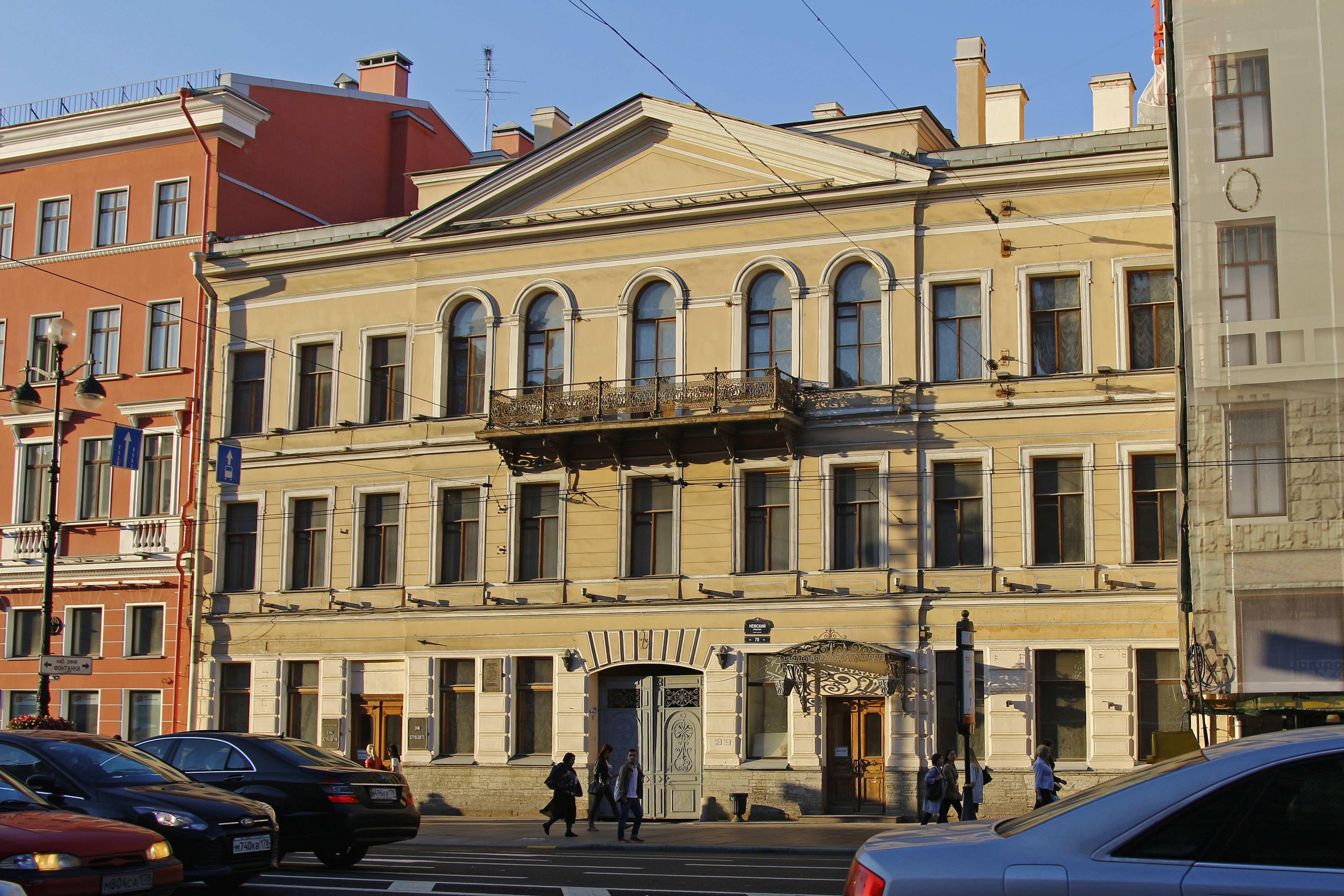
Дом Сухозанета (Дом журналиста) (дом 70)
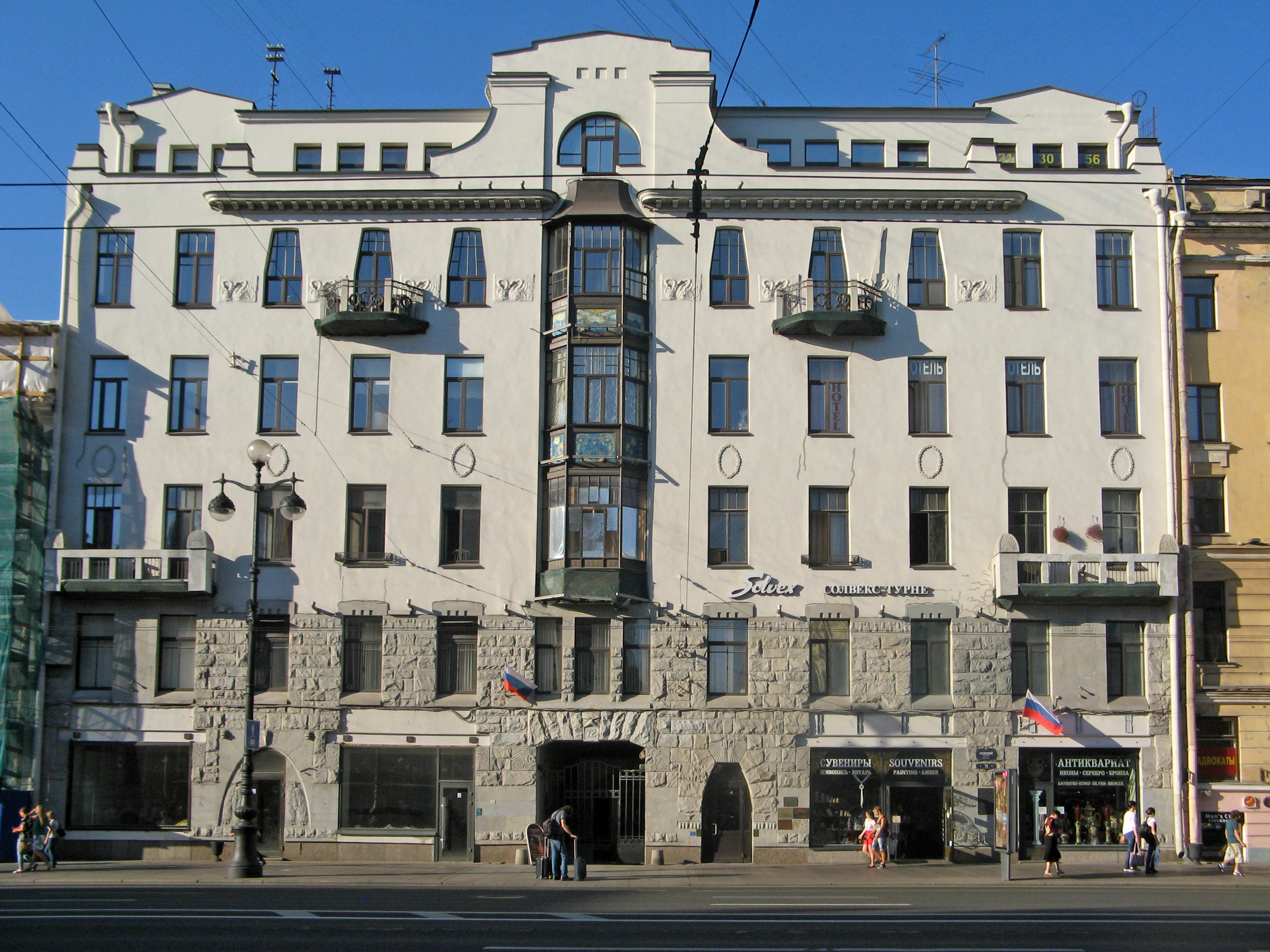
Дом М. В. Воейковой (дом 72)

#### Дом М. В. Воейковой (дом 72)
Дом М. В. Воейковой. Шестиэтажный доходный дом (с включением старого строения конца XVIII века) по заказу новой владелицы, жены полковника М. В. Воейковой, в 1909—1910 годах возвёл гражданский инженер С. И. Минаш в формах северного модерна. По центральной оси фасада врезан стеклянный цилиндр, нижние этажи облицованы камнем, по стенам стилизованные изображения филинов. Во дворе появился двухзальный кинематограф, названный «Мастер-театр», а позже — «Кристалл-Палас». Помещения кинотеатра в 1920-х годах занимал театр миниатюр «Свободный театр». В 1928 году здесь открылся Дом кино и Клуб кинематографистов, в котором в 1929 году впервые в СССР кинотеатр оборудовали звуковой отечественной аппаратурой системы А. Ф. Шорина. С 1960 года тут находился кинотеатр «Знание», в котором основным репертуаром стали научные и документальные фильмы. Ныне кинотеатру возвращено название «Кристалл-Палас». Долгое время в здании работали кондитерский магазин «Мечта» и магазин «Книги. Открытки».

#### Дом Л. В. Липгарта (Н. И. Дернова) (дом 80)
Дом Л. В. Липгарта (также Дом Н. И. Дернова, Кинотеатр Паризиана). Дом на участке возвели в 1800-е годы. Новый владелец участка, нарвский бюргер купец А. В. Липгарт, осуществил в 1872—1873 годах перестройку по проекту архитектора М. А. Макарова. Следующая перестройка здания была проведена в 1913—1914 годах по проекту архитектора М. С. Лялевича. Фасад здания был оформлен в стиле неоклассицизма, разделён на два яруса: нижняя часть здания оформлена аркадой со стеклянными окнами-витринами, а верхняя часть здания украшена скульптурой и мелким декором. Увеличена этажность строения — надстроены пятый и шестой (мансардный) этажи. Во дворе появился флигель, предназначенный для кинотеатра «Паризиана» (в 1919—1990-е годах — кинотеатр «Октябрь»). Полуподвальное помещение здания было спроектировано под увеселительные заведения (например, «Шуры-Муры»). Сейчас в здании располагается бизнес-центр «Северные цветы».

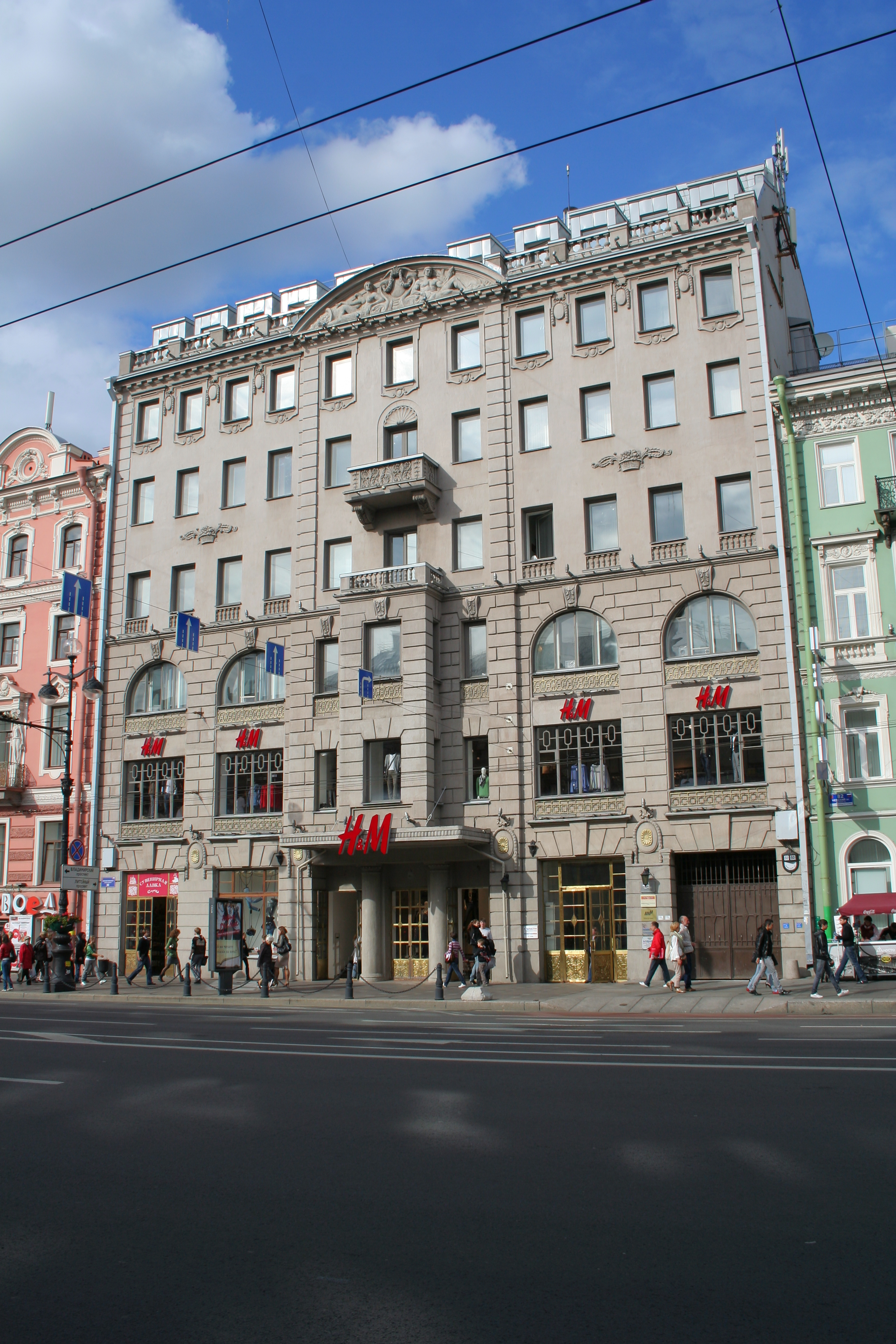
Дом Л. В. Липгарта (Дом Н. И. Дернова) (дом 80)
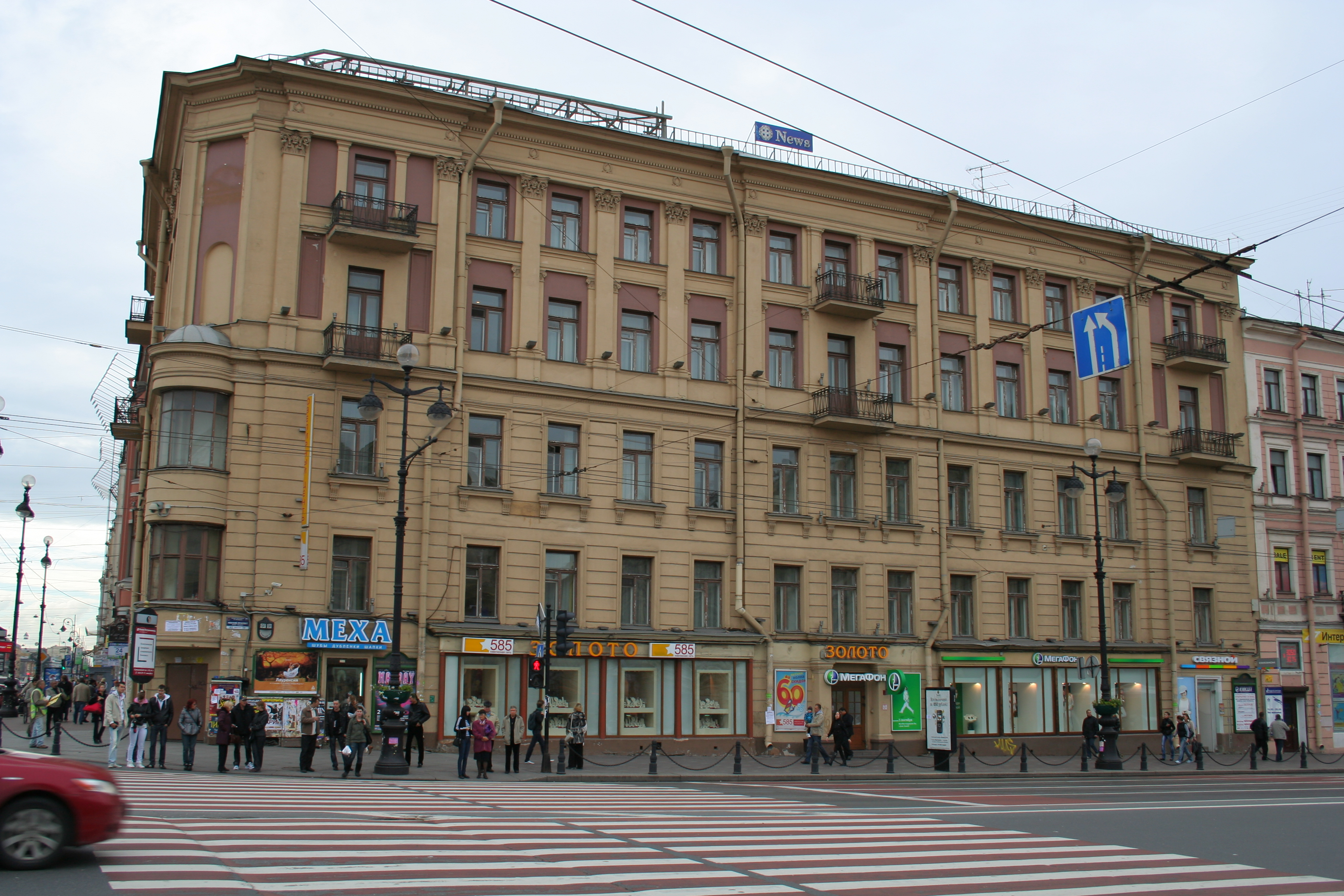
Дом Ш. А. Маркевич (Ф. И. Коровина, гостиница А. Ф. Коровина) (дом 83)
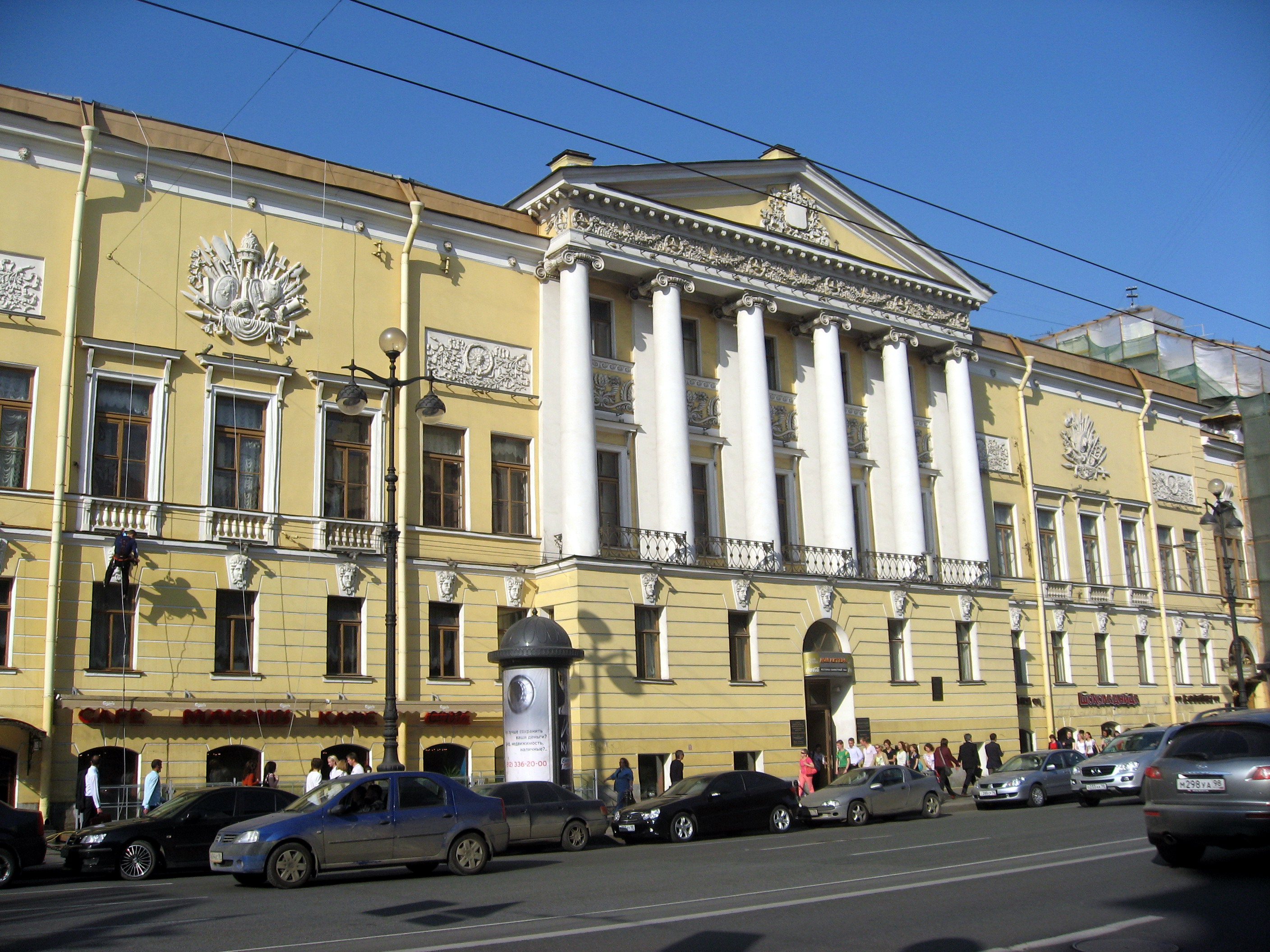
Дом Ф. Н. Петрово-Соловово (Дом актёра) (дом 86)
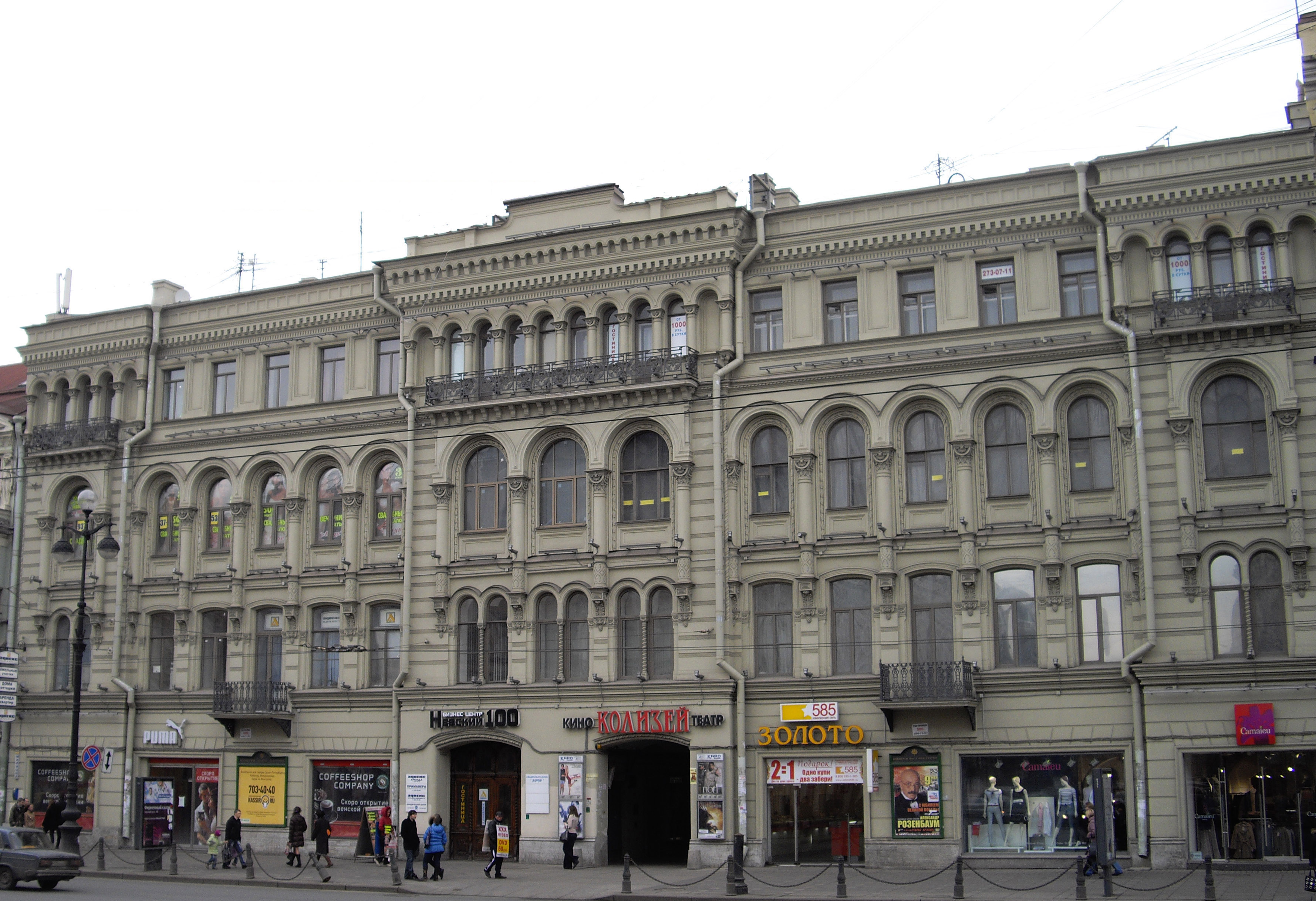
Дом М. И. Лопатина (дом 100)

#### Дом Ф. Н. Петрово-Соловово (Дом актёра) (дом 86)
Дом Ф. Н. Петрово-Соловово, или Дом Бенардаки, или Дом Юсуповых, или Дом актёра. Существующее с 1800 года здание в 1822 году перестроено по проекту архитектора М. А. Овсянникова для нового владельца полковника Ф. Н. Петрово-Соловово. Тогда оно приобрело существующий классический облик с шестиколонным портиком. В 1840-х годах дом принадлежал поручику и богатому винному откупщику Д. Е. Бенардаки. В 1868 году он сдал помещения в аренду Английскому клубу. К 1882 году дом приобрёл гофмейстер князь Н. Б. Юсупов, который стал использовать его как помещение для проведения выставок и светских приёмов. В начале XX века здесь открылся кинематограф «Электротеатр» («Пате»), а в 1907 году — музей-паноптикум восковых фигур. С 1924 года в доме разместился Центральный дом работников искусств (с 1939 года — им. К. С. Станиславского), сейчас — Дом актёра имени К. С. Станиславского. Во дворе здания работает Городская поликлиника № 40.

#### Обелиск «Городу-герою Ленинграду»
Обелиск «Городу-герою Ленинграду» в центре площади Восстания был установлен 12 апреля 1985 года. Архитекторы В. С. Лукьянов и А. И. Алымов. Обелиск представляет собой вертикальный гранитный монолит общей высотой 36 метров, украшенный бронзовыми горельефами и увенчанный «Золотой Звездой Героя».

#### Московский вокзал (дом 85)
Московский вокзал — здание на перекрёстке Невского проспекта и Лиговского канала, которое было построено в 1847—1851 годах по проекту архитектора К. А. Тона, при участии Р. А. Желязевича. В фасаде архитектор использовал мотивы ратушей западноевропейских городов, башня с часами указывает направление главного входа. В 1923 году Николаевская железная дорога была переименована в Октябрьскую, такое же название получил и вокзал. В 1930 году вокзал стал именоваться Московским.

### Старо-Невский проспект

#### Дом О. П. Кушелевой (дом 88)
Перестроен из более раннего строения в 1910—1911 гг. по проекту архитектора А. С. Хренова для жены надворного советника Ольги Петровны Кушелевой.

#### Доходные дома А.Тимофеева (К. А. Тура) (дом 89)
Доходные дома А.Тимофеева, или Доходные дома К. А. Тура. Дом на теперешней площади Восстания между Невским проспектом и Гончарной улицей (дом № 2) появился в конце XVIII века. В 1823 году Здание принадлежало купцу А. Тимофееву и было расширено в сторону Невского проспекта до трёхэтажного. В 1867 году участок принадлежал мебельному фабриканту К. А. Туру, при котором дом был перестроен по проекту архитектора Г. М. Барча с устройством эркера со стороны проспекта. До революции здесь размещалась гостиница «Балабинская». В советское время на крыше со стороны площади Восстания разместили электронный экран, который действует до сих пор.

#### Доходный дом Меняевых (дом 90-92А)
Доходный дом Меняевых — исторический особняк, перестроенный из более раннего здания в 1866—1867 годах по проекту Александра Бруни, затем в 1898—1899 вновь перестраивался под руководством Виктора Шретера. В третий раз здание расширялось по проекту архитектора А. П. Шильцова, руководил работами А. М. Кочетов. В 1898—1913 годы в доме № 92 раполагалось издательство «Знание» К. П. Пятницкого, фактическим руководителем которого с 1900 был Максим Горький.

#### Съезжий дом Каретной части (дом 91)
Съезжий дом Каретной части, или Полицейский дом Александро-Невской части. Дом на участке между Невским проспектом и Гончарной улицей (дом № 6) построен в 1820—1830-е годы по проекту архитектора В. И. Беретти для полицейского (съезжего) дома Каретной части Петербурга. В 1846—1850 годах здание перестроено по проекту архитектора 3. Ф. Краснопевкова. Дом имел каланчу для «пожарного наблюдения». С 1865 года учреждение стало называться Полицейский дом Александро-Невской части. В советское время здание было перестроено, каланча снесена.

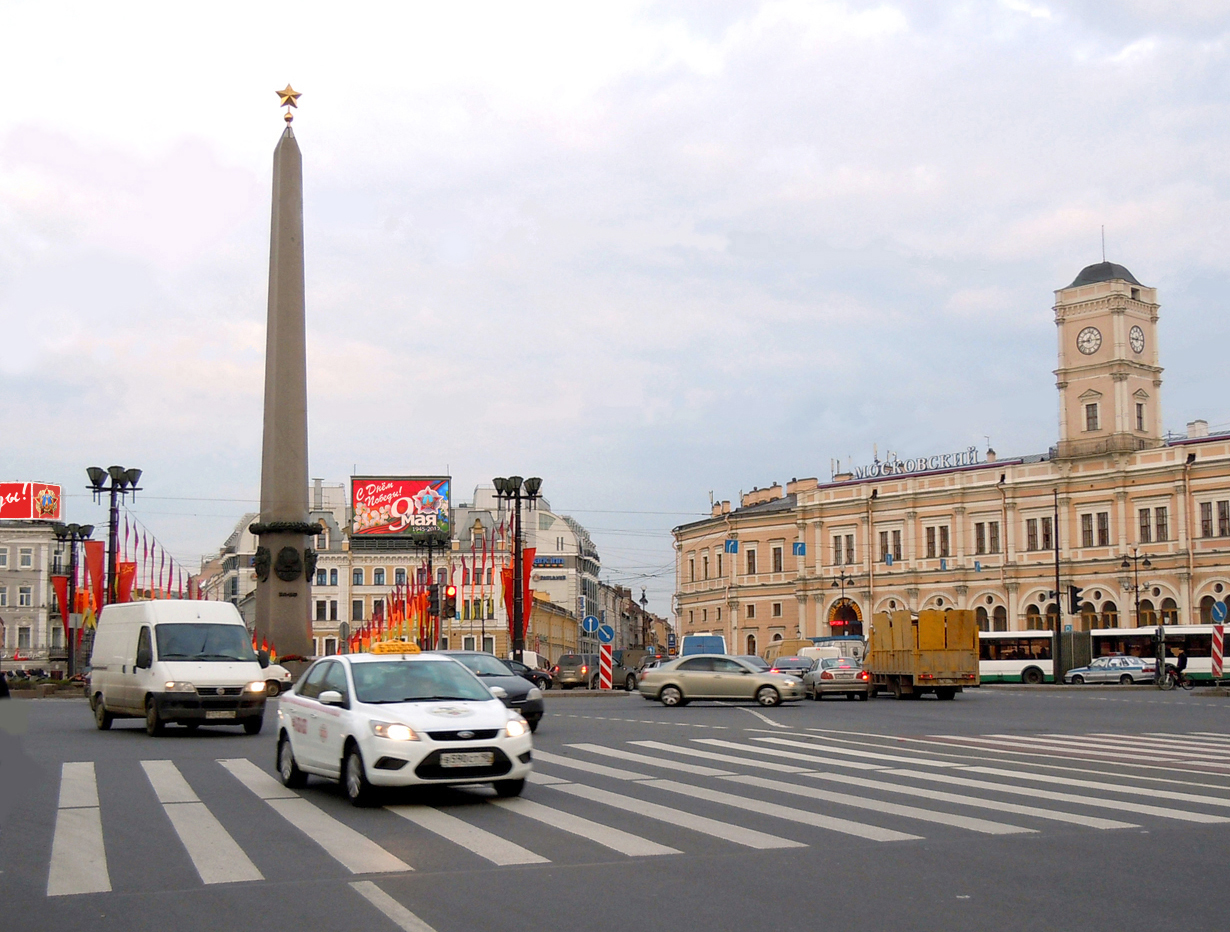
Обелиск «Городу-герою Ленинграду» на площади Восстания на фоне Доходные дома А. Тимофеева (К. А. Тура) (дом 89) и Московского вокзала
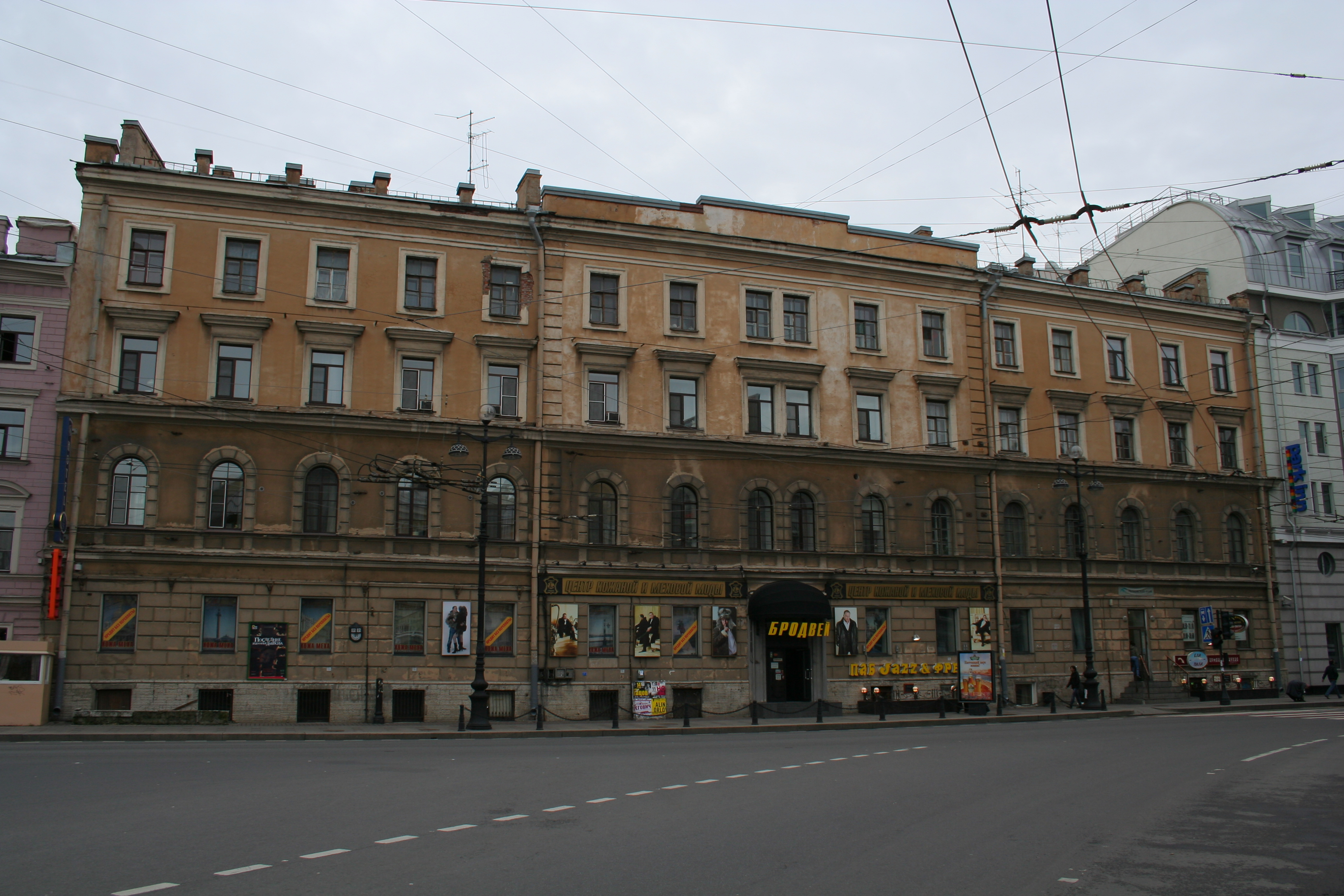
Съезжий дом Каретной части (дом 91)
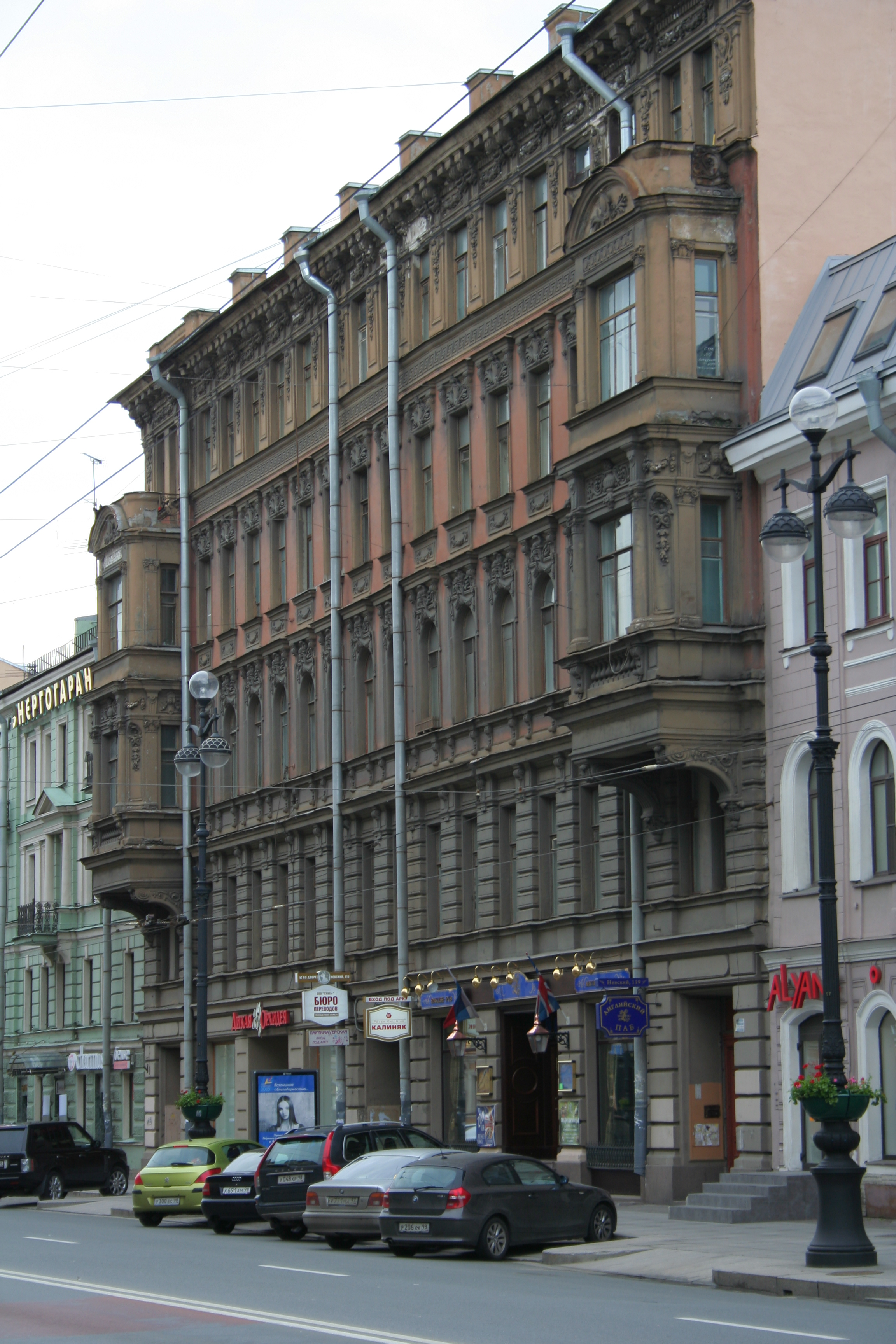
Дом Д. И. Тырлова (дом 119)
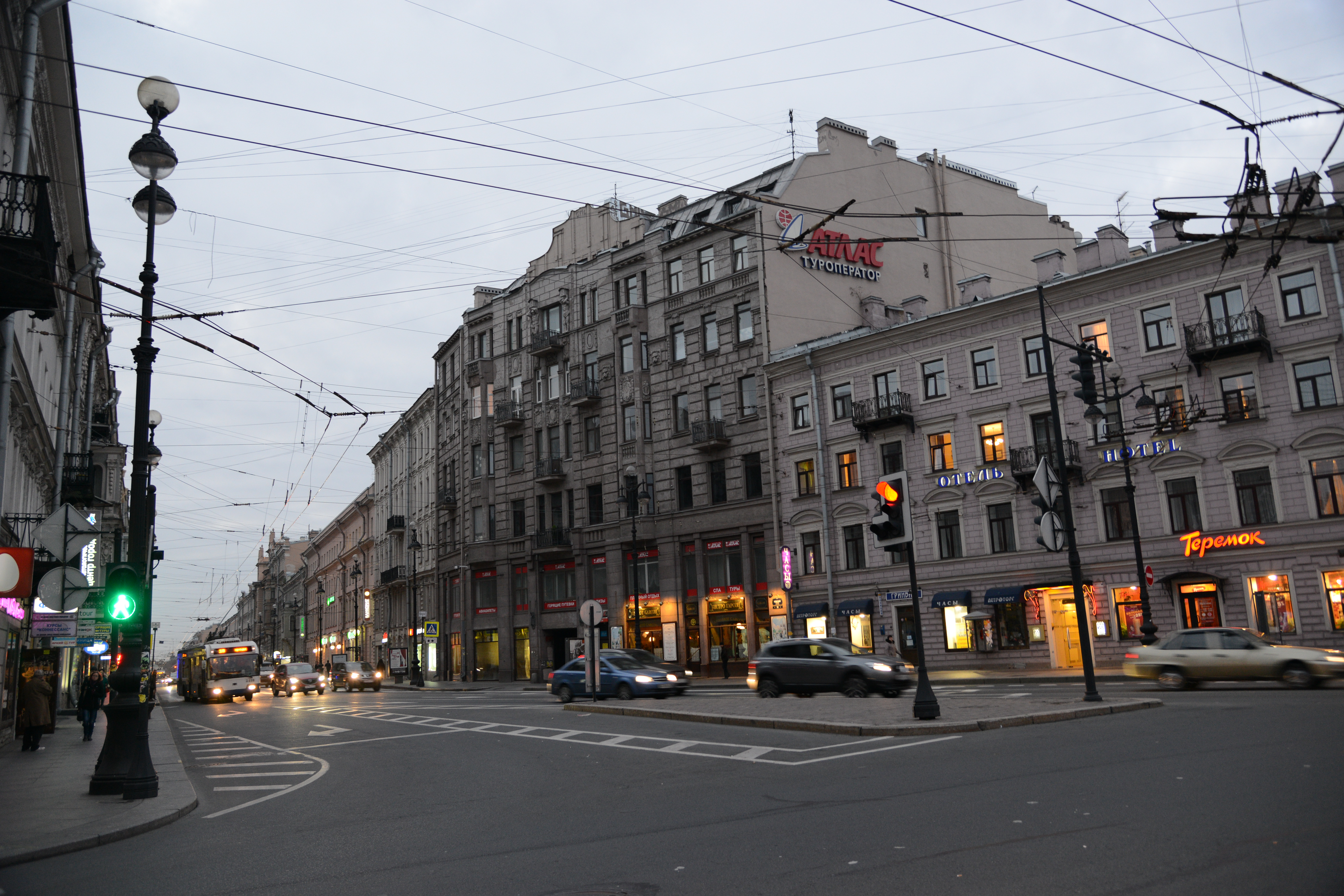
Доходный дом Г. Г. Гесселя (дом 95)

#### Доходный дом Г. Г. Гесселя (дом 95)
Доходный дом Г. Г. Гесселя. Участок с имеющимися ветхими постройками в 1910 году приобрёл петербургский ремесленник Г. Г. Гессель и в 1912 году построил здесь шестиэтажный доходный дом по проекту гражданского инженера Л. М. Харламова в стиле модерн.

#### Доходный дом М. И. Лопатина (дом 100, лит. А., И)
Доходный дом М.И. Лопатина в неороманском стиле был построен в 1866—1867 гг. для купца 1-й гильдии М. И. Лопатина по проекту известного архитектора М. А. Макарова. За проект этого здания Макаров получил от Императорской Академия художеств титул профессора архитектуры. В 1895-1907 годах в доме жил Анатолий Фёдорович Кони.

#### Дом 107
Построен в 1952 году. Редкий пример советского послевоенного неоклассицизма.

#### Дом Д. И. Тырлова (дом 119)
Дом Д. И. Тырлова. В 1897 году домовладение приобрёл кирпичный заводчик шлиссельбургский купец 2-й гильдии Д. И. Тырлов-Жданков, который в 1901 году построил доходный пятиэтажный дом по проекту архитектора П. И. Гилёва с использованием имеющейся постройки. Фасад в стиле поздней эклектики разделён по вертикали на три части. Два первых этажа отделаны разностильным рустом, третий и четвёртый выделены цветом, полуциркульные окна третьего этажа отделаны лепными сандриками, рисунок которых повторён в сандриках прямоугольных окон четвёртого этажа. Третий и четвёртый этажи объединены по двум крайним осям богато отделанными эркерами. Пятый этаж завершается богатым карнизом, вновь повторяющим мотивы сандриков третьего этажа.

#### Доходный дом Р. И. Берштейна (дом 134)
Доходный дом Р. И. Берштейна. Участок со строениями в 1897 году приобрёл купец 1-й гильдии Р. И. Берштейн. В 1898 году на участке пятиэтажный дом в эклектическом стиле построил техник-строитель М. А. Андреев.

#### Жилой дом (дом 141)
Жилой дом в стиле сталинского неоклассицизма с элементами конструктивизма построен в 1936 году архитектором А. Л. Лишневским. В доме находились книжный магазин «Буревестник» и магазин «Ленгалантерея».

#### Жилой дом (дом 142)
- Проспект Бакунина, д. 2 / 2-я Советская ул., д. 27 / Дегтярная ул., д. 1 — Доходный дом хлеботорговца И. В. Галунова (1877—1880, архитектор А. В. Иванов)  781720971180005 (ЕГРОКН). 7802534000 (БД Викигида) При строительстве квартиры дома были оборудованы ванными и ватерклозетами[100]

#### Доходный дом И. И. Круглова (дом 147)
Доходный дом И. И. Круглова в стиле модерн, на углу Невского проспекта и улицы Профессора Ивашенцова (дом № 1), построен в 1905 году по проекту гражданского инженера П. Н. Батуева. В первой парадной на окнах лестницы имеются остатки витражей.

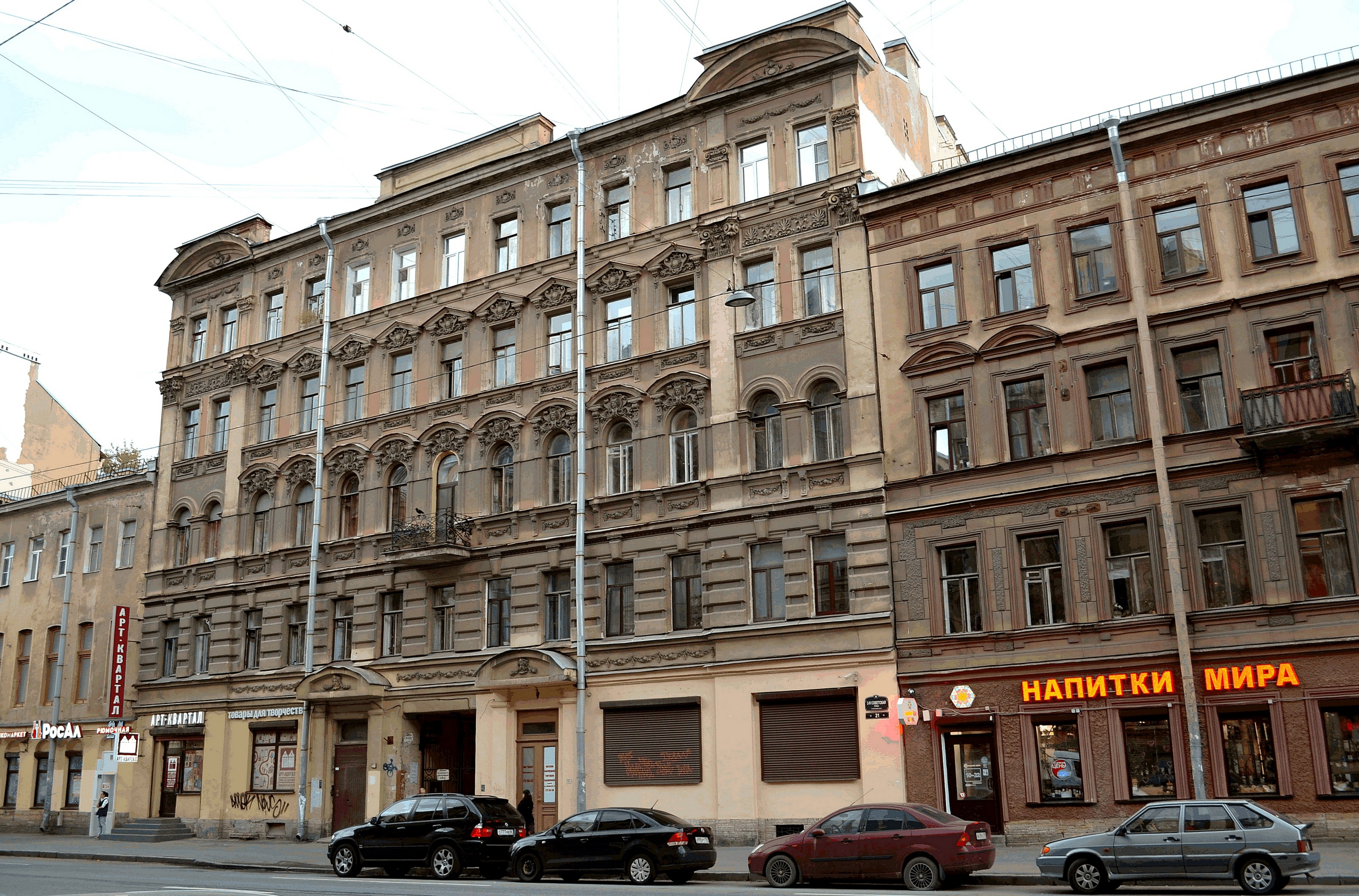
Доходный дом Р. И. Берштейна (дом 134)
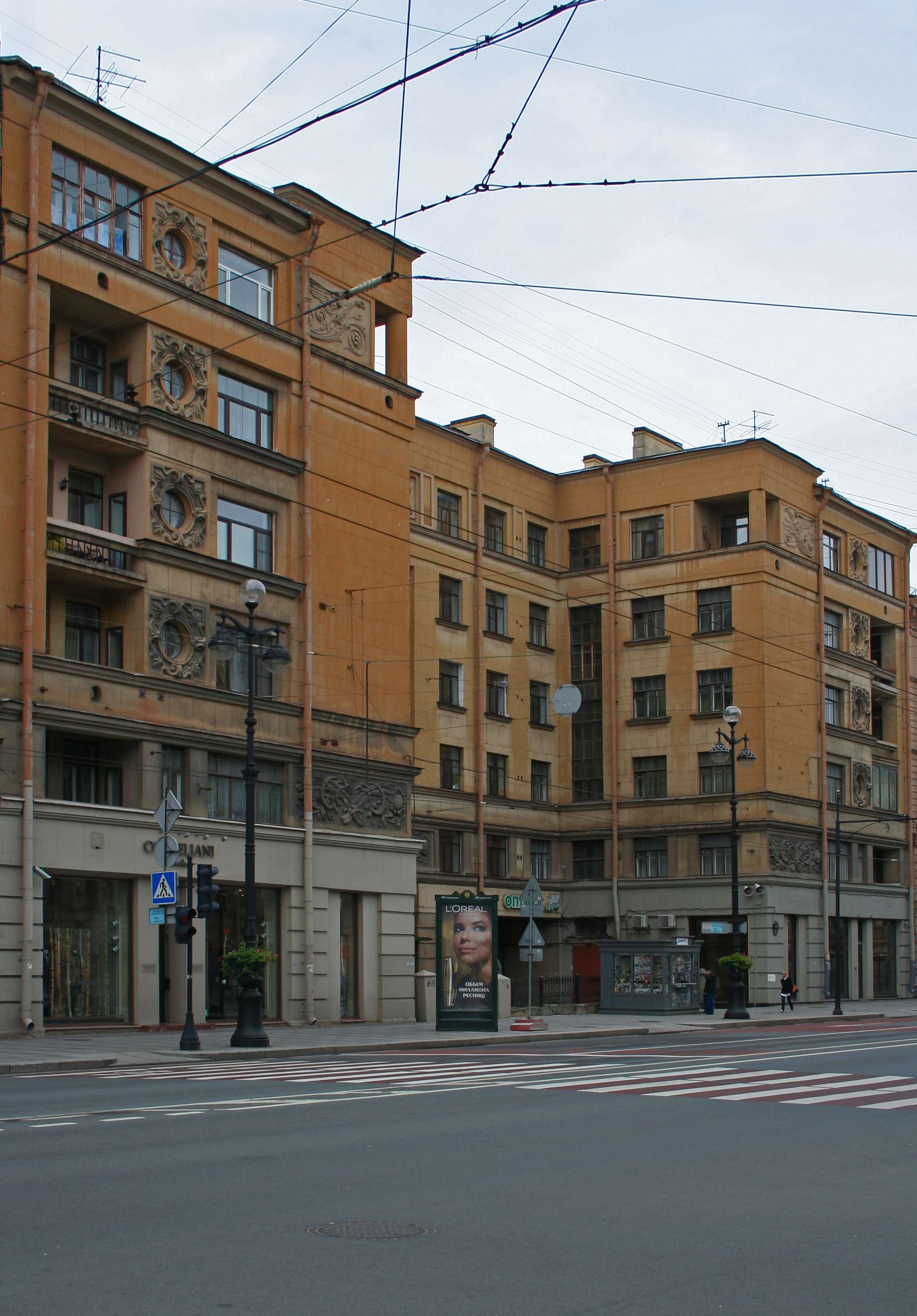
Жилой дом (дом 141)
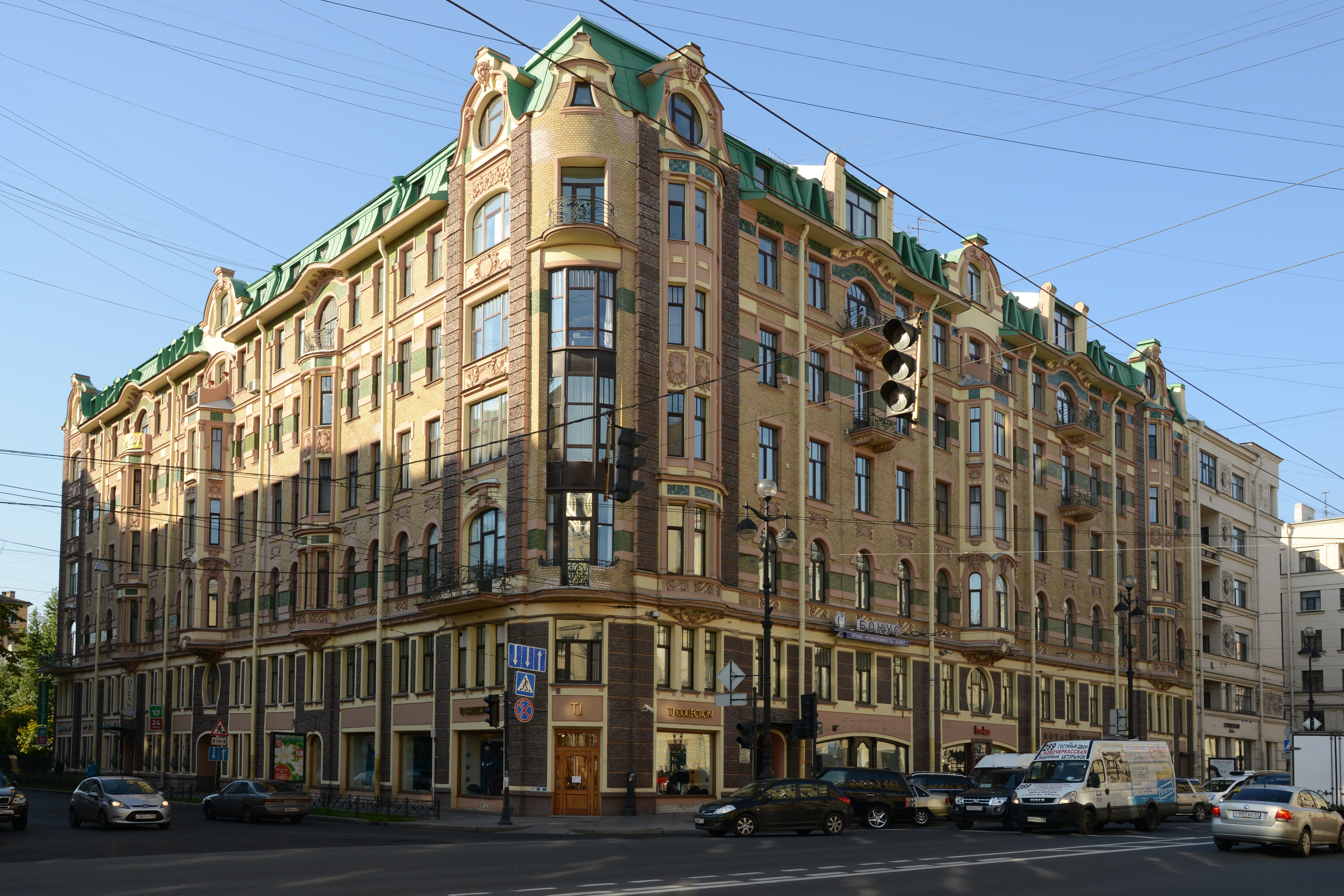
Доходный дом И. И. Круглова (дом 147)
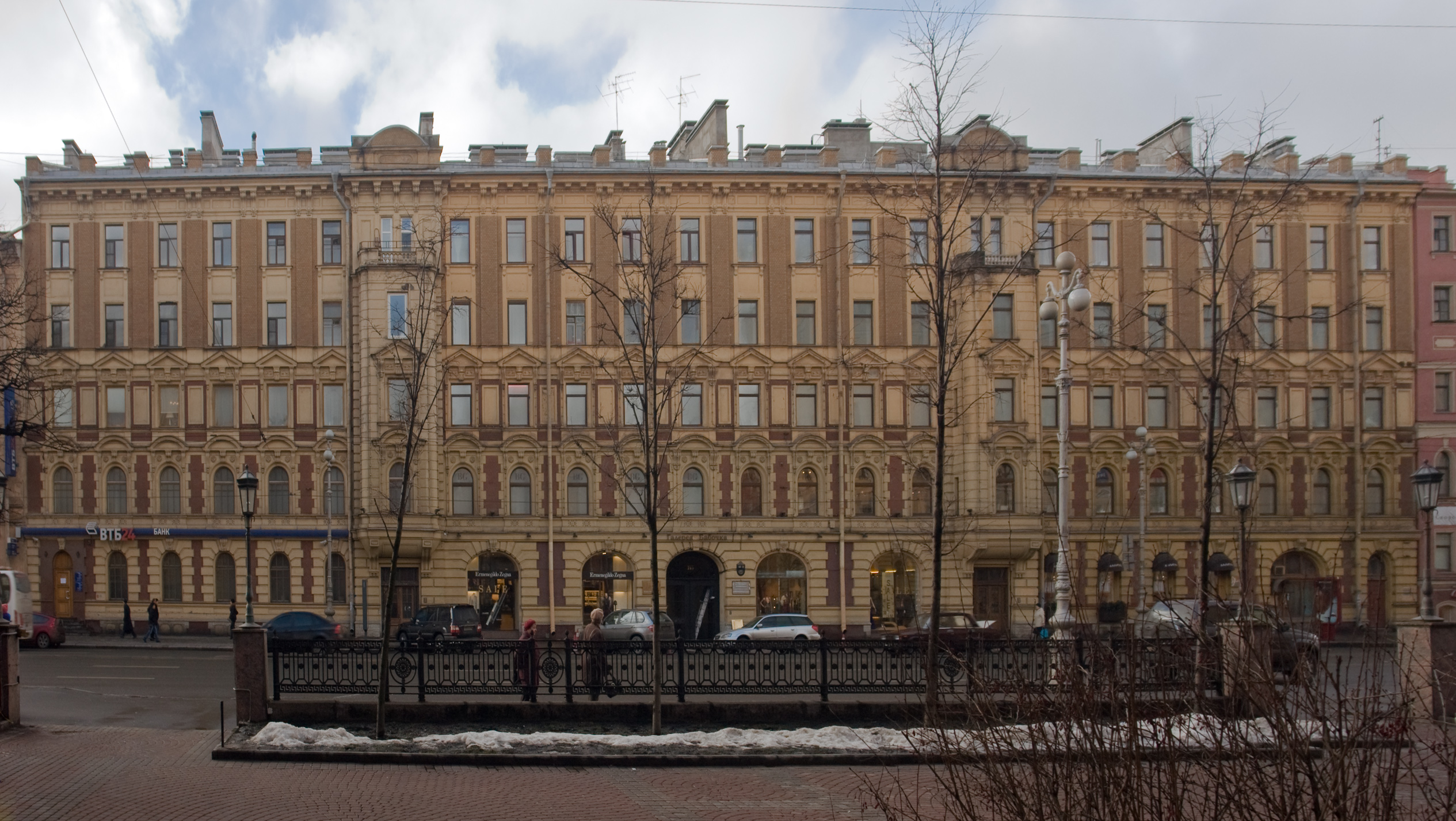
Доходный дом Александро-Невской лавры (дом 153)

#### Доходный дом Александро-Невской лавры (дом 153)
Доходный дом Александро-Невской лавры построен в 1901—1903 годах по проекту гражданских инженеров Л. П. Шишко и А. А. Венсана. Фасад здания в эклектическом стиле с двумя эркерами, центр акцентирован большими арочными проёмами. В советское время в доме находились ремонт обуви и Сберегательная касса № 75 Смольнинского района.

#### Доходный дом И. И. Пирогова (дом 154)
Доходный дом И. И. Пирогова в стиле эклектики построен в 1898 году по проекту архитектора А. В. Иванова. В советское время в доме работал Детский сад.

#### Доходный дом Парфёновых (дом 156)
Доходный дом Парфёновых в стиле модерн построен в 1910—1912 годах архитектором Г. Г. фон Голи для купцов братьев Парфёновых. Фасад шестиэтажного здания отделан с использованием керамической плитки. В феврале 2003 года здесь открылась художественная галерея «Невский дворик».

#### Доходный дом А. А. Николаева (дом 168)
Доходный дом А. А. Николаева построен в 1880 году архитектором А. И. Климовым в русском стиле для купца А. А. Николаева.

#### Доходный дом В. М. Давыдова (дом 170)
Доходный дом В. М. Давыдова. В 1897—1898 годах архитектор П. Ю. Сюзор построил доходный дом на углу Невского проспекта и теперешней Исполкомской улицы (дом № 2). Участком в этот момент владели купец 1-й гильдии кирпичный заводчик И. П. Поршнев и хлеботорговец В. М. Давыдов (к нему домовладение перешло полностью в 1907 году).

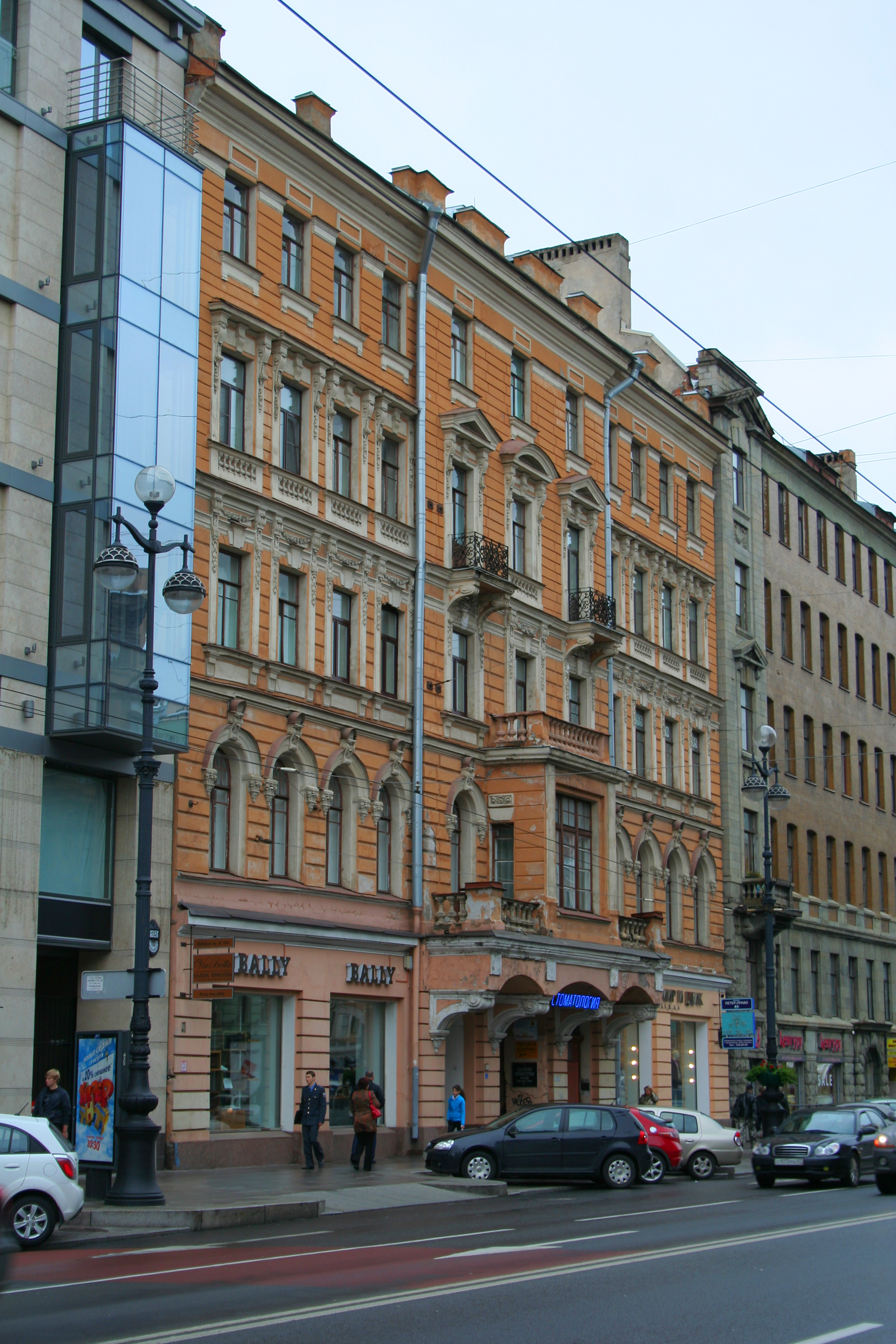
Доходный дом И. И. Пирогова (дом 154)
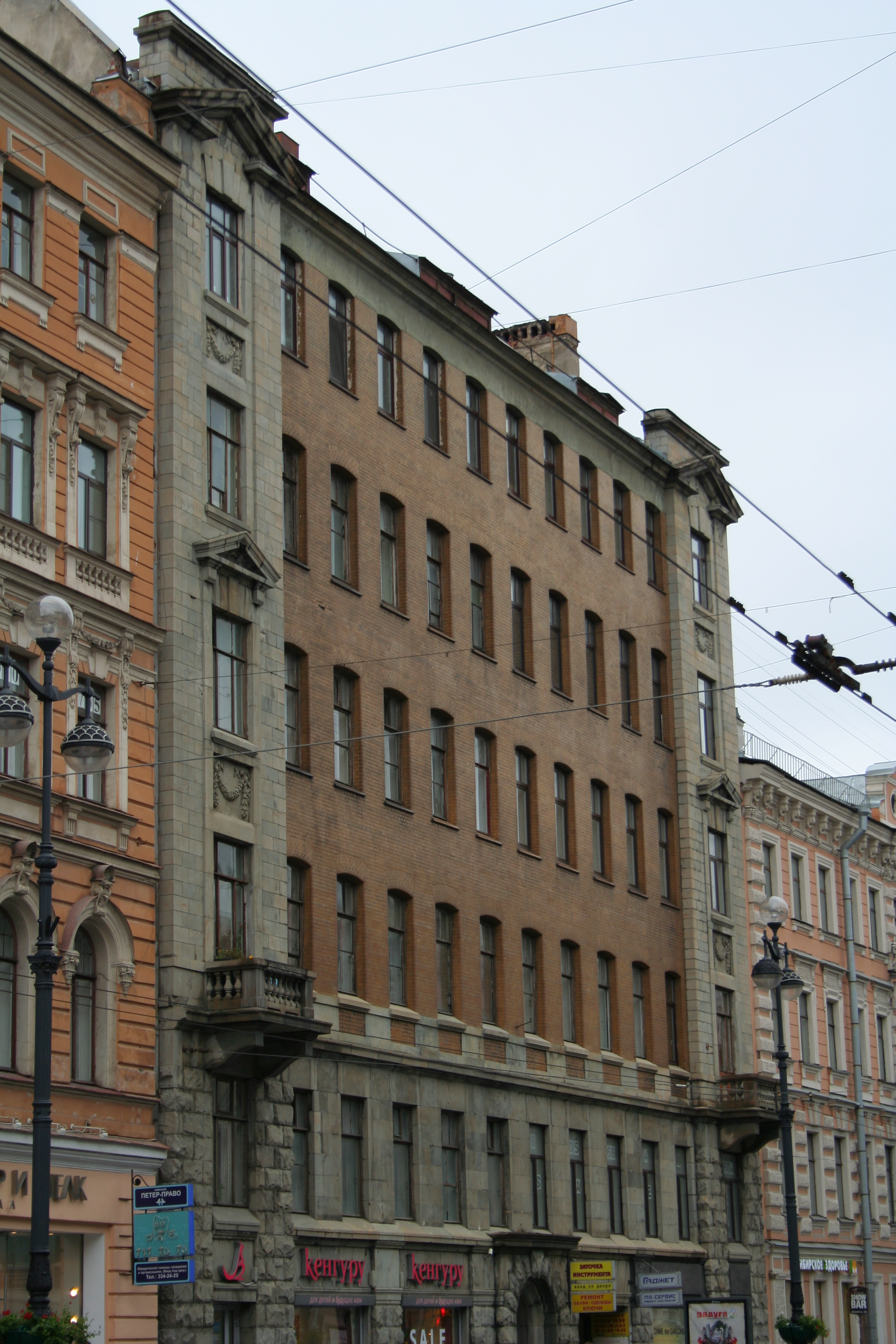
Доходный дом Парфёновых (дом 156)
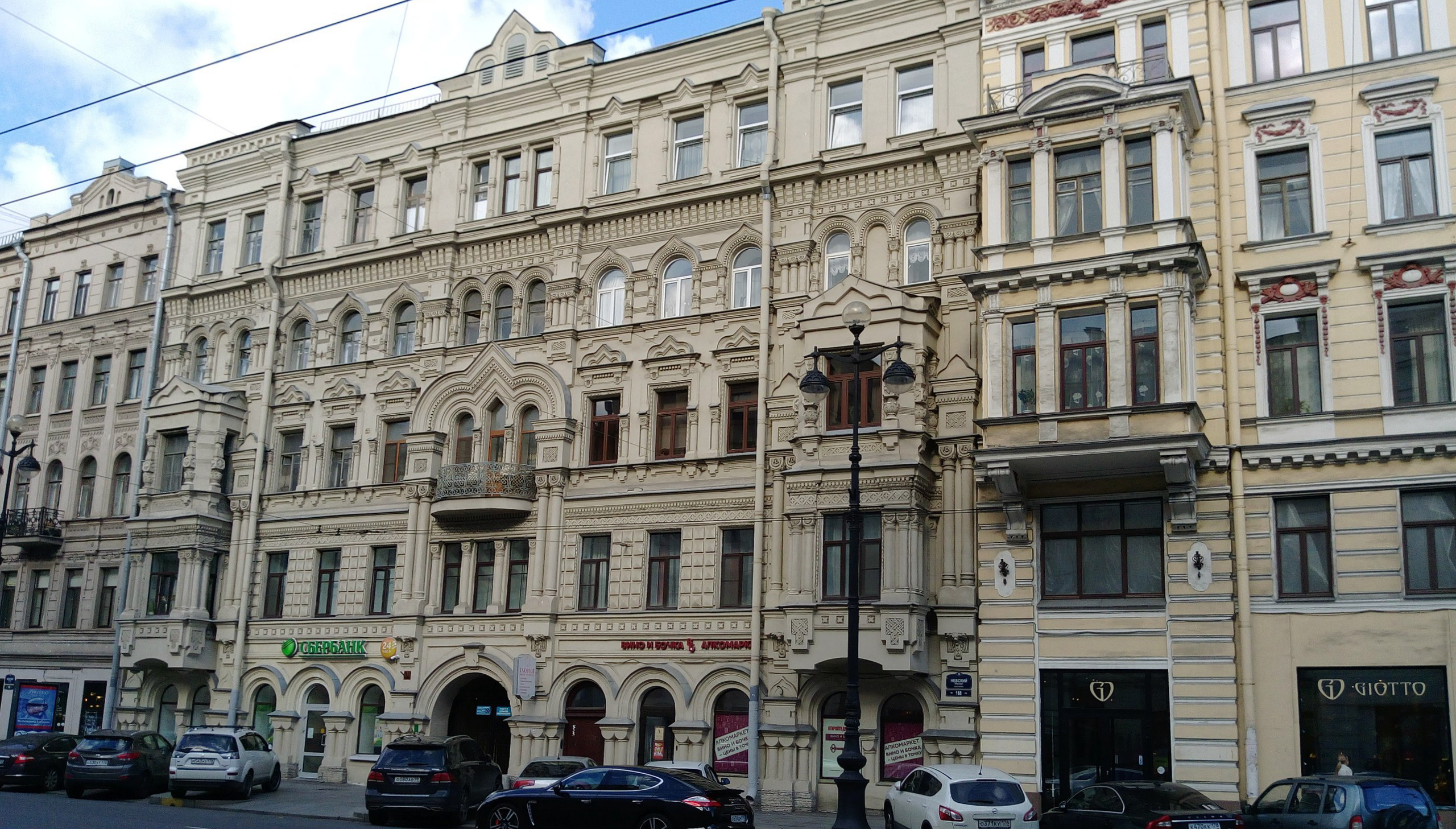
Доходный дом А. А. Николаева (дом 168)
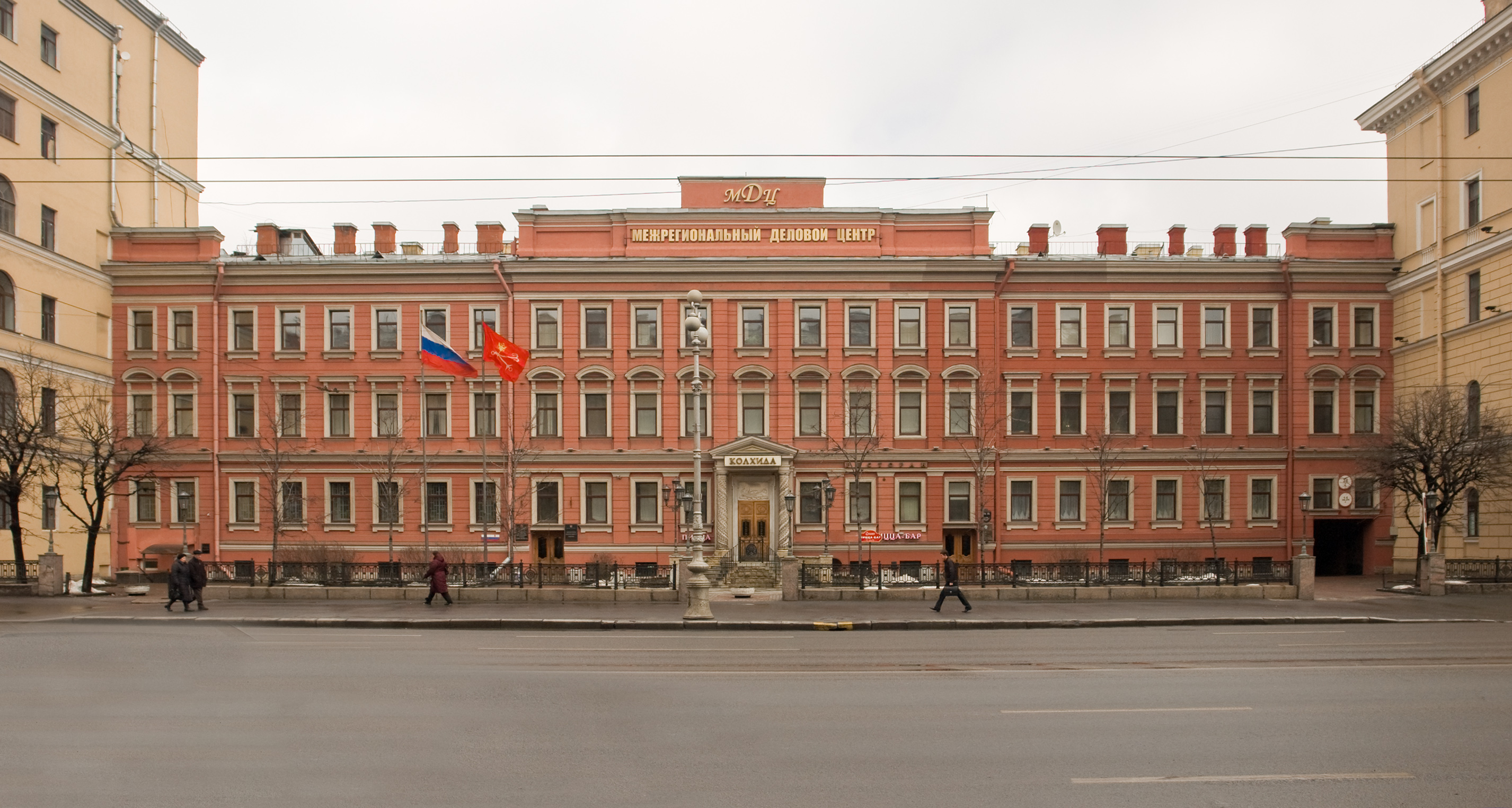
Исидоровское епархиальное училище (Смольнинский райсовет депутатов трудящихся) (дом 176)

#### Исидоровское епархиальное училище (Смольнинский райсовет депутатов трудящихся) (дом 176)
Исидоровское епархиальное училище, или Смольнинский райсовет депутатов трудящихся. Здание для Исидоровского епархиального женского училища в 1885 году построено по проекту архитекторов Г. И. Карпова и В. Ф. Харламова. В училище обучались дочери священнослужителей. В ограде училища по красной линии Невского проспекта была построена часовня с шатровой колокольней в один звон. В 1923 году здесь разместилась 111-я единая трудовая школа 1-й и 2-й ступени и 236-й школьный детский дом, с 1943 года — Смольнинский районный совет народных депутатов и Смольнинский районный комитет КПСС, затем — администрация Центрального района Санкт-Петербурга.

## Мосты и подземные переходы
На протяжении Невского проспекта находятся три моста:

- Зелёный мост (через реку Мойку) — однопролётный чугунный арочный мост, соединяющий Казанский и 2-й Адмиралтейский острова. Длина моста около 39,8 метра, ширина — 38,5 метра. Деревянный подъёмный мост появился в этом месте в 1716 году. В конце XVIII века перестроен в деревянный, трёхпролётный балочный мост на каменных опорах. Заново построен в 1806 году по проекту архитектора В. И. Гесте и инженера Ф. П. де Волланта как первый в Петербурге чугунный транспортный мост. Он был перекрыт чугунным тюбинговым бесшарнирным сводом, опоры бутовой кладки с гранитной облицовкой. В 1904—1907 годах мост реконструирован и расширен с добавлением новых тюбингов и превращением свода в двухшарнирный. В 1908 году появились фонари. До 1768 года мост носил название Зелёный мост (по цвету окраски), в 1768—1918 годах — Полицейский мост, в 1918—1998 годах — Народный мост.  памятник архитектуры (федеральный)

- Казанский мост (через канал Грибоедова) соединяет Казанский и Спасский острова. Третий по ширине мост в городе и самый низкий, под ним запрещён ход судов. Длина — 18,8 метра, ширина 95 метров. Построен в 1765—1766 годах по проекту инженеров В. И. Назимова и И. М. Голенищева-Кутузова на месте существовавшего уже в 1716 году деревянного. Пролёт перекрыт кирпичным сводом с подкладными рядами известковых плит, фасады опор бутовой кладки облицованы гранитом, гранитный парапет. До 1830 года носил название Рождественский мост, с 1923 по 1944 — мост Плеханова.  памятник архитектуры (федеральный)

- Аничков мост (через реку Фонтанку) соединяет Спасский и Безымянный острова. Длина — 54,6 метра, ширина 37,9 метра. Первый деревянный мост построен здесь в 1715 году силами инженерного батальона, которым командовал инженер-подполковник Михаил Аничков. В 1721 году мост стал разводным, а в 1749 году был перестроен и декорирован под гранит. К 1785 году его перестроили в каменный мост с башнями по типовому проекту. После реконструкции в 1841 году по проекту инженеров И. Ф. Буттаца, А. Д. Готмана, А. Х. Редера мост стал трёхпролётным с кирпичными сводами и фасадными арками из розового гранита, опоры сделаны из буковой кладки с гранитной облицовкой. В 1850 году на устоях установлены 4 бронзовые скульптурные группы П. К. Клодта «Укрощение коней».  памятник архитектуры (федеральный)

На перекрёстках с улицами Садовой и Думской (Михайловской) обустроены подземные пешеходные переходы

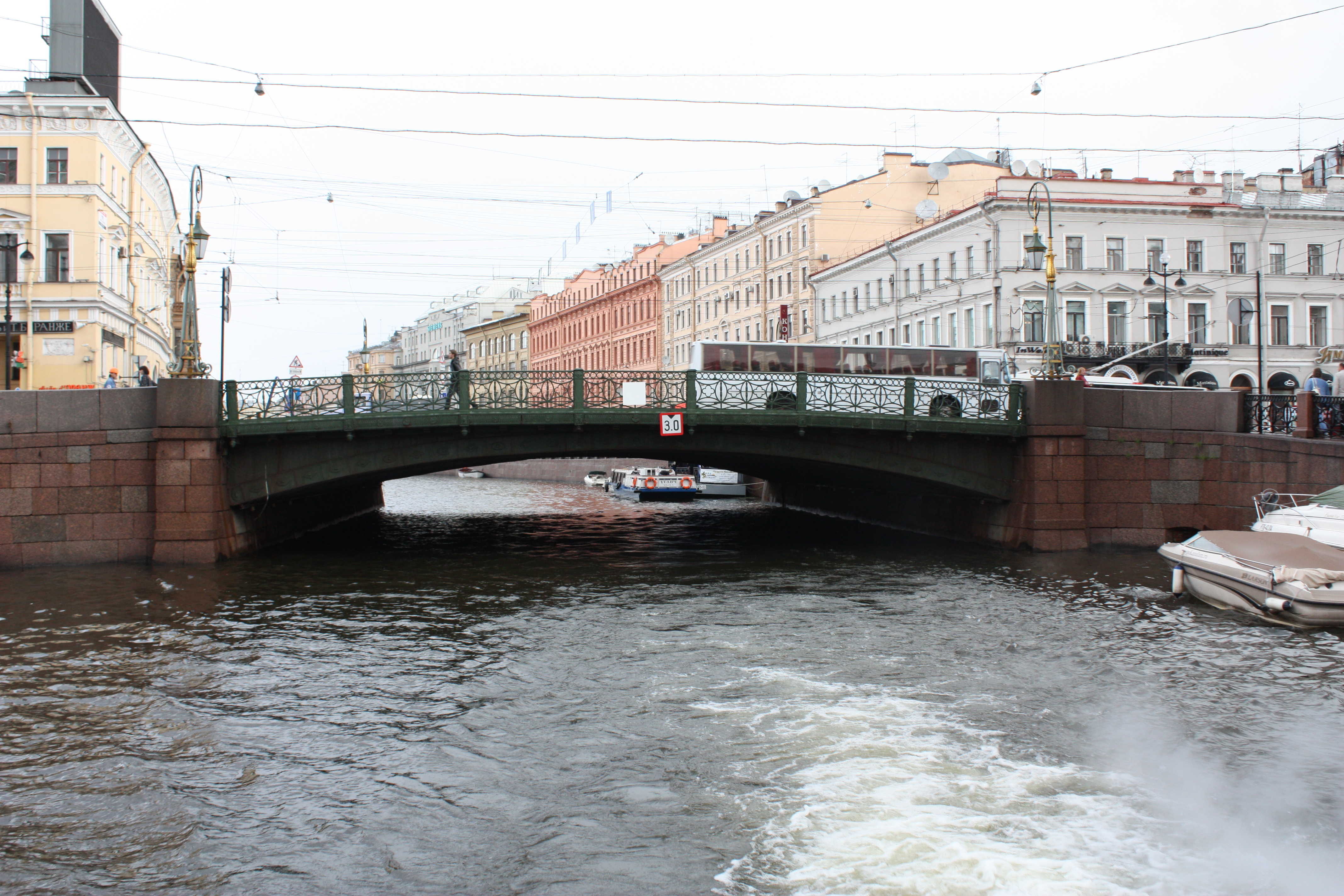
Зелёный мост
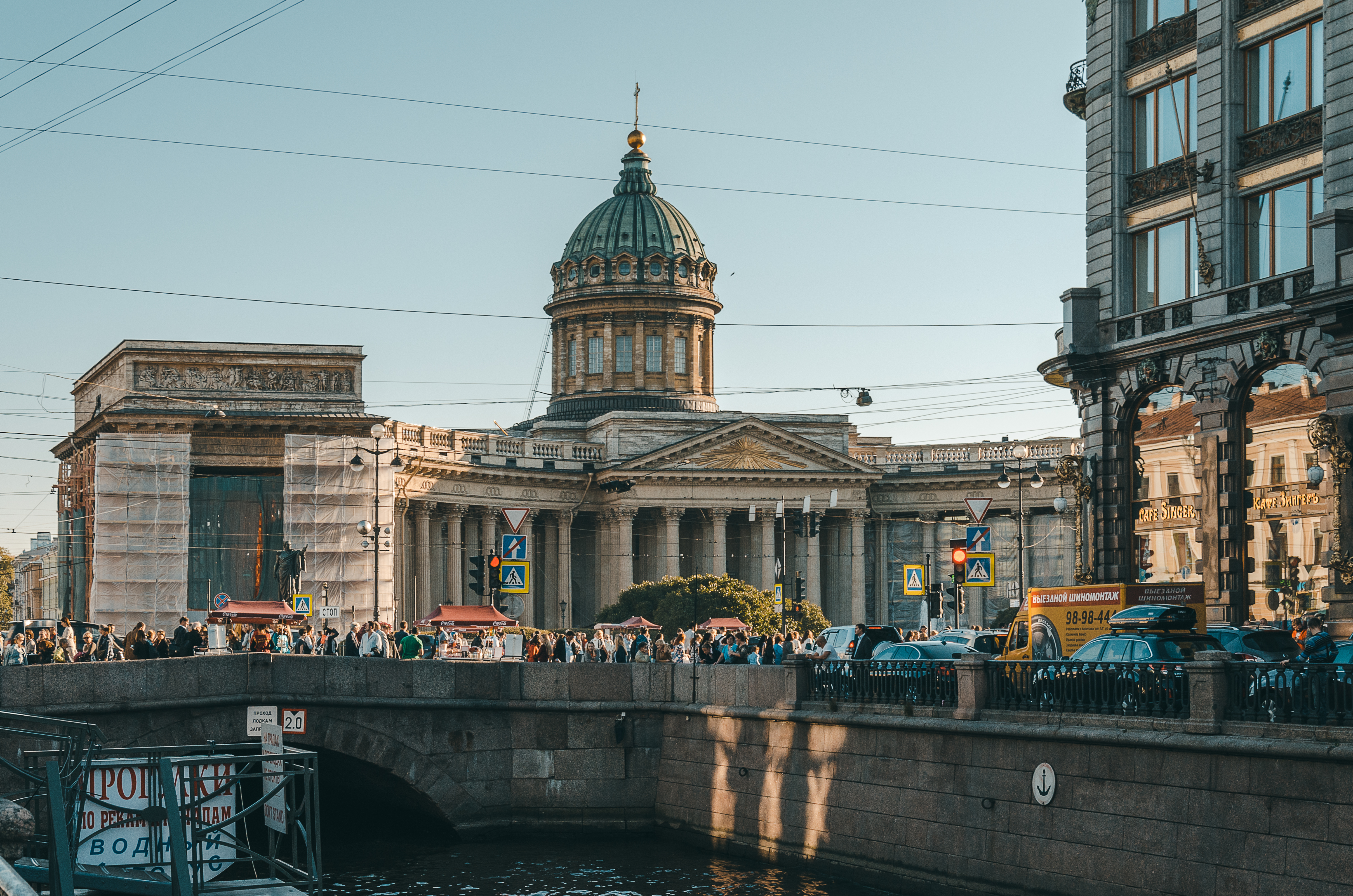
Казанский мост
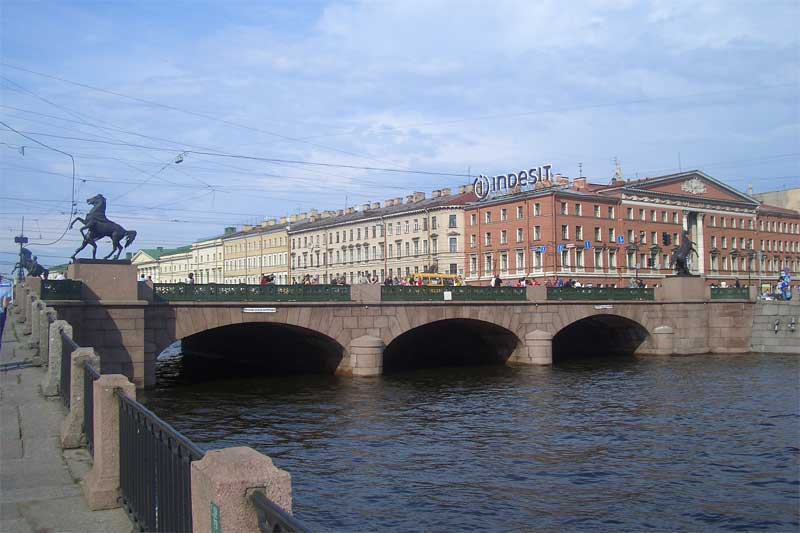
Аничков мост
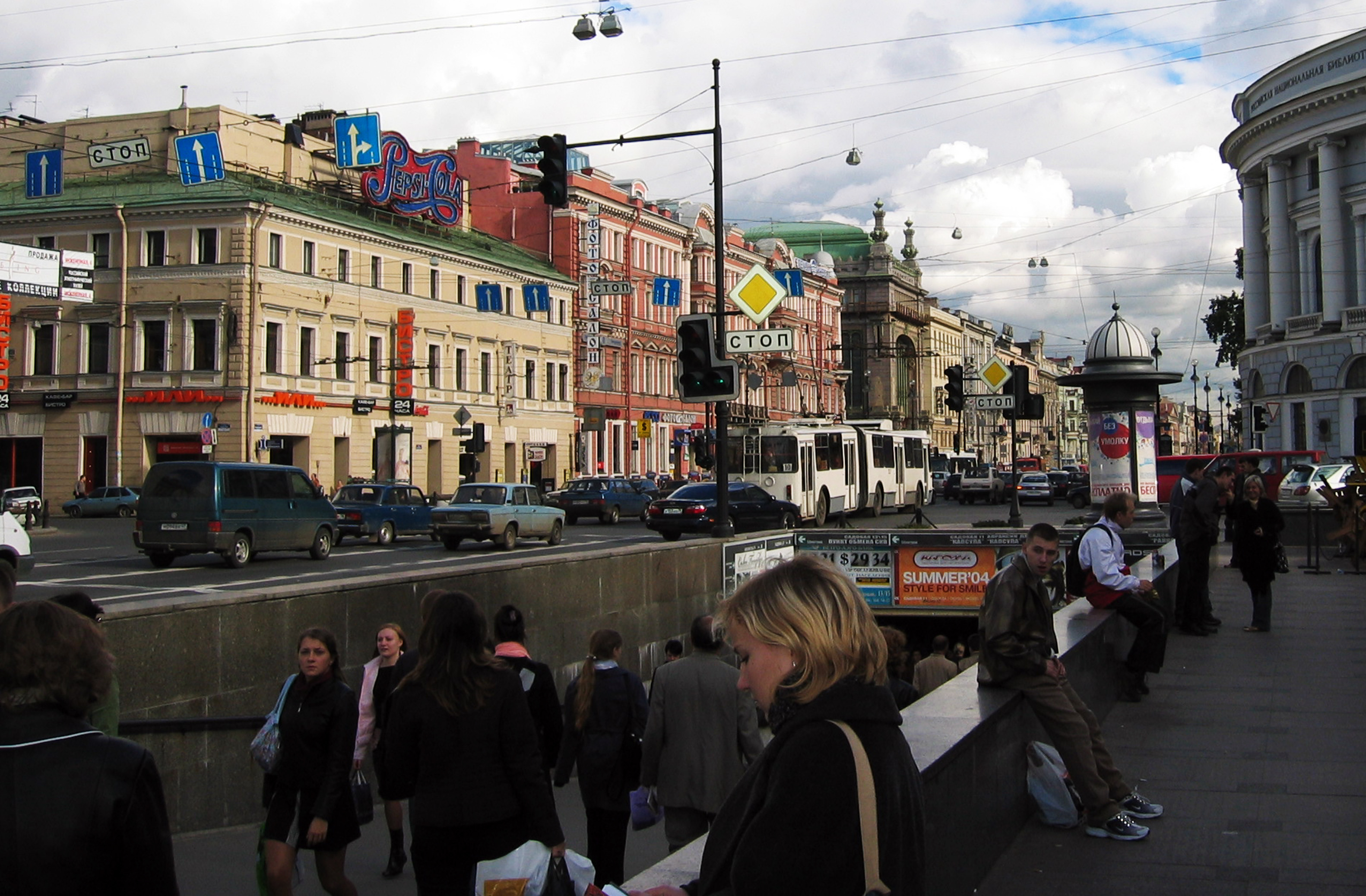
Пешеходный подземный переход на углу с Садовой улицей

## Пересечения
Невский проспект пересекается или граничит со следующими магистралями:
- Адмиралтейский проспект
- Малая Морская улица
- Большая Морская улица
- набережная реки Мойки (нечётная сторона)
- река Мойка (Зелёный мост)
- набережная реки Мойки (чётная сторона)
- Большая Конюшенная улица
- Казанская улица
- Малая Конюшенная улица
- набережная канала Грибоедова (нечётная сторона)
- канал Грибоедова (Казанский мост)
- набережная канала Грибоедова (чётная сторона)
- Думская улица
- Перинная линия
- Михайловская улица
- Садовая улица
- площадь Островского / Малая Садовая улица
- Караванная улица
- набережная реки Фонтанки (нечётная сторона)
- река Фонтанка (Аничков мост)
- набережная реки Фонтанки (чётная сторона)
- улица Рубинштейна
- Литейный проспект / Владимирский проспект
- улица Маяковского
- улица Марата
- Пушкинская улица
- улица Восстания
- площадь Восстания (Лиговский проспект, Гончарная улица)
- Суворовский проспект
- Дегтярная улица
- проспект Бакунина
- Полтавская улица
- Харьковская улица
- Перекупной переулок
- Исполкомская улица
- улица Профессора Ивашенцова
- улица Александра Невского
- площадь Александра Невского (Чернорецкий переулок)

## Транспорт

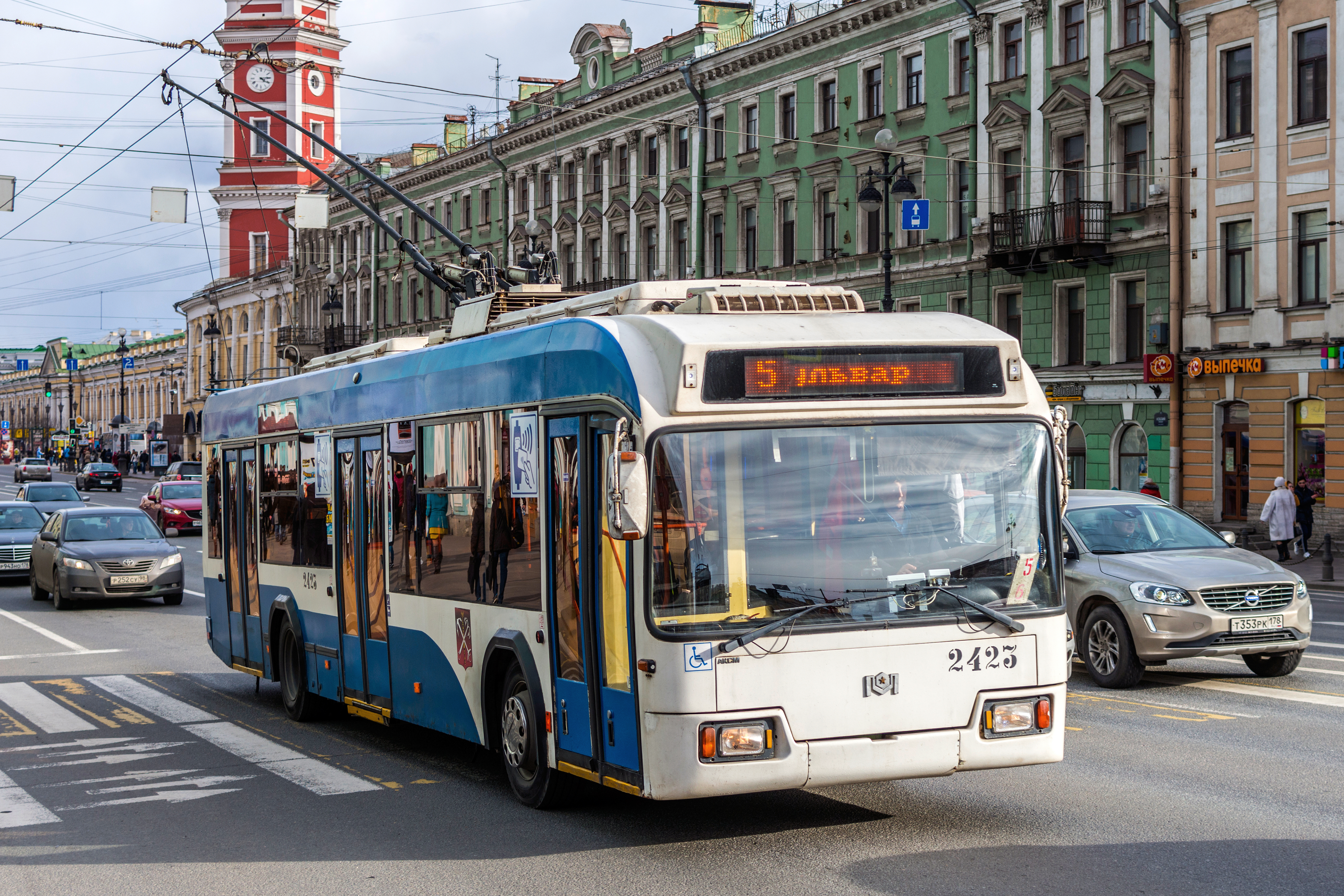
Троллейбус на Невском проспекте.

Невский проспект является важной транспортной магистралью. Через Дворцовый мост он связывает левобережные районы с островными районами города. В другой части проспект через мост Александра Невского и Заневский проспект связывает центр города с Невским районом. Полосность движения на Невском проспекте различная на разных участках. На участке от Адмиралтейского проспекта до Малой морской улицы — 2+2 (две в одну сторону и две в другую), далее до реки Мойки — 3+3, далее до площади Восстания — 4+4. После площади Восстания движение разделяется на две улицы: в сторону площади — по Невскому проспекту (4 полосы), от площади — по Гончарной улице (4 полосы). От Полтавской улицы потоки соединяются и до площади Александра Невского движение осуществляется по трём полосам в каждую сторону.
Сегодня вдоль всего Невского проспекта проходит Невско-Василеостровская линия метро со станциями:  «Гостиный двор»,  «Маяковская»,  «Площадь Александра Невского-1». Также на Невском проспекте или рядом с ним находятся станции других линий:  «Адмиралтейская»,  «Невский проспект»,  «Площадь Восстания»,  «Площадь Александра Невского-2». Вдоль всего проспекта проходят маршруты автобусов № 24 и 191, а также троллейбусов № 1 и 22. Кроме того, на некоторых участках проспекта проходят маршруты автобусов № 3, 7, 15, 22, 27, 46, 54, 55, 58, 65, 132, 169А, 181 и троллейбусов № 1, 5, 7, 10, 11, 16, 17, 22.
С декабря 1907 года по 1952 год по оси Невского проспекта проходила трамвайная линия. По оценкам иностранных экспертов, результаты исследования пассажиропотока говорят о необходимости возвращения на проспект трамвая как единственного вида транспорта, способного решить проблему перевозок пассажиров по этой магистрали.
По итогам заседания в Смольном 26 мая 2008 года, посвящённого проекту программы развития наземного электрического транспорта до 2012 года, на Невском проспекте было решено выделить полосу для движения общественного транспорта.
За месяц до планируемого ремонта на Невском проспекте было заменено асфальтовое покрытие. В декабре 2008 года выделенная полоса начала действовать. Открытая на части проспекта 20 декабря 2008 года выделенная линия для автобусов и троллейбусов малоэффективна по причине низкой культуры автомобилистов и пассивности сотрудников ГИБДД в отношении нарушителей правил дорожного движения.

## Невский проспект в культуре
Нет ничего лучше Невского проспекта, по крайней мере в Петербурге; для него он составляет всё. Чем не блестит эта улица — красавица нашей столицы! Я знаю, что ни один из бледных и чиновных её жителей не променяет на все блага Невского проспекта. Не только кто имеет двадцать пять лет от роду, прекрасные усы и удивительно сшитый сюртук, но даже тот, у кого на подбородке выскакивают белые волоса и голова гладка, как серебряное блюдо, и тот в восторге от Невского проспекта. А дамы! О, дамам ещё больше приятен Невский проспект. Да и кому же он не приятен? Едва только взойдешь на Невский проспект, как уже пахнет одним гуляньем. Хотя бы имел какое-нибудь нужное, необходимое дело, но, взошедши на него, верно, позабудешь о всяком деле. Здесь единственное место, где показываются люди не по необходимости, куда не загнала их надобность и меркантильный интерес, объемлющий весь Петербург.
— Н. В.  Гоголь, «Невский проспект», 1833—1834
- Невский проспект связан с именем А. С. Пушкина: на углу Невского и набережной реки Мойки находилась знаменитая кондитерская Вольфа и Беранже, куда поэт заезжал перед дуэлью с Дантесом[116].
- Невский проспект связан с отечественной культурой и тем, что именно здесь начала развиваться книготорговля. В 1820-е годы на Невском, 22 открылась знаменитая книжная лавка А. Ф. Смирдина, затем — лавка И. В. Слёнина (в 1823—1829 годы она помещалась на Невском, 30, с 1829 года — на Невском, 27). Велась книготорговля и в Большом Гостином дворе. В Советское время традиции литературной жизни на главной улице города продолжались и развивались. В бывшем здании торгового дома Зингер был открыт Ленинградский дом книги, на верхних этажах которого разместились книжные редакции. До войны там находилось детское издательство, организованное С. Я. Маршаком[117].
- Песни с названием «Невский Проспект» есть в репертуаре групп «Сплин» (№ 5 в альбоме «Фонарь под глазом»), «Ленинград», «Трилистник», «Мануфактура» и Александра Иванова. Невский проспект упоминается в песнях групп «Секрет», «ДДТ» («А на Невский слетелася стая сапог, а на Невском такая царит кутерьма…», «А я всё ползу, ползу, ползу, ползу по песку, по Невскому…»), «Чиж & Co» («Поезд, увези меня на Невский к невесте…»), Александра Розенбаума («Прогулка по Невскому»). Также у Максима Леонидова есть песня «На солнечной стороне Невского»
- Михаил Веллер. Легенды Невского проспекта.